# Índia
A Índia (em hindi: भारत; romaniz.: Bhārat, pronunciado: [ˈbʱaːrət̪]; em inglês: India, pronunciado: [ˈɪndiə]), oficialmente denominada República da Índia (em hindi: भारत गणराज्य; Bhārat Gaṇarājya; em inglês: Republic of India), é um país da Ásia Meridional. É o  país mais populoso, o sétimo maior em área geográfica e a democracia mais populosa do mundo. Delimitada ao sul pelo Oceano Índico, pelo mar da Arábia a oeste e pelo golfo de Bengala a leste, a Índia tem uma costa com 7 517 km de extensão. O país faz fronteira com Paquistão a oeste; China, Nepal e Butão ao norte e Bangladexe e Mianmar a leste. Os países insulares do Oceano Índico — Seri Lanca e Maldivas — estão localizados bem próximo da Índia.
Lar da Civilização do Vale do Indo, de rotas comerciais históricas e de vastos impérios, o subcontinente indiano é identificado por sua riqueza comercial e cultural de grande parte da sua longa história. Quatro grandes religiões — hinduísmo, budismo, jainismo e siquismo — originaram-se no país, enquanto o zoroastrismo, o judaísmo, o cristianismo e o islamismo chegaram no primeiro milênio d.C. e moldaram a diversidade cultural da região. Anexada gradualmente pela Companhia Britânica das Índias Orientais no início do século XVIII e colonizada pelo Império Britânico a partir de meados do século XIX, a Índia tornou-se uma nação independente em 1947, após uma luta social pela independência que foi marcada pela extensão da resistência não violenta.
A Índia é uma república composta por 28 estados e sete territórios da união, com um sistema de democracia parlamentar. O país é a sexta maior economia do mundo em Produto Interno Bruto (PIB) nominal, bem como a terceira maior do mundo em PIB medido em Paridade de Poder de Compra. As reformas econômicas feitas desde 1991 transformaram o país em uma das economias de mais rápido crescimento do mundo; no entanto, a Índia ainda sofre com uma altíssima desigualdade social e altos níveis de pobreza, analfabetismo, violência de género, doenças e desnutrição. Uma sociedade pluralista, multilíngue e multiétnica, a Índia também é o lar de uma grande diversidade de animais selvagens e de habitats protegidos. A Índia passou do 140.º para o 177.º lugar entre 2016 e 2018 no Índice de Desempenho Ambiental compilado por pesquisadores das Universidades de Yale e Columbia. Em particular, o estudo destaca a "alarmante" deterioração da qualidade do ar.

## Etimologia
O nome Índia é derivado de Indus, que por sua vez é derivado da palavra Hindu, em persa antigo. Do sânscrito Sindhu, a denominação local histórica para o rio Indus. Os gregos clássicos referiam-se aos indianos como Indoi (Ινδοί), povos do Indus A Constituição da Índia e o uso comum em várias línguas indianas igualmente reconhecem Bharat como um nome oficial de igual status. Hindustão (ou Indostão), que é a palavra persa para a “terra do Hindus” e historicamente referida ao norte da Índia, é também usada ocasionalmente como um sinônimo para toda a Índia.

## História

### Antiguidade

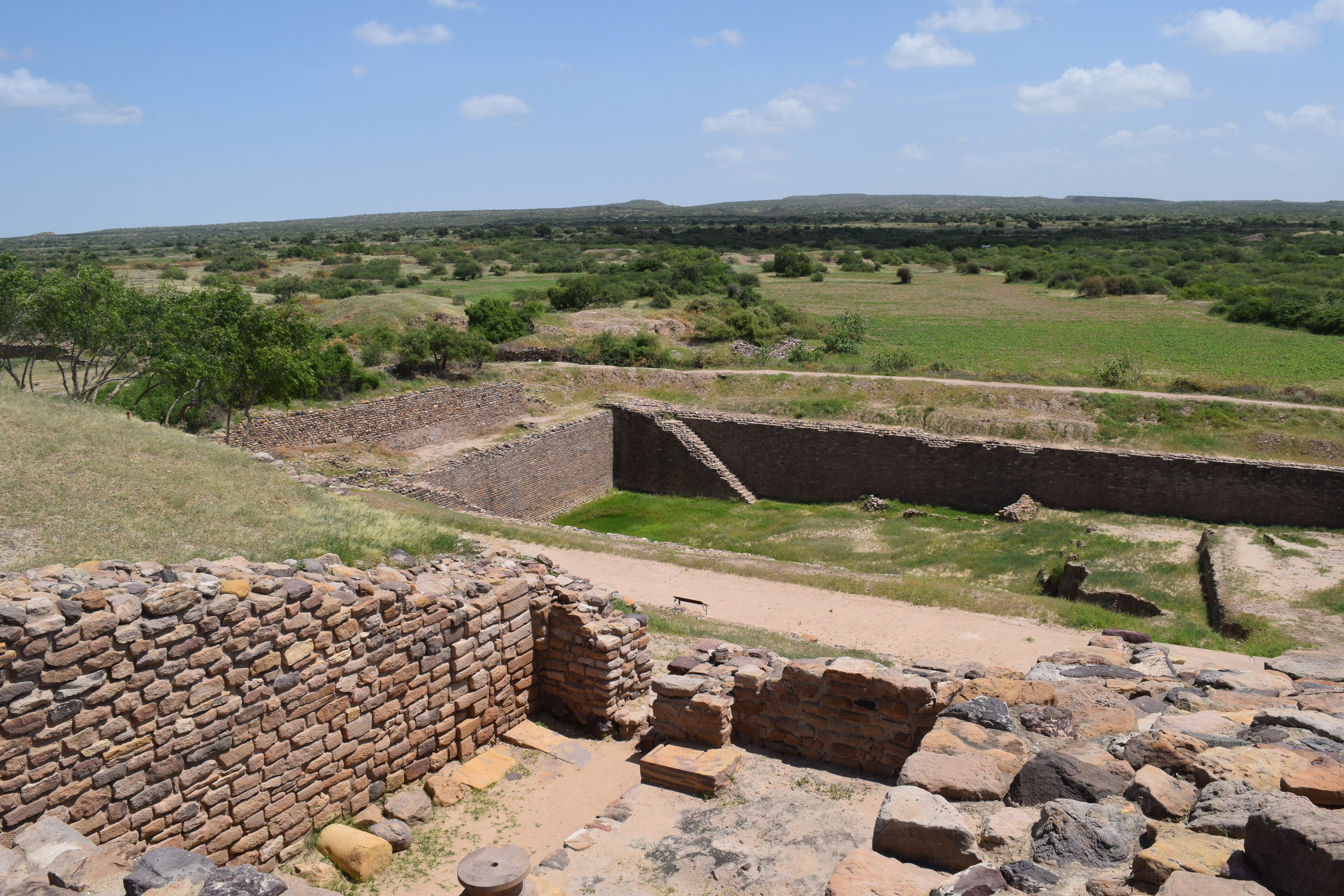
Dolavira, em Guzerate, uma das maiores cidades da Civilização do Vale do Indo, com degraus para alcançar o nível da água em reservatórios construídos artificialmente

Os primeiros restos de humanos anatomicamente modernos encontrados na Ásia Meridional datam de aproximadamente 30 mil anos atrás. Sítios arqueológicos com arte rupestre do período Mesolítico foram encontrados em muitas partes do subcontinente indiano, como nos abrigos na Rocha de Bhimbetka, em Madia Pradexe. Por volta de 7 000 a.C., os primeiros assentamentos neolíticos conhecidos apareceram no subcontinente em locais como Mergar e outros no Paquistão ocidental. Estes locais gradualmente desenvolveram a Civilização do Vale do Indo, a primeira cultura urbana da Ásia Meridional; essa civilização floresceu entre 2 500 e 1 900 a.C. no Paquistão e na região oeste da Índia. Centrada em torno de cidades como Moenjodaro, Harapa, Dolavira e Kalibangan, e contando com variadas formas de subsistência, a cultura desenvolveu uma produção robusta de artesanatos e um amplo comércio.

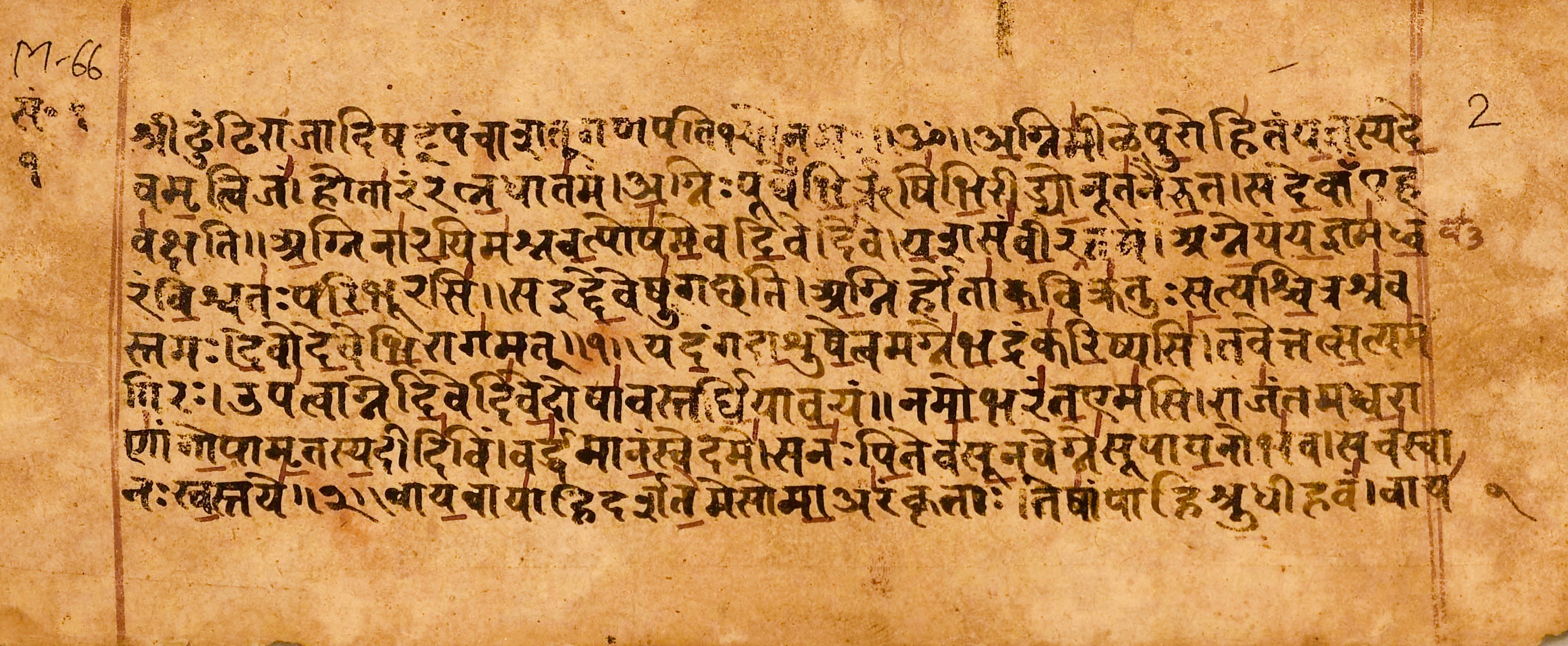
Um manuscrito do Rigveda anterior ao século XIV, oralmente composto e transmitido de 1500 a

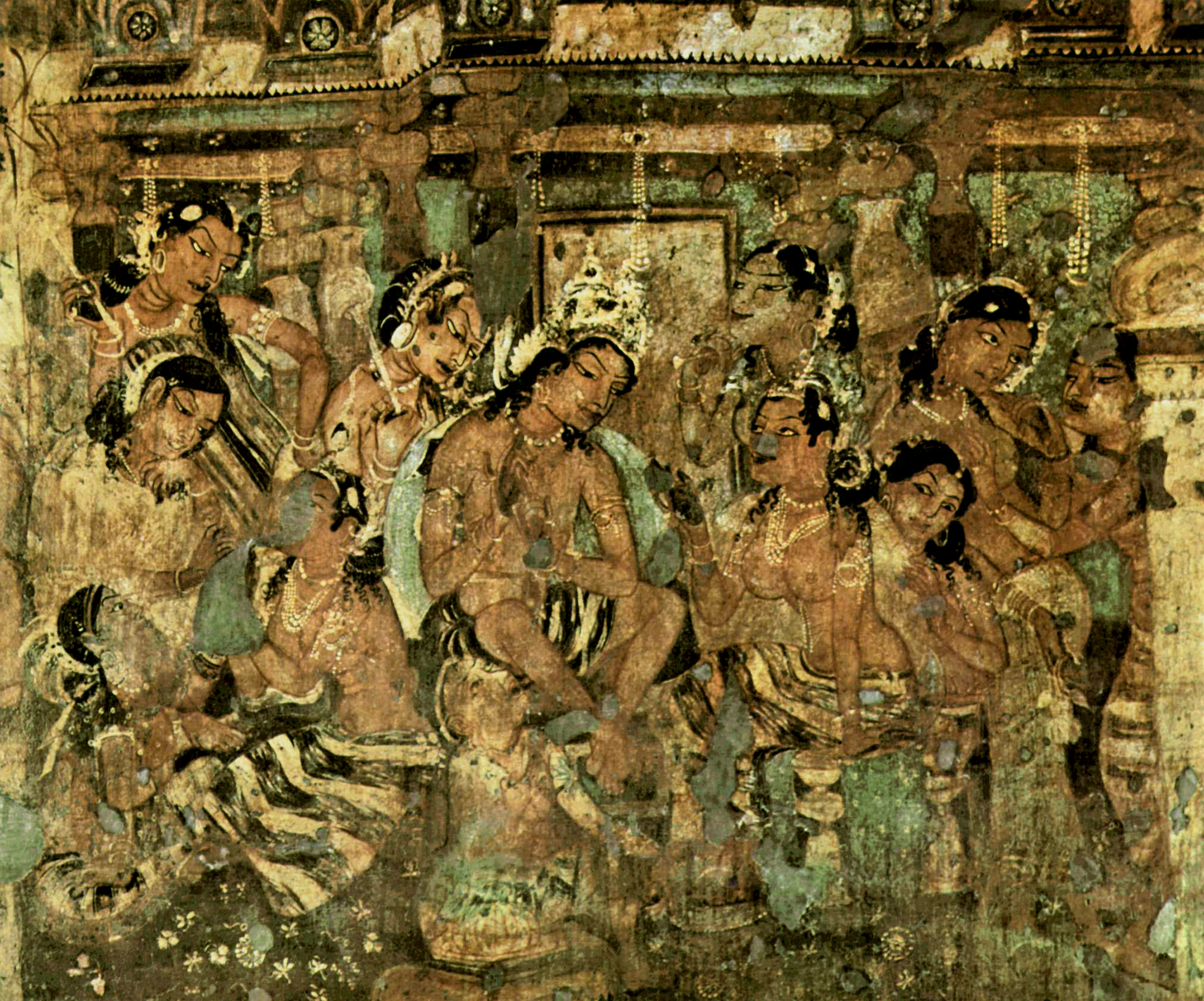
Pinturas nas Grutas de Ajanta em Aurangabad, Maarastra, do século VI

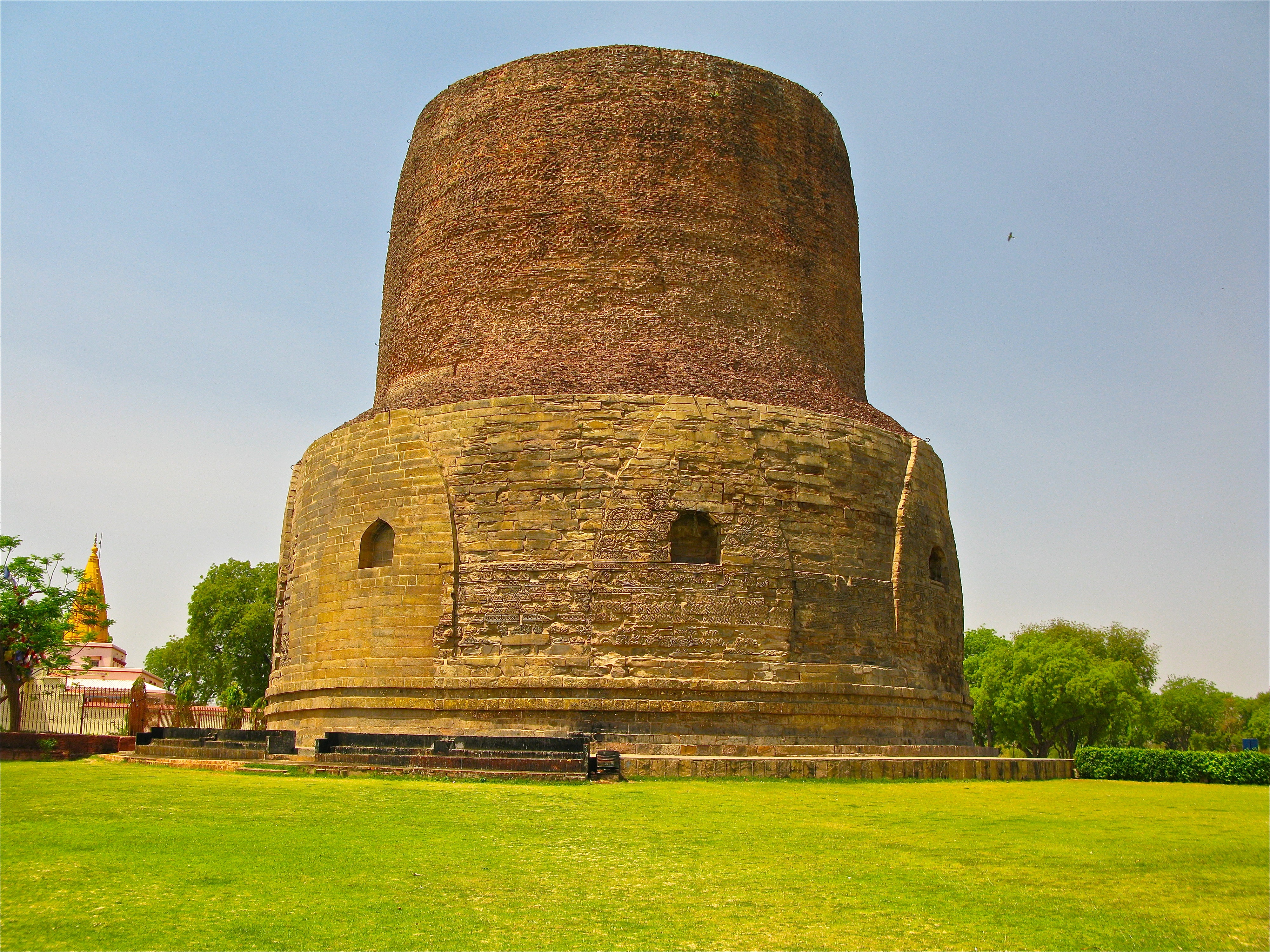
Estupa Dhamek, em Saranate, local do primeiro sermão do Buda

Durante o período de 2 000-500 a.C., culturas de muitas regiões do subcontinente fizeram a transição do Calcolítico para a Idade do Ferro. Os Vedas, as escrituras mais antigas do hinduísmo, foram compostas durante esse período e os historiadores têm conectado os textos à cultura védica, localizada na região do Panjabe e na planície Indo-Gangética. A maioria dos historiadores também considera que este período abrangeu várias ondas migratórias indo-arianas no subcontinente, de norte a oeste. O sistema de castas, que criou uma hierarquia de sacerdotes, guerreiros e camponeses livres, mas excluiu os povos indígenas ao rotular suas ocupações como "impuras", surgiu durante este período. Sobre o planalto do Decão, evidências arqueológicas deste período sugerem a existência de um estágio patriarcal de organização política. No sul da Índia, uma progressão para a vida sedentária é indicada pelo grande número de monumentos megalíticos que datam deste período, bem como por vestígios de agricultura, tanques de irrigação e de tradições de artesanato.
No período védico, por volta do século V a.C., as pequenas tribos do planalto do Ganges e de regiões do noroeste haviam se consolidado em 16 grandes oligarquias e monarquias que eram conhecidas como os mahajanapadas. A urbanização crescente e as ortodoxias desta época também criaram os movimentos de reforma religiosa do budismo e do jainismo, sendo que ambos se tornaram religiões independentes. O budismo, com base nos ensinamentos de Gautama Buda, atraiu seguidores de todas as classes sociais, com exceção da classe média; as narrações da vida de Buda foram fundamentais para o início do registro da história indiana. O jainismo entrou em destaque na mesma época durante a vida de seu "Grande Herói", Mahavira. Em uma época de crescente riqueza urbana, ambas as religiões levantaram a renúncia aos bens materiais como um ideal e estabeleceram mosteiros de longa duração. Politicamente, por volta do século III a.C., o Reino de Mágada tinha anexado ou reduzido outros Estados para emergir como o Império Máuria. Já se acreditou que esse império controlou a maior parte do subcontinente com exceção do extremo sul, mas agora acredita-se que as suas regiões centrais eram separadas por grandes áreas autônomas. Os reis máurias são conhecidos tanto pela construção do seu império e determinação na gestão da vida pública, quanto pela renúncia de Asoca, o Grande (r. 273–232 a.C.) do militarismo e de sua promoção do darma budista.
A literatura sangam, escrita em tâmil, revela que entre 200 a.C. e 200 d.C. o sul da península estava sendo governado pelas dinastias Cheras, Cholas e Pandias, que comercializavam extensivamente com o Império Romano e com o Sudoeste e o Sudeste da Ásia. Nesse período o território do país também se tornou parte da Rota da Seda, uma rede de rotas comerciais que ligava o Extremo Oriente à Europa. Por essas estradas os comerciantes indianos vendiam tecidos e especiarias para mercados da Ásia Central, enquanto monges e peregrinos budistas vinham da China, até o período das Grandes Navegações, quando ligações comerciais marítimas foram criadas entre o Ocidente e o Oriente. No norte da Índia, o hinduísmo afirmou controle patriarcal familiar, o que levou ao aumento da subordinação das mulheres. Até os séculos IV e V, o Império Gupta havia criado um complexo sistema fiscal e de administração nos grandes planaltos do Ganges, que se tornou um modelo para reinos indianos posteriores. Sob os governos dos Guptas, um hinduísmo renovado baseado na devoção ao invés da gestão ritualística começou a se estabelecer. A renovação se refletiu em um florescimento da escultura e da arquitetura, que encontrou patronos entre uma elite urbana. A literatura sânscrita clássica floresceu e ciência, astronomia, medicina e matemática indianas tiveram avanços significativos.

### Idade Média

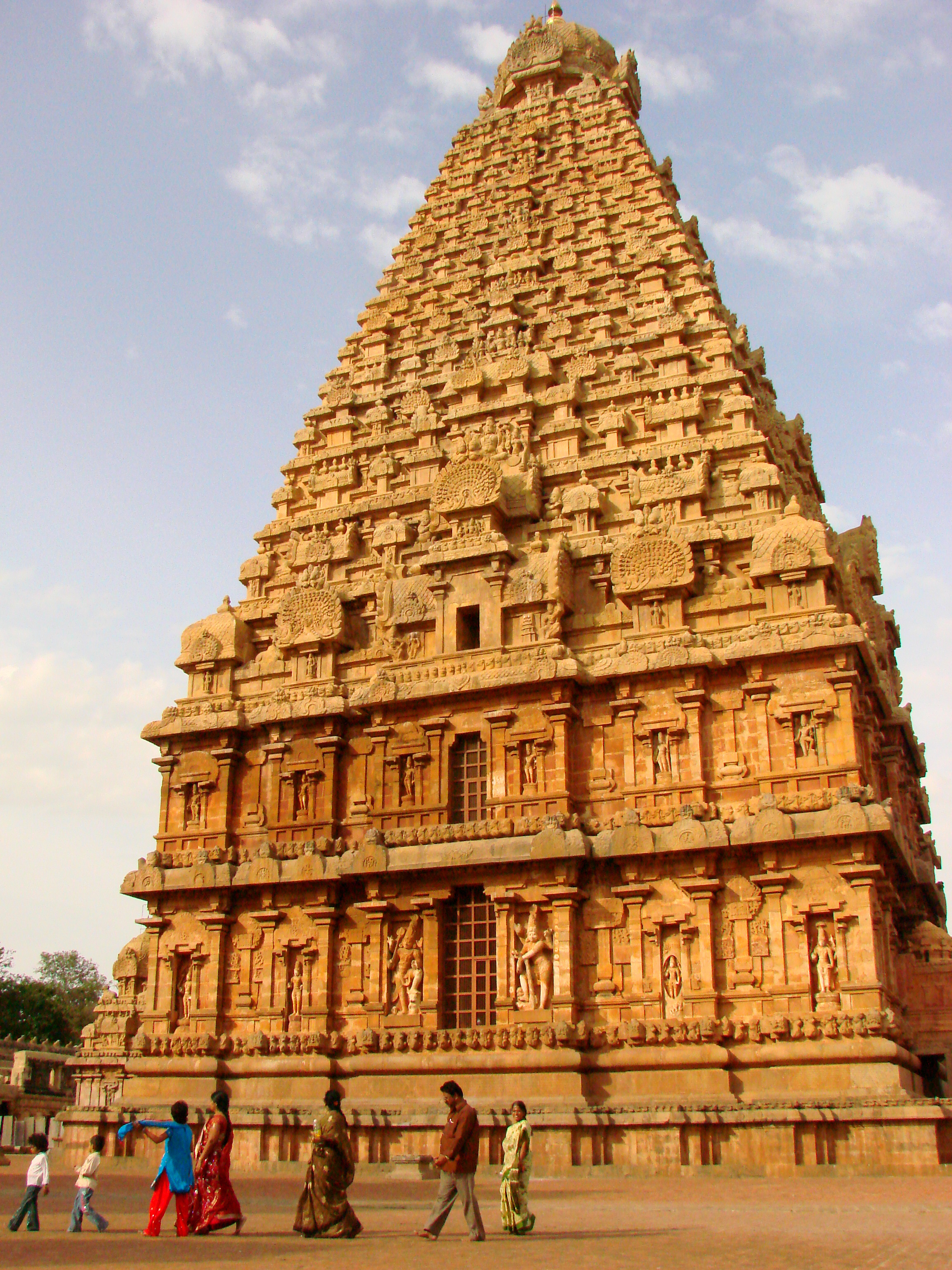
A grande gopura de granito no Templo de Brihadisvara em Thanjavur foi concluída em por

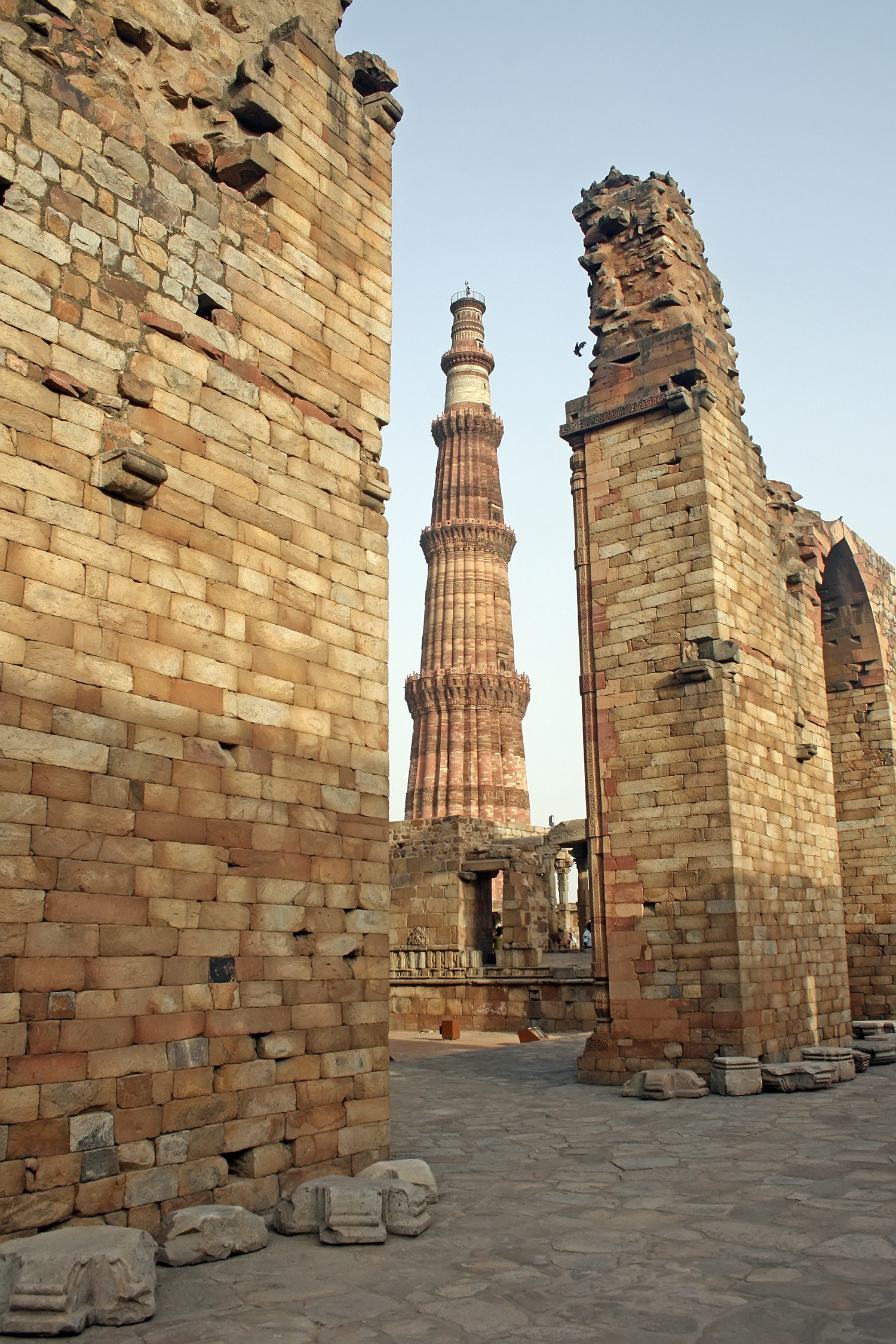
O Qutub Minar, com 73 m de altura, concluído pelo sultão de Déli, Iltutmish

A idade medieval indiana, de 600 a 1200 d.C., é definida por reinos regionais e pela diversidade cultural. Quando o imperador Harxa (r. 606–647) de Canauje, que governou grande parte da Planície do Ganges de 606 a 647 d.C., tentou expandir seu território para o sul, ele foi derrotado pelo governante Chaluca do Decão. Seu sucessor, na tentativa de expandir para o leste, foi derrotado pelo rei Pala de Bengala. Quando os Chalucas tentaram se expandir para o sul, eles foram derrotados pelos Palavas, que por sua vez se opunham aos Pandias e aos Cholas, de ainda mais ao sul. Nenhum governante desse período foi capaz de criar um império unificado e os territórios sob seu controle geralmente não passavam muito além de sua região central. Durante este tempo, povos de pastoreio cujas terras tinham sido liberadas para abrir caminho para a crescente economia agrícola foram acomodados dentro do sistema de castas, assim como as novas classes dominantes não tradicionais. O sistema de castas, consequentemente, começou a mostrar as diferenças regionais.
Nos séculos VI e VII, os primeiros hinos devocionais foram criados na língua tâmil. Eles foram imitados por toda a Índia e levaram ao ressurgimento do hinduísmo e ao desenvolvimento de todas as línguas modernas do subcontinente. A realeza indiana, grande e pequena, e os templos por ela frequentados, atraíram cidadãos em grande número para as principais cidades, que tornaram-se também importantes centros econômicos. Templos em cidades de vários tamanhos começaram a aparecer em todos os lugares, ao mesmo tempo que a Índia passava por outra era de urbanização. Pelos séculos VIII e IX, os efeitos disso foram sentidos no Sudeste da Ásia, conforme os sistemas culturais e políticos do sul da Índia eram exportados para terras que se tornaram parte dos atuais Mianmar, Tailândia, Laos, Camboja, Vietnã, Malásia e Java (Indonésia). Comerciantes, estudiosos e às vezes exércitos indianos envolveram-se nesta transmissão cultural; os asiáticos do sudeste do continente também tomaram a iniciativa e organizaram muitas peregrinações para os seminários indianos, além de terem traduzido os textos budistas e hindus para os seus respectivos idiomas.
Desde o século VIII, com as invasões de Maomé ibne Alcácime em 712, clãs nômades muçulmanos do centro da Ásia usaram cavalaria de guerra e organizaram vastos exércitos unidos pela etnia e religião para continuamente invadir, saquear e reduzir milhares de indianos à escravidão no noroeste da Ásia Austral, levando à criação do islâmico Sultanato de Déli em 1206, após as vitórias de Muizadim Maomé Gori. O sultanato controlou grande parte do norte da Índia e fez muitas incursões ao sul do subcontinente. Embora tenha sido perturbador para as elites indianas, o sultanato deixou a maioria da população não muçulmana sujeita às suas próprias leis e costumes, embora os templos hindus fossem saqueados, danificados e até destruídos em várias ocasiões. Uma consequência do domínio do Sultanato que pode ter tido as piores repercussões sobre a vida das massas indianas foi um aumento na escala da escravatura. Cobadim Aibaque, que era um ex-escravo, foi o primeiro sultão de Déli e a sua dinastia conseguiu conquistar grandes áreas do norte da Índia. Apenas numa das suas batalhas, reduziu à escravatura cerca de cinquenta mil homens indianos.
Ao repelir repetidamente os invasores mongóis no século XIII, o sultanato salvou-se da devastação experimentada pela Ásia Central e Ocidental, criando o cenário para séculos de migração de soldados, homens instruídos, místicos, comerciantes, artistas e artesãos que vinham em fuga daquelas regiões para o subcontinente indiano, criando assim uma cultura indo-islâmica sincrética no norte do país. A invasão do sultanato e o enfraquecimento dos reinos da região do sul da Índia abriram o caminho ao Reino de Bisnaga. Abraçando uma forte tradição xivaísta e construído sobre a tecnologia militar do sultanato, o império passou a controlar a maior parte da Índia peninsular e foi influente na sociedade do sul do país por muito tempo.

### Era moderna

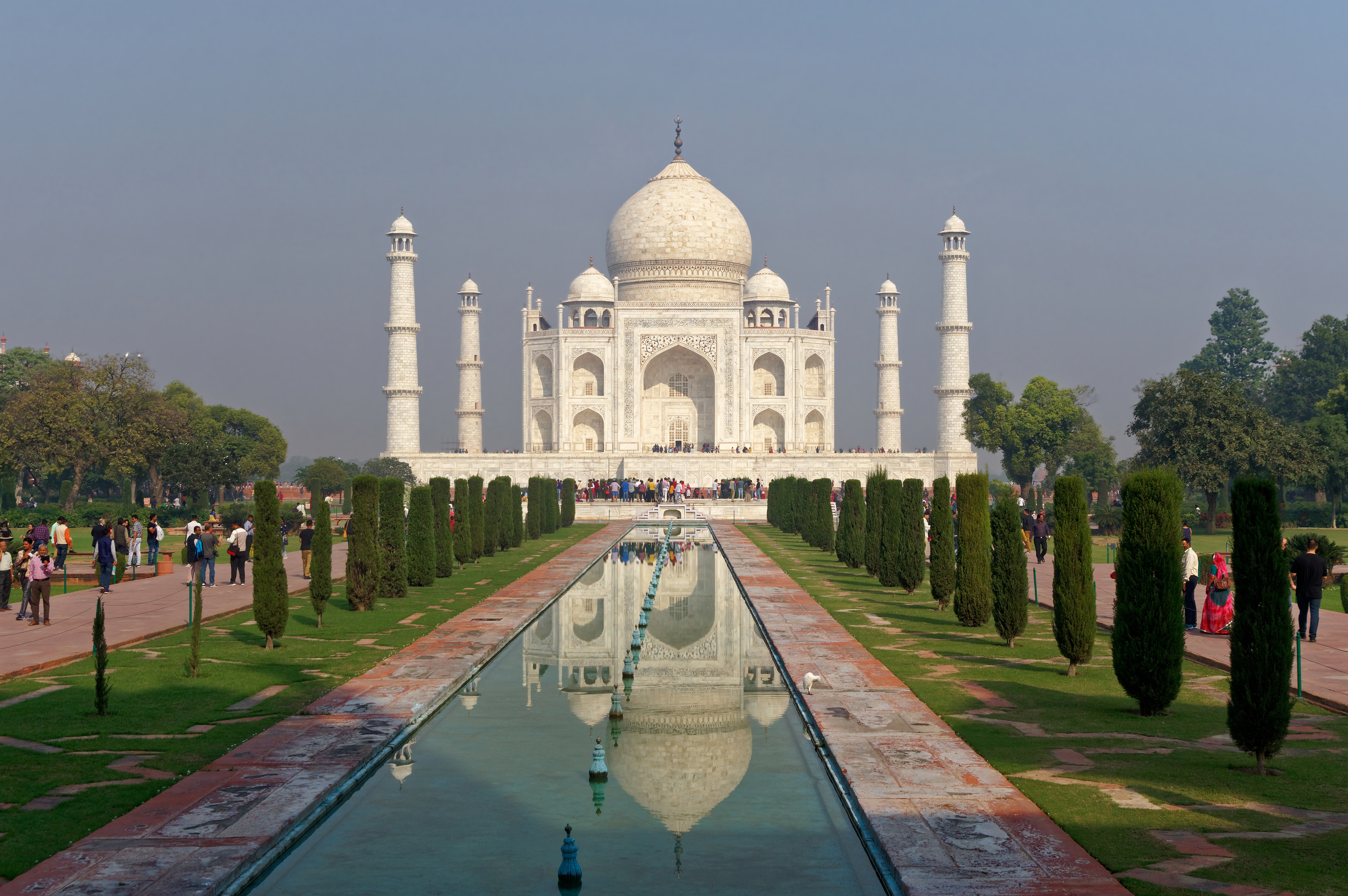
Taj Mahal, em Agra, construído entre 1632 e 1653 pelo imperador mogol Xá Jeã r.. O edifício é uma das mais belas expressões arquitetônicas do Império Mogol e uma das sete maravilhas do mundo moderno

No início do século XVI, o norte da Índia, na época sob domínio principalmente muçulmano, caiu novamente para a superioridade da mobilidade e do poder de fogo de uma nova geração de guerreiros da Ásia Central. O subsequente Império Mogol não erradicou as sociedades locais que passou a governar, mas as equilibrou e pacificou através de novas práticas administrativas e de elites dominantes diversas e inclusivas, levando a uma lei mais sistemática, centralizada e uniforme por todo o império. Evitando sua identidade tribal e islâmica, especialmente durante o governo de Acbar, o Grande (r. 1556–1605), os mogóis uniram seus reinos distantes através da lealdade, expressa através de uma cultura influenciada pela Pérsia e de um imperador que tinha importância quase divina. As políticas econômicas do Estado Mogol tiravam a maior parte das receitas do império do setor agrícola e determinavam que os impostos deviam ser pagos em moedas de prata oficiais, o que causou a entrada de camponeses e artesãos em mercados maiores.
A relativa paz mantida pelo império durante grande parte do século XVII foi um dos fatores que ajudaram na expansão econômica da Índia nesse período, o que resultou em investimentos maiores em pintura, além de obras literárias, têxteis e de arquitetura. Novos grupos sociais homogêneos no norte e no oeste da Índia, como os maratas, os rajaputes e os siques, ganharam ambições militares e de governo durante o domínio mogol, que, através da colaboração ou da adversidade, deu-lhes reconhecimento e experiência militar. A expansão do comércio durante o governo mogol deu origem à novas elites comerciais e políticas ao longo das costas do sul e do leste do país. À medida que o império se desintegrou, muitas dessas elites foram capazes de manter seus negócios sob controle.
Em 1498 o navegador português Vasco da Gama chega a Calecute, na costa ocidental do subcontinente indiano, o marco inicial de uma relação luso-indiana que duraria cerca de 500 anos. Em 1510, o explorador português Afonso de Albuquerque amplia os territórios portugueses com a conquista de Goa, que rapidamente se tornaria a capital do Estado Português da Índia (uma entidade política parte do Império Português). A Índia Portuguesa, como a colônia lusitana também era conhecida, inicialmente abrangia todos os territórios conquistados pelos portugueses no Oceano Índico, mas depois ficou restrita à Costa do Malabar, no século XIX até 1961 em territórios como Goa, Damão, Diu, ilha de Angediva, Dadrá e Nagar Aveli, Simbor e Gogolá.

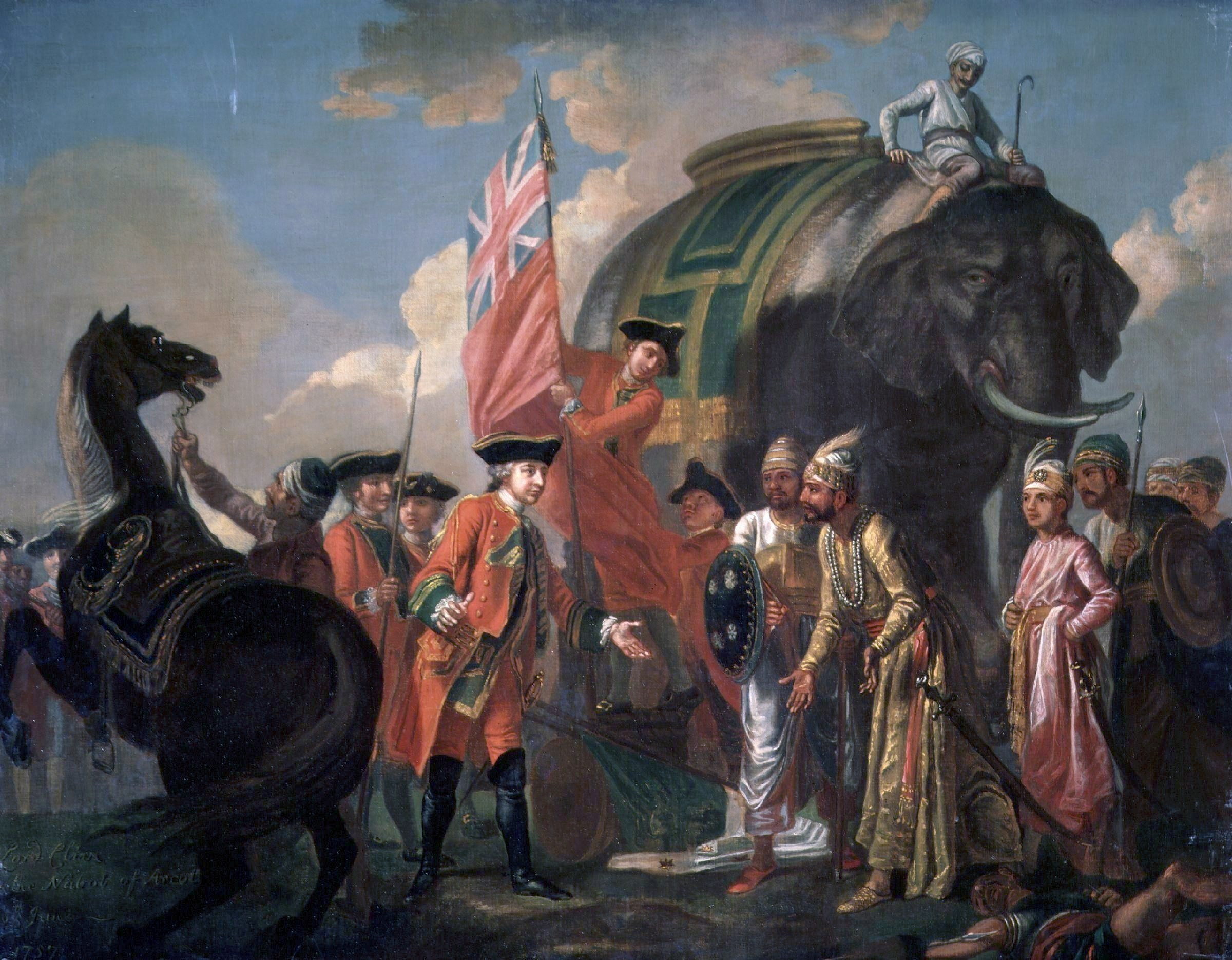
Robert Clive após a Batalha de Plassey, que resultou no domínio da Companhia das Índias Orientais sobre o subcontinente indiano

No início do século XVIII, com a linha entre a dominação comercial e política cada vez mais tênue, uma série de empresas comerciais europeias, como a Companhia Britânica das Índias Orientais, haviam estabelecido postos nas regiões costeiras do país. O controle dos mares, maiores recursos, treinamento militar e tecnologia mais avançados levaram a Companhia Britânica das Índias Orientais a flexionar cada vez mais a sua força militar e tornar isso atraente para uma parcela da elite indiana. Esses dois fatores foram cruciais para permitir que a Companhia Britânica ganhasse o controle sobre a região de Bengala em 1765 e marginalizasse as outras empresas europeias concorrentes.
O acesso maior às riquezas da Bengala e o subsequente aumento da força e do tamanho de seu exército permitiram à Companhia das Índias Orientais anexar ou subjugar a maior parte do subcontinente indiano durante os anos 1820. A Índia então parou de exportar bens manufaturados e, em vez disso, passou a abastecer o Império Britânico com matérias-primas. Esse momento é considerado por muitos historiadores o início do período colonial no país. Por esta altura, com seu poder econômico severamente restringido pelo parlamento britânico, a Companhia começou a entrar mais conscientemente em áreas não econômicas, como educação, reforma social e cultura.

### Era contemporânea

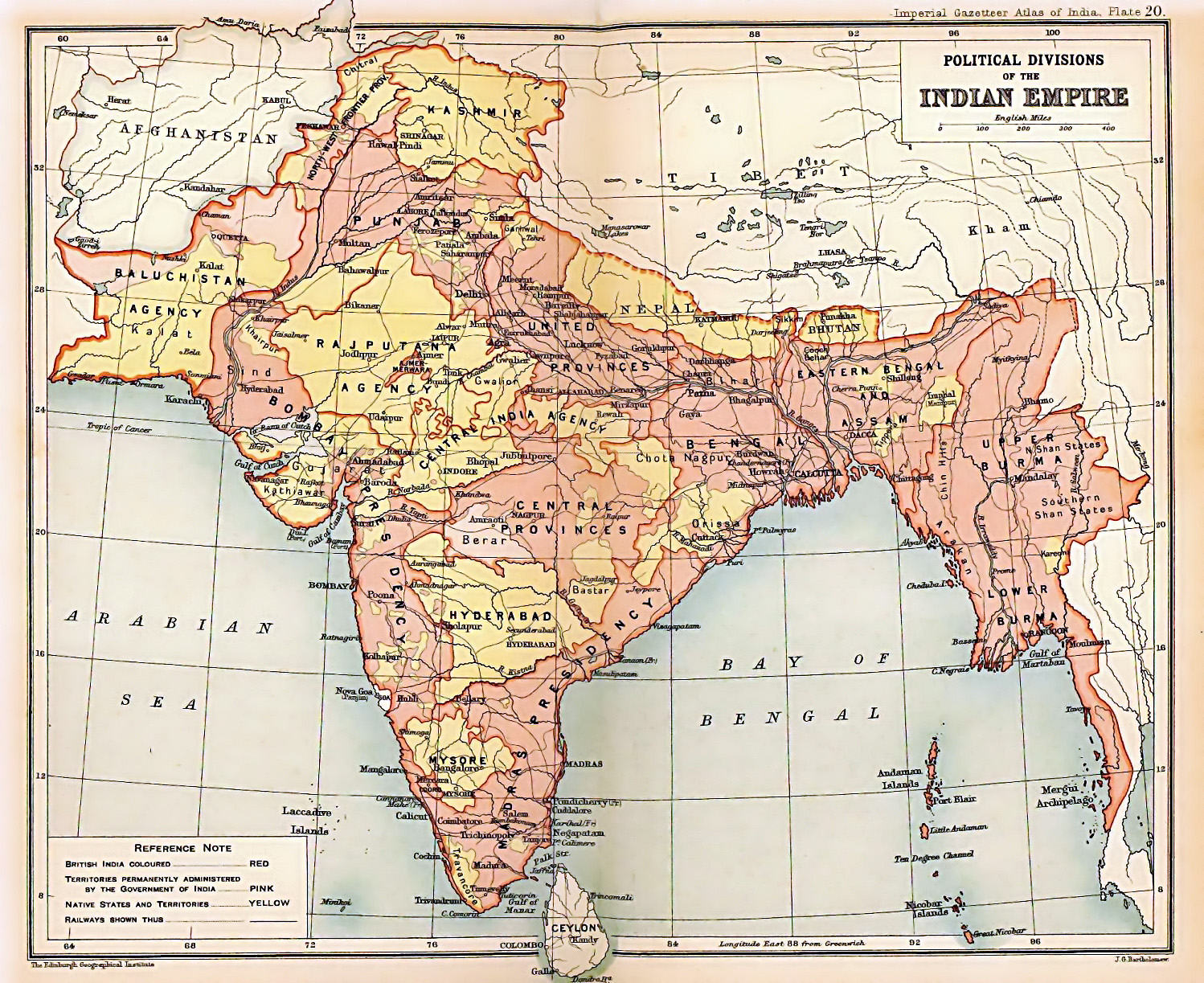
Gravura da Índia Britânica de uma edição de 1909 da The Imperial Gazetteer of India. As áreas diretamente governadas pelos britânicos estão sombreadas em rosa; os principados sob suserania britânica estão em amarelo

Os historiadores consideram que a era contemporânea da Índia começou em algum momento entre 1848 e 1885. A nomeação, em 1848, de James Broun-Ramsay, Lord Dalhousie, como governador-geral do Companhia das Índias Orientais preparou o palco para alterações essenciais na transição do país para um Estado moderno. Estas mudanças incluíram a consolidação e a demarcação da soberania, a vigilância da população e a educação dos cidadãos. Mudanças tecnológicas — como as ferrovias, os canais e o telégrafo — foram introduzidas no país não muito tempo depois de sua introdução na Europa. No entanto, a insatisfação com a Companhia também cresceu durante este período e definiu a Revolta dos Sipais, em 1857. Alimentada por diversos ressentimentos e percepções entre a população, como as invasivas reformas sociais ao estilo britânico, altos impostos sobre propriedades e o tratamento sumário de alguns príncipes e fazendeiros ricos, a revolta abalou muitas regiões do norte e do centro da Índia e sacudiu os alicerces do governo da Companhia. Embora a rebelião tenha sido reprimida em 1858, ela levou à dissolução da Companhia das Índias Orientais e a administração da Índia passou a ser exercida diretamente pelo governo britânico. Além de proclamarem um Estado unitário e um sistema parlamentarista limitado, inspirado pelo parlamento britânico, os novos governantes também protegeram príncipes e aristocratas como uma salvaguarda contra uma possível agitação feudal futura. Nas décadas seguintes, a vida pública emergiu gradualmente em toda a Índia, levando à fundação do partido Congresso Nacional Indiano, em 1885.
A corrida tecnológica e a comercialização da agricultura na segunda metade do século XIX foi marcada por muitos contratempos econômicos — muitos pequenos produtores tornaram-se dependentes dos caprichos de mercados distantes. Houve um aumento no número de grandes crises de fome e, apesar dos riscos do desenvolvimento de uma infraestrutura suportada pelos contribuintes indianos, pouco emprego industrial foi gerado para a população. Houve também efeitos salutares: cultivos comerciais, especialmente na região recém-canalizada do Punjabe, levaram a um aumento da produção de comida para o consumo interno. A rede ferroviária, desde o alívio da crise de fome, ajudou a reduzir o custo dos bens móveis e auxiliou a nascente indústria indiana.

Jawaharlal Nehru (esquerda) se tornou o primeiro primeiro-ministro da Índia, em 1947. Mahatma Gandhi (direita) liderou o movimento pela independência

Após a Primeira Guerra Mundial, onde alguns milhares de indianos serviram, um novo período começou. Ele foi marcado por reformas britânicas, mas também por uma legislação mais repressiva; pelas reivindicações cada vez mais estridentes da população indiana por independência e pelo começo de um movimento não violento de não cooperação, do qual Mohandas Karamchand Gandhi se tornaria o líder e símbolo de resistência. Durante os anos 1930, uma lenta reforma legislativa foi promulgada pelos britânicos e o Congresso Nacional Indiano saiu vitorioso nas eleições seguintes. A década posterior foi cheia de crises: a participação indiana na Segunda Guerra Mundial, o impulso final do Congresso para a não cooperação com os britânicos e uma onda de nacionalismo muçulmano. Todos foram coroados com o advento da independência em 1947, mas ao custo de uma sangrenta divisão do subcontinente em dois Estados: Índia e Paquistão.
Vital para a autoimagem da Índia como uma nação independente foi a sua constituição, concluída em 1950, que colocou no lugar da antiga colônia britânica uma república secular e democrática. Nos 60 anos seguintes, a Índia teve um resultado misto de sucessos e fracassos. Manteve-se uma democracia com liberdades civis, uma Suprema Corte ativista e uma imprensa, em grande parte, independente. A liberalização econômica, que teve início na década de 1990, criou uma grande classe média urbana e transformou a Índia em uma das economias de mais rápido crescimento no mundo, o que aumentou a influência geopolítica do país. Filmes, músicas e ensinamentos espirituais indianos desempenham um papel cada vez maior na cultura mundial. No entanto, o país também tem sido oprimido por uma pobreza aparentemente inflexível, tanto no meio rural quanto no urbano; pela violência religiosa e entre castas; por grupos insurgentes de inspiração maoista chamados naxalitas; e pelo separatismo em Jamu e Caxemira e no Nordeste da Índia. O país tem disputas territoriais não resolvidas com a China, que se deterioraram até a guerra sino-indiana de 1962; e com o vizinho Paquistão, em guerras travadas em 1947, 1965, 1971 e 1999. A rivalidade nuclear entre a Índia e o Paquistão veio à tona em 1998. As liberdades democráticas sustentadas da Índia são únicas entre as novas nações do mundo; no entanto, apesar de seus sucessos econômicos recentes, a liberdade de sua população desfavorecida continua a ser um objetivo a ser alcançado.

## Geografia

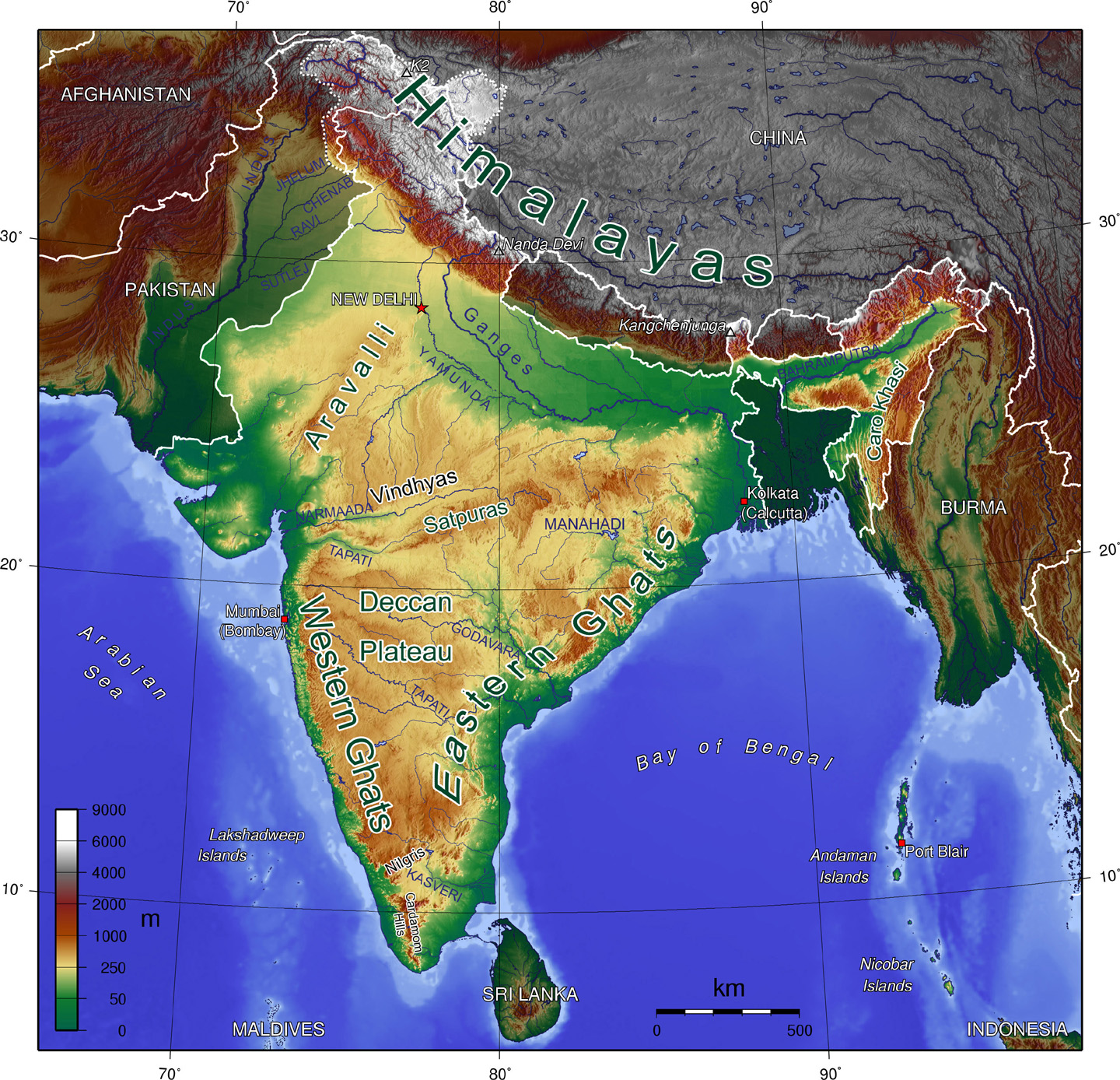
Mapa topográfico da Índia

A Índia ocupa a maior parte do subcontinente indiano, encontrando-se por cima da placa indiana, uma placa tectônica que faz parte da placa indo-australiana. Os processos geológicos que definiram a atual situação geográfica da Índia começaram há 75 milhões de anos, quando o subcontinente indiano, então parte do sul do supercontinente Gondwana, começou a se mover para nordeste através do que posteriormente se converteria no Oceano Índico. A colisão superior do subcontinente com a placa euro-asiática e a subducção debaixo dela deram lugar à cordilheira do Himalaia, o sistema montanhoso mais alto do planeta, que atualmente é a fronteira da Índia a norte e a noroeste. O antigo leito marinho que emergiu imediatamente ao sul do Himalaia fez com que o movimento da placa criasse uma grande depressão, que foi sendo levada pouco a pouco por sedimentos propagados por rios, o que atualmente constitui a planície Indo-Gangética. A oeste desta planície encontra-se o deserto do Thar, separado pela cordilheira Avarali.
A placa original indiana corresponde hoje ao subcontinente indiano, sendo também a parte mais antiga e estável da Índia, que se estende desde o norte, com as cordilheiras Satpura e Vindhya no centro. Estas cordilheiras paralelas vão desde a costa do mar Arábico, no estado de Gujarat, até o planalto de Chota Nagpur, no estado de Jarcanda. No sul, o planalto do Decão contém à esquerda e à direita os Gates Ocidentais e Orientais; o planalto contém as formações rochosas mais antigas do território, algumas com mais de um bilhão de anos de idade. Os pontos extremos do país se localizam a 6° 43' e 39° 26 'de latitude norte[c] e 68°7' e 89°25' de longitude leste.
| |  | |
| O Kangchenjunga, na fronteira entre a Índia e o Nepal, na cordilheira do Himalaia, é o ponto mais alto do país (8 586 metros acima do nível do mar) |  | Confluência dos rios Ganges e Jamuna na cidade de Prayagraje, no estado de Utar Pradexe, um local sagrado para o hinduísmo |

Os principais rios têm sua origem na cordilheira Himalaia, como o Ganges e o Bramaputra, que desembocam no golfo de Bengala. Entre os afluentes mais importantes do Ganges encontram-se os rios Jamuna e o Kosi, cuja pendente extremamente baixa provoca inundações catastróficas quase todos os anos. Os rios peninsulares mais importantes cujas pendentes evitam inundações são o Godavari, o Mahanadi, o Kaveri e o Krishna, que também desembocam no golfo de Bengala; e os rios Narmada e Tapti, que desembocam no mar Arábico.
Na costa oeste, encontram-se os pântanos do Rann de Kutch, enquanto no leste há a área protegida de Sundarbans, que a Índia divide com Bangladexe. A Índia possui dois arquipélagos: Laquedivas, atóis de corais na costa sudoeste indiana, e as ilhas de Andamão e Nicobar, cadeias de ilhas vulcânicas no mar de Andamão. O país tem 7 517 km de litoral, dos quais 5 423 pertencem ao subcontinente indiano e 2 094 pertencem aos arquipélagos de Andamão e Nicobar e Laquedivas. A costa indiana tem 43% de praias arenosas, 11% de costas rochosas (incluindo falésias) e 46% de marismas ou costas pantanosas.

Índia pela classificação climática de Köppen-Geiger

O clima indiano é fortemente influenciado pelo Himalaia e pelo deserto do Thar, os quais favorecem o desenvolvimento das monções. O Himalaia barra a entrada de ventos catabáticos frios, vindos da Ásia Central, mantendo a maior parte do subcontinente indiano mais quente do que a maioria das localidades que se localizam em latitudes similares. O deserto do Thar desempenha um papel crucial para atrair ventos de monção carregados de umidade desde o sudoeste, os quais entre junho e outubro proporcionam a maioria das precipitações do país. As zonas climáticas principais que predominam em território indiano são o tropical úmido, tropical semiúmido e o subtropical úmido.

### Biodiversidade
O território indiano se encontra dentro da biorregião himalaia, que apresenta grande biodiversidade. Acolhendo 7,6% de todos os mamíferos, 12,6% de todas as aves, 6,2% de todas os répteis, 4,4% de todos os anfíbios, 11,7% de todos os peixes e 6% de todas as espermatófitas do mundo, a Índia é um dos dezoito países megadiversos. Em muitas regiões indianas existem altos níveis de endemismo; em geral, 33% das espécies indianas são endêmicas.
Os bosques da Índia variam de florestas úmidas nas ilhas de Andamão, Gates Ocidentais e noroeste indiano, até florestas temperadas de coníferas do Himalaia. Entre esses extremos encontram-se os bosques caducifólios da Índia Oriental; o bosque caducifólio no centro-sul e o bosque xerófito do Decão central e a planície ocidental do Ganges. Estima-se que menos de 12% da massa da Índia Continental esteja coberta por densos bosques.
Muitas espécies da Índia são descendentes de táxons originários de Gondwana, do qual a placa tectônica indiana se separou. O movimento posterior da placa do subcontinente indiano e a sua colisão com a massa de terra da Laurásia deu início a um intercâmbio massivo das espécies. Entretanto, o vulcanismo e as mudanças climáticas registradas há vinte milhões de anos provocaram uma extinção em massa de espécies originárias de Gondwana. A partir de então, mamíferos ingressaram ao subcontinente a partir da Ásia por meio de dois passos zoogeográficos em ambos os lados emergentes do Himalaia. Em consequência, apenas 12,6% dos mamíferos e 4,6% das aves são espécies endêmicas, em contraste com 45,8% dos répteis e 55,8% de anfíbios endêmicos.
Na Índia existem 172 espécies ameaçadas, ou 2,9%. Entre elas encontram-se o leão-asiático, o tigre-de-bengala e o abutre-indiano-de-dorso-branco (Gyps bengalensis), que está quase ameaçado de extinção devido à ingestão de carne de gado tratada com diclofenaco.
Nas últimas décadas, a invasões humanas generalizadas e ecologicamente devastadoras criaram uma ameaça crítica à vida silvestre da Índia. Em resposta, o sistema de áreas protegidas e parques nacionais, estabelecido pela primeira vez em 1935, foi ampliado consideravelmente. Em 1970, o governo indiano decretou a Lei de Proteção da Vida Silvestre e o "Projeto Tigre", para proteger o habitat crucial destes animais, além de em 1980 ter sido decretada a Lei de Conservação dos Bosques. A Índia tem mais de quinhentos santuários de vida selvagem e treze reservas da biosfera, quatro das quais fazem parte da Rede Mundial de Reservas da Biosfera. Vinte e cinco zonas de umidade estão registradas na Convenção sobre as Zonas Úmidas.

## Demografia

Densidade populacional da Índia (2011)

Com uma população de mais de um 1 000 000 000 de habitantes, a Índia era o segundo país mais populoso do mundo em 2009. Desde os anos 1960, o país tem vivido um rápido aumento em sua população urbana devido, em grande parte, aos avanços médicos e aos aumentos massivos da produtividade agrícola devidos à "revolução verde".
A taxa de alfabetização no país em 2013 era 64,8% (53,7% para as mulheres e 75,3% para os homens). O estado com o maior índice de alfabetização em 2007 era Querala, com 91%, enquanto Biar tinha a menor taxa, com apenas 47%. A razão sexual em 2013 era 944 homens para cada mil mulheres, enquanto que a taxa de crescimento demográfico anual era 1,38%; a cada ano eram registrados 22,01 nascimentos para cada mil pessoas.
Segundo a Organização Mundial de Saúde (OMS), em 2018, a cada ano morriam novecentos mil indianos por beberem água imprópria e por inalarem ar contaminado. A malária é endêmica na Índia. Existiam cerca de 60 médicos para cada 100 mil pessoas no país.

### Línguas

Mapa linguístico da Índia

A Índia é a segunda entidade geográfica com maior diversidade cultural, linguística e genética do mundo, depois da África. O país é o lar de duas grandes famílias linguísticas: a indo-ária (falada por aproximadamente 74% da população) e a dravídica (falada por aproximadamente 24%). Outras línguas faladas na Índia provêm das línguas austro-asiáticas e tibeto-birmanesas. O hindi (ou híndi) conta com o maior número de falantes e é a língua oficial da república. O inglês é utilizado amplamente em negócios e na administração e tem o status de "idioma oficial subsidiário", sendo também importante na educação, especialmente no ensino médio e superior.
Cada estado e território da união tem seus próprios idiomas oficiais e a constituição reconhece outras 21 línguas, que são faladas por um importante setor da população ou são parte da herança histórica indiana, e que são denominadas "línguas clássicas". Enquanto o sânscrito e o tâmil têm sido consideradas como línguas clássicas por muitos anos, o governo indiano também concedeu o estatuto de língua clássica ao canarês e ao telugo. O número de dialetos na Índia chega a mais de 1 652.

### Religiões
Religiões na Índia (Censo de 2011)
A religião na Índia é caracterizada por uma diversidade de crenças e práticas religiosas. O Preâmbulo da Constituição da Índia afirma que o país é um Estado laico. O subcontinente indiano é o local de nascimento de quatro das principais religiões do mundo: hinduísmo, budismo, jainismo e siquismo — conhecidas coletivamente como religiões indianas que acreditam que Moksha é o estado mais supremo da Ātman (alma). De acordo com o censo de 2011, 79,8% da população da Índia pratica o hinduísmo, 14,2% adere ao islamismo, 2,3% ao cristianismo, 1,72% ao sikhismo, 0,7% ao budismo e 0,37% ao jainismo.
Ao longo da história da Índia, a religião tem sido uma parte importante da cultura do país. A diversidade e a tolerância religiosa são ambas estabelecidas no país pela lei e pelos costumes; a Constituição declarou que a liberdade de religião é um direito fundamental.
Atualmente, a Índia abriga cerca de 94% da população global de hindus. A maioria dos santuários e templos hindus estão localizados no país, assim como os locais de nascimento da maioria dos santos hindus. Prayagraj hospeda a maior peregrinação religiosa do mundo, o Prayag Kumbh Mela, quando hindus de todo o mundo se reúnem para se banhar na confluência de três rios sagrados da Índia: o Ganges, o Jamuna e o Sarasvati. A diáspora indiana no mundo ocidental popularizou muitos aspectos da filosofia hindu, como ioga, meditação, medicina aiurvédica, adivinhação, carma e reencarnação.
O subcontinente indiano também contém a maior população de muçulmanos do mundo, com cerca de um terço de todos os seguidores do Islã do sul da Ásia. Em 2050, a população muçulmana da Índia deve crescer para 311 milhões e ultrapassar a Indonésia para se tornar a maior população muçulmana do mundo, embora a Índia mantenha uma maioria hindu (cerca de 77%). A Índia também é o berço do islã ahmadi. Os santuários de alguns dos santos mais famosos do sufismo são encontrados na Índia e atraem visitantes de todo o mundo.

### Urbanização
A população urbana da Índia no fim do século XX era onze vezes superior à do início do século e vem se concentrando cada vez mais nas grandes cidades. Em 2001, 35 cidades indianas tinham população igual ou superior a um milhão de habitantes. Cada uma das três cidades mais populosas (Bombaim, Déli e Calcutá) tinham então mais de dez milhões de habitantes. Porém, nesse mesmo ano, 70% da população indiana vivia em áreas rurais.

## Governo e política

### Governo
A constituição indiana, maior do que a de qualquer outra nação do mundo, entrou em vigor em 26 de janeiro de 1950. O seu preâmbulo define a Índia como uma república soberana, secular e democrática. O parlamento indiano é bicameral, regido pelo sistema Westminster. Sua forma de governo foi tradicionalmente descrita como "quase federalista", com uma forte tendência à centralização, tendo os estados relativamente pouco poder. Desde finais da década de 1990, o federalismo tem crescido cada vez mais, como resultado de mudanças políticas, sociais e econômicas.
O presidente da Índia é o chefe de estado e é eleito indiretamente por um colégio eleitoral para um mandato de cinco anos. O primeiro-ministro é o chefe do governo e exerce a maioria das funções do poder executivo. Nomeado pelo presidente, o primeiro-ministro é geralmente próximo do partido ou aliança política que conta com a maioria das cadeiras da câmara baixa do parlamento. O poder executivo consiste no presidente, o vice-presidente, o conselho de ministros (sendo o gabinete seu comitê executivo), encabeçado pelo primeiro-ministro. Qualquer ministro do conselho deve ser membro de qualquer câmara parlamentar. No sistema parlamentarista indiano, o poder executivo está subordinado ao poder legislativo, o primeiro-ministro e seu conselho são diretamente vigiados pela câmara baixa do parlamento.
O poder legislativo da Índia está representado pelo parlamento bicameral, que consiste na câmara alta, chamada Rajya Sabha (conselho dos estados) e a câmara baixa, chamada Lok Sabha (conselho do povo). A "Rajya Sabha" é um órgão permanente, que conta com duzentos e quarenta e cinco membros que servem por um período de seis anos. A maioria deles é eleita indiretamente pelas legislaturas estatais e territoriais, mediante representação proporcional. Dos 545 membros do Lok Sabha, 543 são eleitos diretamente pelo voto popular para representarem determinados grupos sociais por um período de cinco anos. Os outros dois membros são nomeados pelo presidente entre a comunidade anglo-indiana.
A Índia conta com um poder judiciário de três níveis, que consistem na Suprema Corte de Justiça, encabeçada pelo chefe de justiça, vinte e um tribunais superiores e um grande número de tribunais de primeira instância. A suprema corte é um tribunal de primeira instância para casos relacionados com os direitos humanos fundamentais e um tribunal de apelação acima dos tribunais superiores. É judicialmente independente, tendo o poder de declarar e elaborar leis e revogar leis nacionais ou estaduais que violem a constituição. A função de intérprete último da constituição é uma das funções mais importantes da suprema corte.

### Política

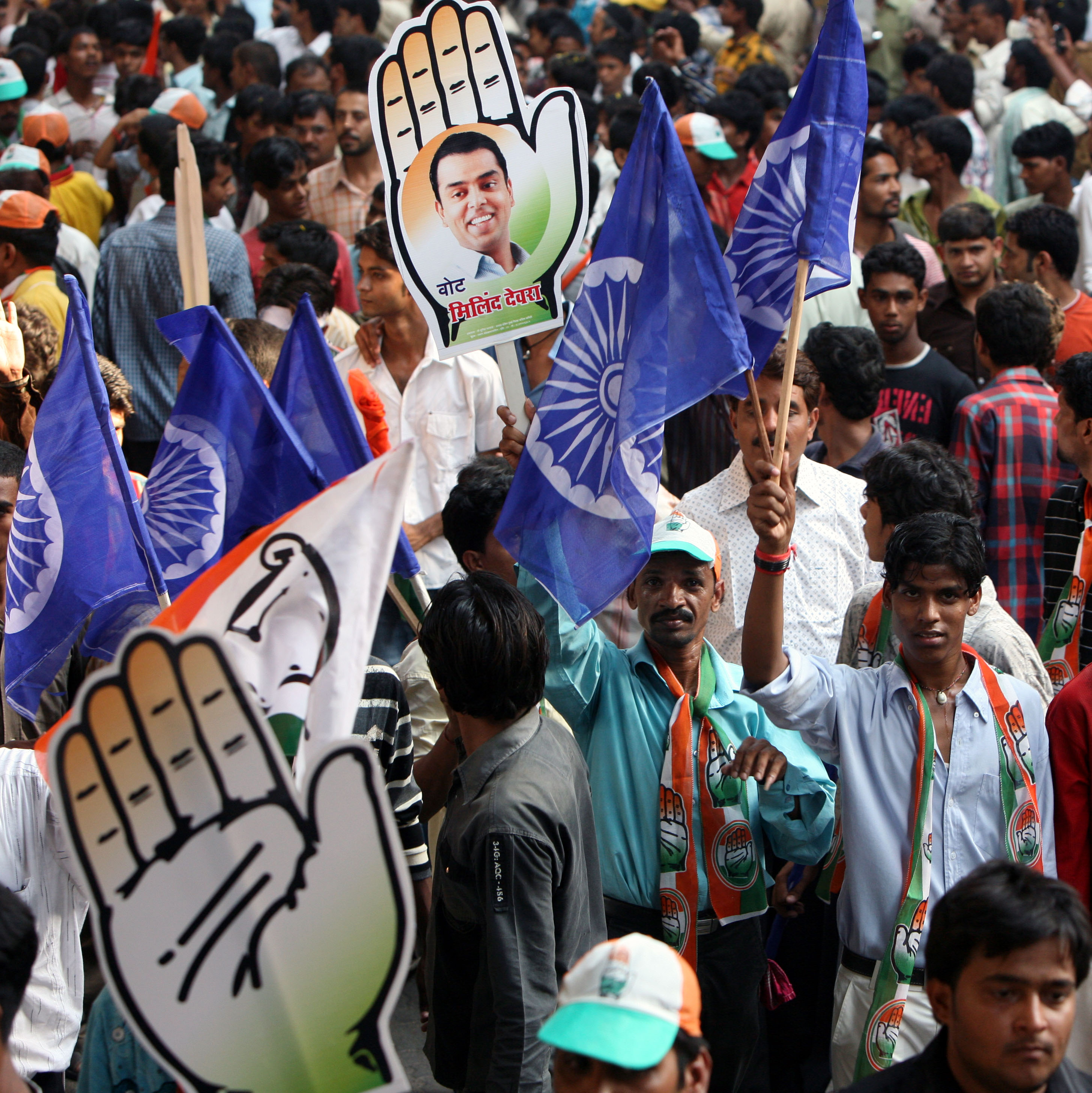
Passeata do partido Congresso Nacional Indiano em Bombaim

A Índia é a democracia mais populosa do mundo. O país é uma república parlamentarista com um sistema multipartidário com seis partidos nacionais credenciados, como o Partido do Congresso Nacional Indiano (em inglês: Indian National Congress - INC ou simplesmente Congresso) e o Partido do Povo Indiano (Bharatiya Janata Party — BJP), além de mais de 40 partidos regionais. O Partido do Congresso é considerado de centro-esquerda ou "liberal" dentro da cultura política indiana, enquanto o BJP é de centro-direita ou "conservador". Durante a maior parte do período compreendido entre 1950 — quando a Índia se tornou uma república pela primeira vez — e o final dos anos 1980, o Congresso manteve maioria no parlamento indiano. Desde então, no entanto, o partido cada vez mais divide o palco político com o BJP e com poderosos partidos regionais que muitas vezes forçam a criação de coalizões multipartidárias.
Nas três primeiras eleições gerais da República da Índia — em 1951, 1957 e 1962 — o Congresso, liderado por Jawaharlal Nehru, teve uma série de vitórias fáceis. Com a morte de Nehru em 1964, Lal Bahadur Shastri tornou-se rapidamente o primeiro-ministro; ele foi sucedido, após a sua morte inesperada em 1966, por Indira Gandhi, que levou o Partido do Congresso a vitórias eleitorais em 1967 e 1971. Após o descontentamento público causado pela declaração de estado de exceção em 1975 pela primeira-ministra, o Congresso perdeu as eleições em 1977; o então novo Partido Janata Dal, que se opôs ao estado de exceção, ganhou e seu governo durou pouco mais de três anos. Ao voltar ao poder em 1980, o Congresso viu uma mudança em sua liderança em 1984, quando Indira Gandhi foi assassinada e então foi sucedida por seu filho, Rajiv Gandhi, que conquistou uma vitória fácil nas eleições gerais no final daquele mesmo ano. O Congresso foi eleito novamente em 1989, quando a coalizão Frente Nacional, liderada pelo Janata Dal (um partido recém-criado), em aliança com a Frente de Esquerda, venceu as eleições; esse governo também foi relativamente curto: durou pouco menos de 2 anos.

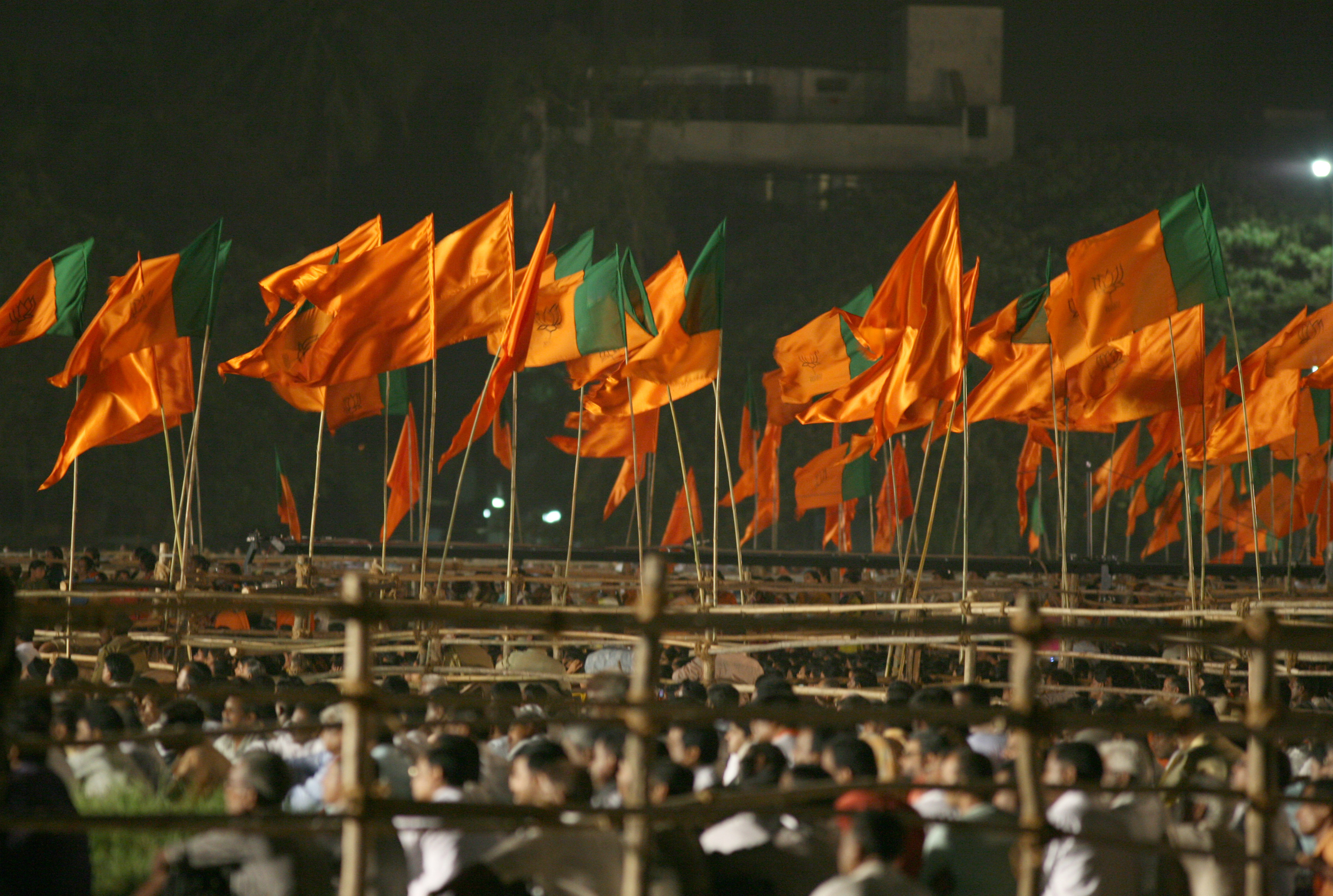
Passeata do Partido do Povo Indiano em 2009

Novas eleições foram realizadas em 1991, mas nenhum partido obteve a maioria absoluta no parlamento. O Congresso, no entanto, por ser o maior partido único do país, conseguiu formar um governo de minoria liderado por P. V. Narasimha Rao. Entre 1996 e 1998, ocorreu um forte período de agitação no governo federal com várias alianças de curta duração, tentando estabilizar a Índia. Brevemente, o BJP chegou ao governo em 1996, seguido por uma coalizão de frente unida que excluiu tanto o BJP quanto o INC. Em 1998, o BJP formou com outros partidos menores a Aliança Democrática Nacional, que obteve vitória e se converteu no primeiro governo não congressista por um mandato completo de cinco anos.
Nas eleições gerais de 2004, o INC ganhou a maioria das cadeiras no Lok Sabha (câmara baixa do parlamento) e formou um governo de coalização denominada de Aliança Progressista Unida (UPA), apoiada por diversos partidos de esquerda e membros de oposição ao BJP. A UPA chegou novamente ao poder nas eleições gerais de 2009, entretanto, a representação dos partidos de esquerda dentro da coalizão foi reduzida significativamente, Manmohan Singh foi convertido em primeiro-ministro, sendo reeleito após completar um mandato de cinco anos desde as eleições de 1962, onde Jawaharlal Nehru foi eleito no seu cargo.

### Relações internacionais

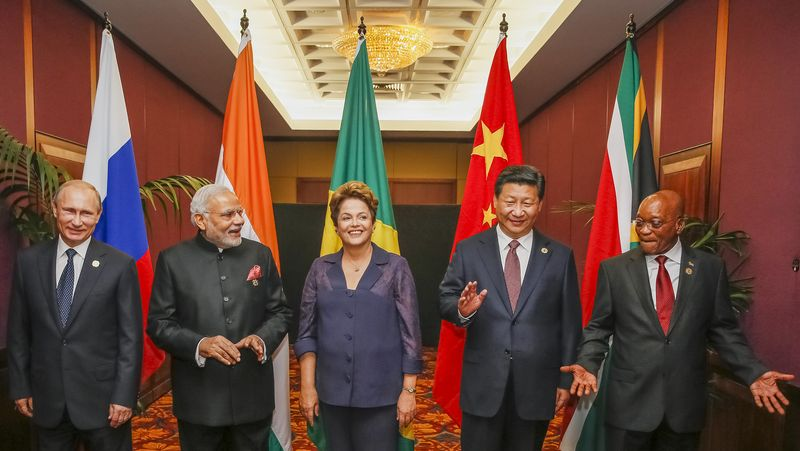
Narendra Modi reunido com os outros líderes dos BRICS durante a 9ª reunião de cúpula do G20 (2014), realizada em Brisbane, Austrália

Desde a sua independência, em 1947, a Índia mantém relações cordiais com a maioria das nações. Na década de 1950, apoiou fortemente a descolonização da África e da Ásia e desempenhou um papel de liderança no Movimento Não Alinhado. No final da década de 1980, o exército indiano interveio duas vezes no exterior, a convite de países vizinhos: uma operação de manutenção da paz no Seri Lanca entre 1987 e 1990 e uma intervenção armada para impedir uma tentativa de  golpe de Estado nas Maldivas. A Índia tem relações muito tensas com o vizinho Paquistão; as duas nações já entraram em guerra quatro vezes: em 1947, 1965, 1971 e 1999. Três dessas guerras foram travadas no território disputado da Caxemira, enquanto a quarta, em 1971, começou depois do apoio da Índia à independência de Bangladexe. Depois de travar a guerra sino-indiana em 1962 e a guerra com o Paquistão em 1965, a Índia estreitou seus laços militares e econômicos com a União Soviética; no final dos anos 1960, os soviéticos eram os maiores fornecedores de armas dos indianos.
Além das atuais relações estratégicas com a Rússia, a Índia tem relações de defesa de grande alcance com Israel e França. Nos últimos anos, tem desempenhado um papel-chave na Associação Sul-Asiática para a Cooperação Regional (SAARC) e na Organização Mundial do Comércio. A nação indiana disponibilizou 100 mil militares e policiais para servir em 35 operações de paz da Organização das Nações Unidas (ONU) em quatro continentes. O país participa da Cúpula do Leste Asiático, do G8+5 e de outros fóruns multilaterais. A Índia tem estreitos laços econômicos com América do Sul, Ásia e África; desde 1991 que prossegue a política "Look East" ("olhar para oriente"), que visa a fortalecer parcerias com os países da Associação de Nações do Sudeste Asiático (ASEAN), Japão e Coreia do Sul, e que gira em torno de muitas questões, mas especialmente aquelas que envolvem investimento econômico e segurança regional.

### Forças armadas

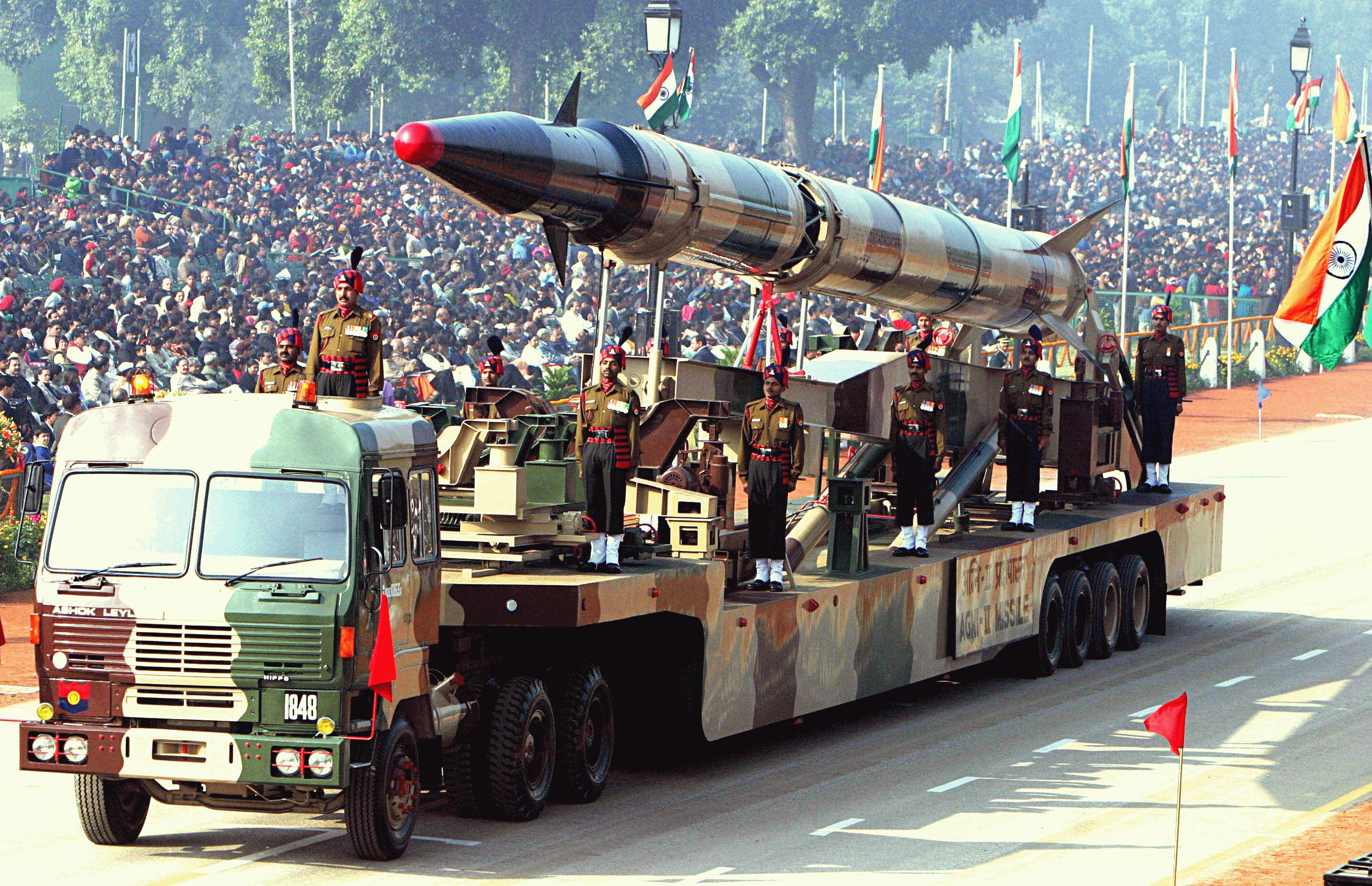
Míssil Agni durante um desfile militar

O teste nuclear de 1964, feito pela China, e as repetidas ameaças do governo chinês de intervir em apoio ao Paquistão na guerra de 1965, convenceram a Índia a desenvolver armas nucleares. O país realizou seu primeiro teste nuclear em 1974 e realizou mais testes subterrâneos em 1998. Apesar das críticas e sanções militares, a Índia não assinou o Tratado de Interdição Completa de Ensaios Nucleares, nem o Tratado de Não Proliferação de Armas Nucleares, por considerar os acordos falhos e discriminatórios.
O país mantém a política nuclear de "não usar primeiro" (em inglês: no first use) e está desenvolvendo uma capacidade tríade nuclear, como parte de sua doutrina de "dissuasão credível mínima". O governo indiano está desenvolvendo um escudo de mísseis balísticos de defesa e, com colaboração da Rússia, de um avião caça de quinta geração. Outros projetos militares indianos envolvem a concepção e implementação dos porta-aviões da classe Vikrant e dos submarinos nucleares da classe Arihant.

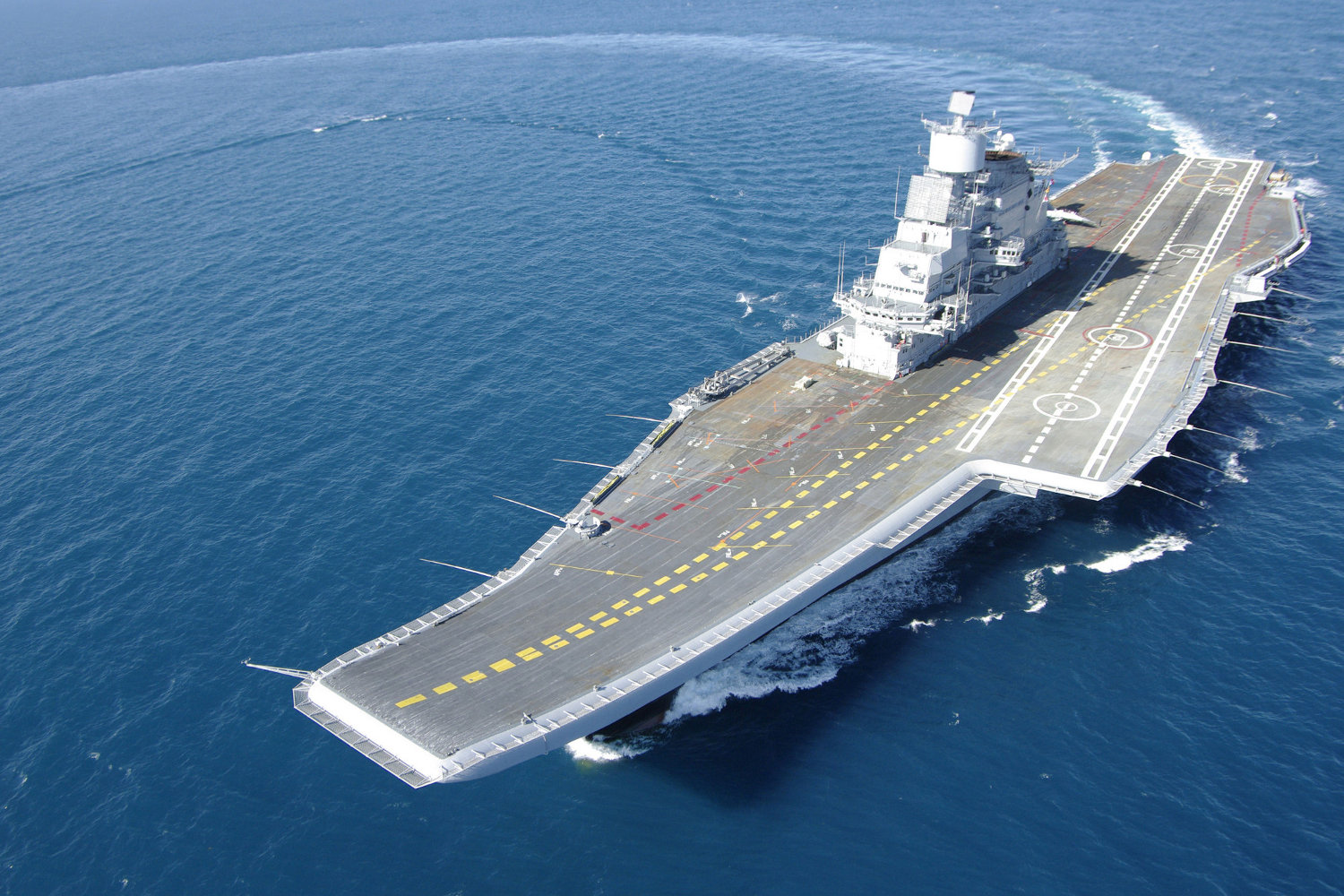
INS Vikramaditya, a maior embarcação da Marinha da Índia

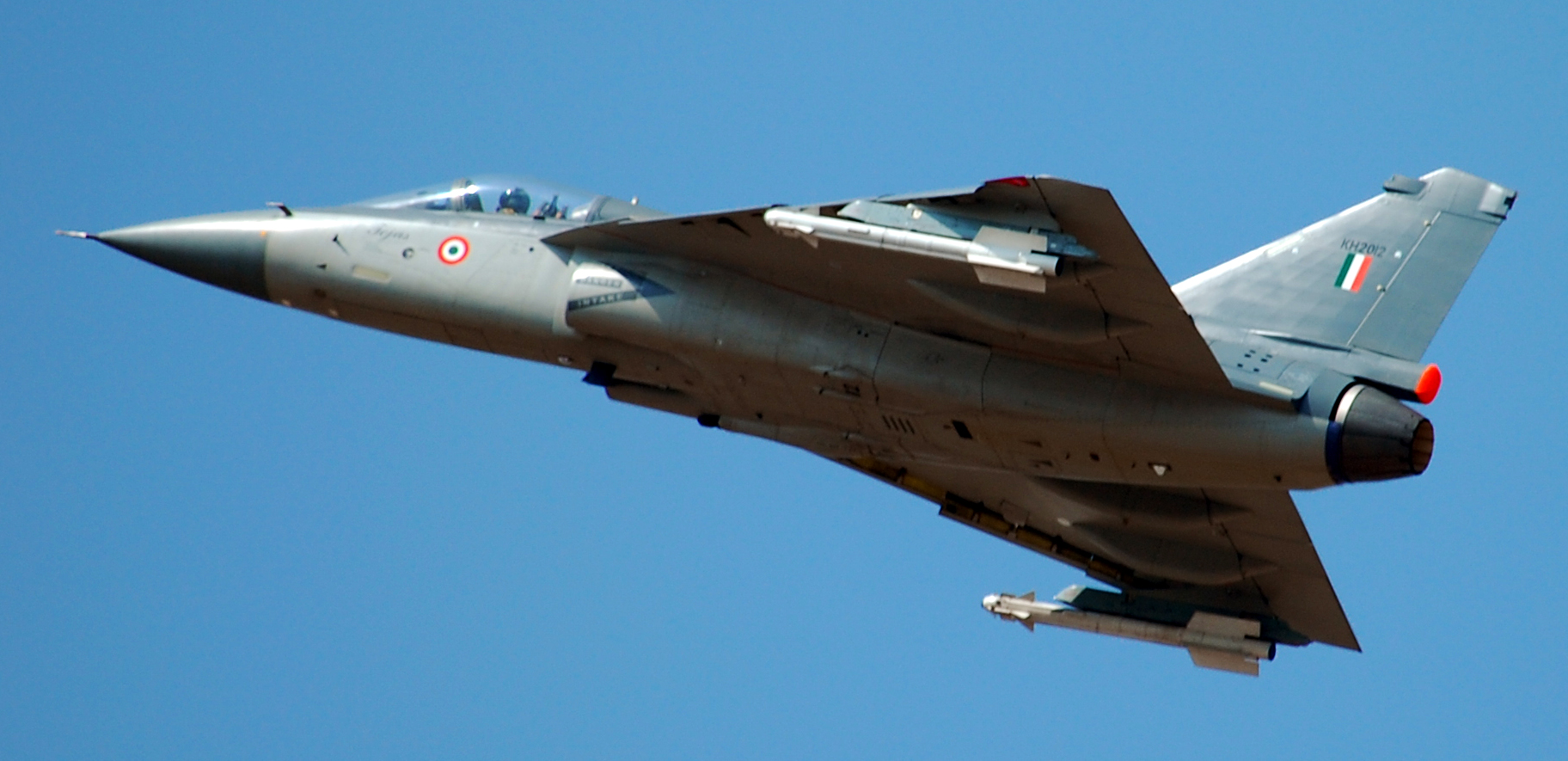
HAL Tejas, caça da Hindustan Aeronautics, empresa de Bangalore

Desde o fim da Guerra Fria, a Índia tem aumentado a sua cooperação econômica, estratégica e militar com os Estados Unidos e a União Europeia. Em 2008, um pacto nuclear foi assinado entre a Índia e os Estados Unidos. Embora a Índia já possuísse armas nucleares na época e não fosse um membro do Tratado de Não Proliferação Nuclear, o acordo recebeu isenção da Agência Internacional de Energia Atômica e do Grupo de Fornecedores Nucleares, acabando com as restrições anteriores sobre tecnologia e o comércio nuclear do país. Como consequência, a Índia se tornou o sexto Estado com armas nucleares de facto do mundo. Posteriormente o país assinou acordos de cooperação em energia nuclear civil com Rússia, França, Reino Unido e Canadá.
O presidente da Índia é o comandante supremo das forças armadas do país; com 1,6 milhão de soldados ativos, eles compõem o terceiro maior exército do mundo. As forças armadas compreendem o exército, a marinha e a força aérea; organizações auxiliares incluem o Comando de Forças Estratégicas e três grupos paramilitares: os Assam Rifles, a Força Especial de Fronteira e a Guarda Costeira. O orçamento de defesa oficial indiano para 2011 foi de 36,03 bilhões * de dólares, ou 1,83% do seu PIB. Para o ano fiscal que abrange 2012–2013 foram orçados para essa área 40,44 bilhões de dólares.
De acordo com um relatório de 2008 do SIPRI, a despesa militar anual da Índia em termos de poder de compra foi de 72,7 bilhões de dólares. Em 2011, o orçamento anual de defesa do país teve um aumento de 11,6%, embora isso não inclua os fundos que chegam aos militares através de outros ramos do governo.
Em 2012, o país era o maior importador de armas do mundo; entre 2007 e 2011, a Índia foi responsável por 10% dos fundos gastos em compras internacionais de armas. Grande parte das despesas militares é voltada para a defesa contra o Paquistão e para combater a crescente influência chinesa no Oceano Índico.

### Direitos humanos

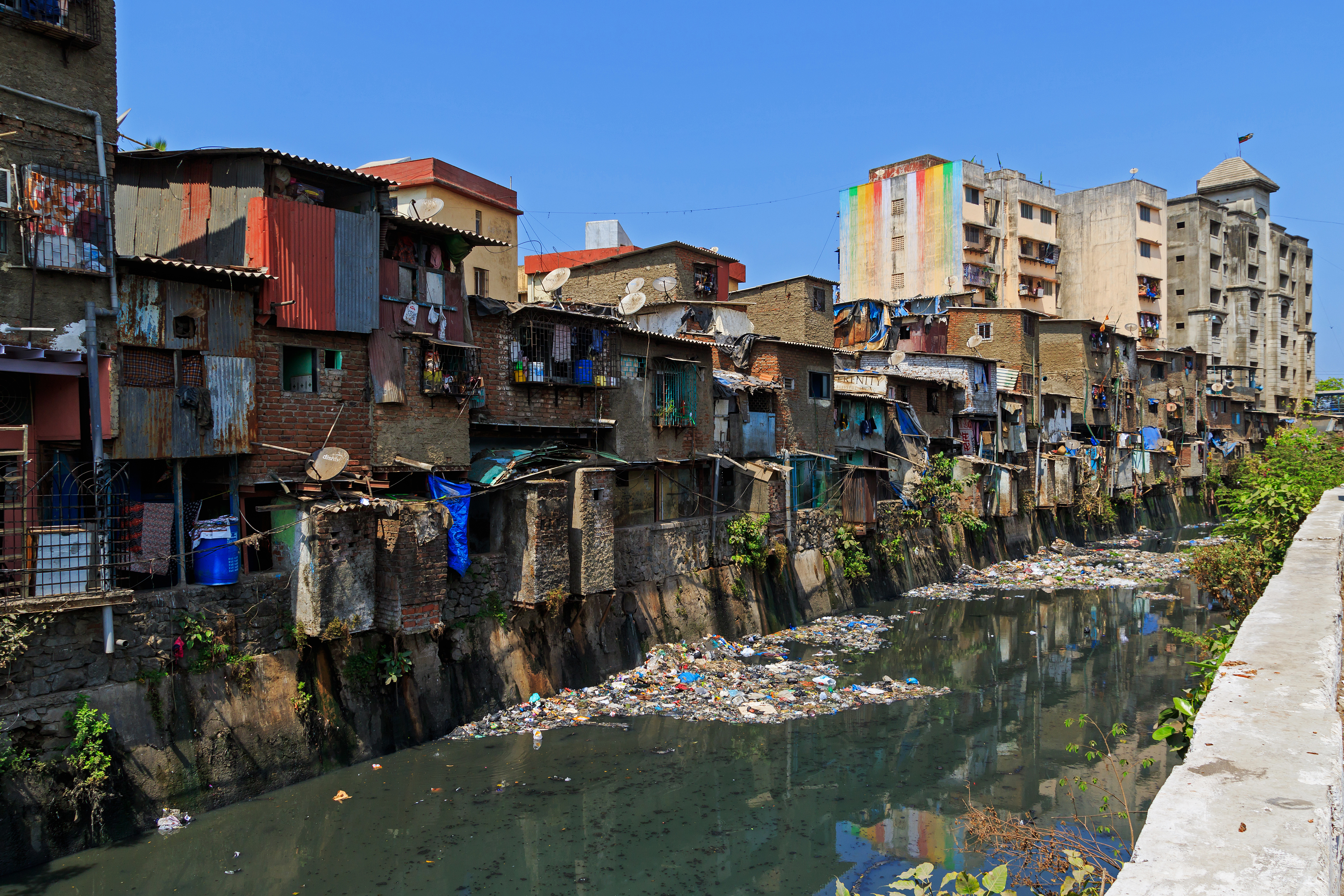
O governo colonial britânico expulsou os dalits da península de Bombaim para criar a favela de Dharavi. Atualmente, cerca de 20% da população de Dharavi é composta por dalits, que convivem com os muçulmanos (que constituem cerca de um terço da população da favela) e outras castas e tribos

A sociedade tradicional da Índia está definida como uma hierarquia social relativamente restrita. O sistema indiano de castas descreve a estratificação e as restrições sociais do subcontinente indiano; também define as classes sociais por grupos endogâmicos hereditários, que a princípio se denominam jatis ou castas. A Índia declarou a "intocabilidade" ilegal em 1947 e, desde então, promulgou outras leis antidiscriminatórias e iniciativas para o bem-estar social, embora relatórios sugiram que muitos dalits ("ex-intocáveis") e outras castas mais baixas em áreas rurais continuam a serem segregadas e enfrentam perseguição e discriminação. No local de trabalho das grandes cidades e nas principais empresas indianas ou internacionais, o sistema de castas praticamente perdeu a sua importância.
Os valores tradicionais das famílias indianas são muito importantes e o modelo patriarcal tem sido o mais comum durante séculos, ainda que recentemente a família nuclear esteja se convertendo no modelo seguido pela população que vive nas zonas urbanas. A maioria dos indianos tem seus casamentos arranjados por seus pais ou por outros membros da família, com o consentimento da noiva e do noivo. O matrimônio é planejado para toda a vida, a taxa de divórcio é extremamente baixa. O casamento na infância é ainda uma prática comum, e metade das mulheres indianas se casa antes dos dezoito anos. O infanticídio feminino e o feticídio feminino no país causaram uma discrepância na proporção entre os sexos; a partir de 2005, estimava-se que havia mais 50 milhões de homens do que de mulheres. De acordo com um estudo de 2011, de Sonia Bhalotra, do Centre for Market and Public Organisation (CMPO) na Universidade de Bristol, a prática está mais fortemente estabelecida entre as famílias de maiores recursos do que nas áreas rurais pobres.

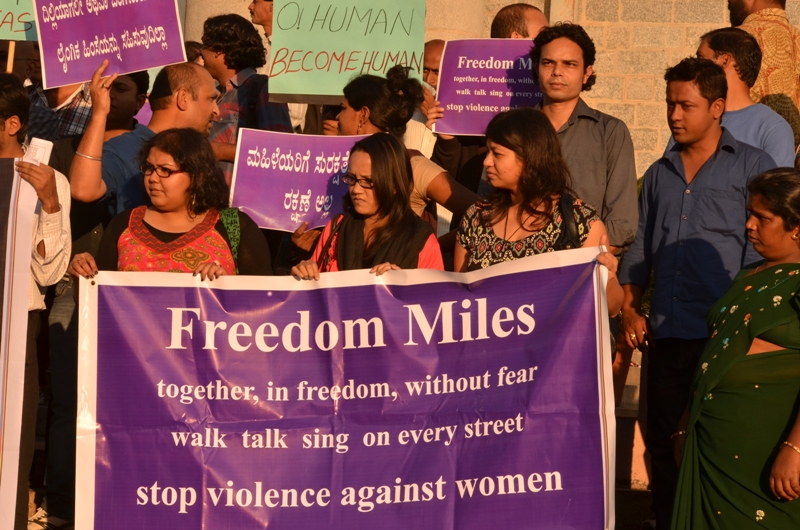
Protesto em Bangalore contra a violência contra a mulher após o Caso de estupro coletivo de Deli em 2012

O pagamento de um dote, embora ilegal, continua generalizado entre as classes. Uma mulher é morta por cada hora na Índia porque sua família não conseguiu responder às demandas do marido e dos sogros por pagamentos de dote mais altos e presentes generosos. As mortes por dote, uma variante dos chamados "crimes de honra", foram em 2012, segundo os próprios dados oficiais, 8233. Perto de 40% dos suicídios femininos, a nível mundial, ocorrem na Índia; um estudo de 2018 responsabiliza por isso os casamentos precoces, a violência masculina e a cultura patriarcal. Na Índia, a cada 15 minutos uma violação de uma mulher é reportada. Mas, na maioria dos casos, leva anos até o culpado ser punido. Porém, quando uma vaca é abatida, existem grupos extremistas que, imediatamente, matam ou agridem os suspeitos do crime. A Índia é considerada o quarto país do mundo mais perigoso para as mulheres. Em 2012, o brutal estupro coletivo de Jyoti Singh Pandey no interior de um ônibus em Déli encheu as primeiras páginas dos noticiários, com milhares de pessoas manifestando-se nas ruas para protestar contra a falta de proteção legal para as vítimas de assaltos sexuais, a lentidão ou desprezo dos tribunais, práticas policiais nocivas e as questões sociais subjacentes que levam a esse estado de coisas.
Em 6 de setembro de 2018, o Tribunal Supremo da União Indiana aboliu a lei que criminalizava as relações sexuais entre pessoas do mesmo sexo, uma regra que vinha do tempo colonial.

## Subdivisões
A Índia se subdivide em 28 estados e 8 "territórios da União". Todos os estados e os 2 territórios da União de Pondicheri e o território da capital nacional elegem suas legislaturas e governos por meio do modelo de Westminster. Os outros 5 territórios união são regidos de forma direta pelo governo federal, através de várias administrações designadas. Em 1956, em virtude da Lei de Reorganização dos Estados, o território indiano foi dividido baseando-se em aspectos linguísticos. A partir de então, esta estrutura permaneceu sem mudanças. Cada estado ou território da união se divide em distritos administrativos. Por sua vez, os distritos se dividem em talucas (ou tehsils) e finalmente em aldeias.
Estados
1. Andra Pradexe
2. Arunachal Pradexe
3. Assão
4. Bengala Ocidental
5. Biar
6. Carnataca
7. Chatisgar
8. Goa
9. Guzerate
10. Harianá
11. Himachal Pradexe
12. Jarcanda
13. Maarastra
14. Madia Pradexe
15. Manipur
16. Megalaia
17. Mizorão
18. Nagalândia
19. Orissa
20. Panjabe
21. Querala
22. Rajastão
23. Siquim
24. Telanganá
25. Tripurá
26. Tâmil Nadu
27. Utar Pradexe
28. Utaracanda

Territórios da união
| 1. Andamão e Nicobar 2. Chandigar 3. Dadrá e Nagar Aveli e Damão e Diu 4. Território Nacional da Capital Déli |  | 1. Jamu e Caxemira 2. Ladaque 3. Laquedivas 4. Pondicheri |

## Economia

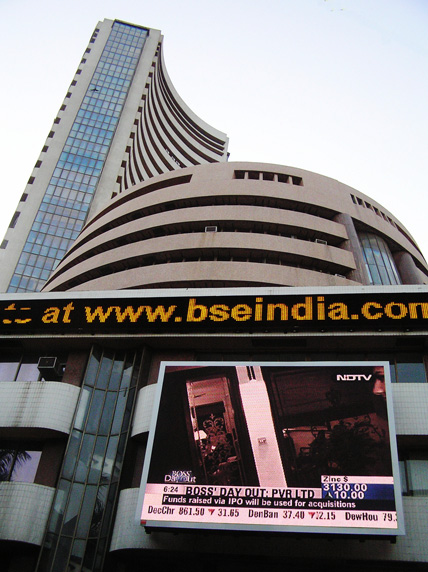
Edifício da Bolsa de Valores de Bombaim

A Índia, com um produto interno bruto nominal estimado em 2,090 trilhões * de dólares, ocupa o 7.º lugar na lista de maiores economias do mundo por PIB nominal, enquanto sua paridade de poder de compra calculada em 2011 em 4,4 trilhões de dólares, é a terceira maior do mundo, atrás apenas dos Estados Unidos e da China. Contudo, ainda é um país muito pobre, com uma renda per capita nominal de apenas 1 530 dólares e renda per capita PPC de 3 705 dólares em 2011.
No período compreendido entre as décadas de 1950 e 1980, a economia indiana seguia tendências socialistas. A economia se manteve paralisada por regulamentos impostos pelo governo, o protecionismo e a propriedade pública, o que levou a uma corrupção generalizada e a um lento crescimento econômico. Em 1991, a economia nacional se converteu em uma economia de mercado. Esta mudança na política econômica em 1991 se deu pouco depois de uma crise aguda no balanço de pagamentos, pelo que desde então se pôs ênfase em fazer do comércio internacional e do investimento estrangeiro direto um setor primordial da economia indiana.
Durante as últimas décadas a economia indiana tem tido uma taxa de crescimento anual do produto interno bruto ao redor de 5,8%, convertendo-se em uma das economias de mais rápido crescimento no mundo. A Índia conta com a maior força de trabalho do mundo, com mais de 513,6 milhões de pessoas. Em termos de produção, o setor agrícola representa 28% do PIB; o setor de serviços, 54% e a indústria, 18%. Os principais produtos agrícolas e de gado incluem arroz, trigo, sementes oleaginosas, algodão, juta, chá, a cana-de-açúcar, ovinos, caprinos, aves de curral e pescados.

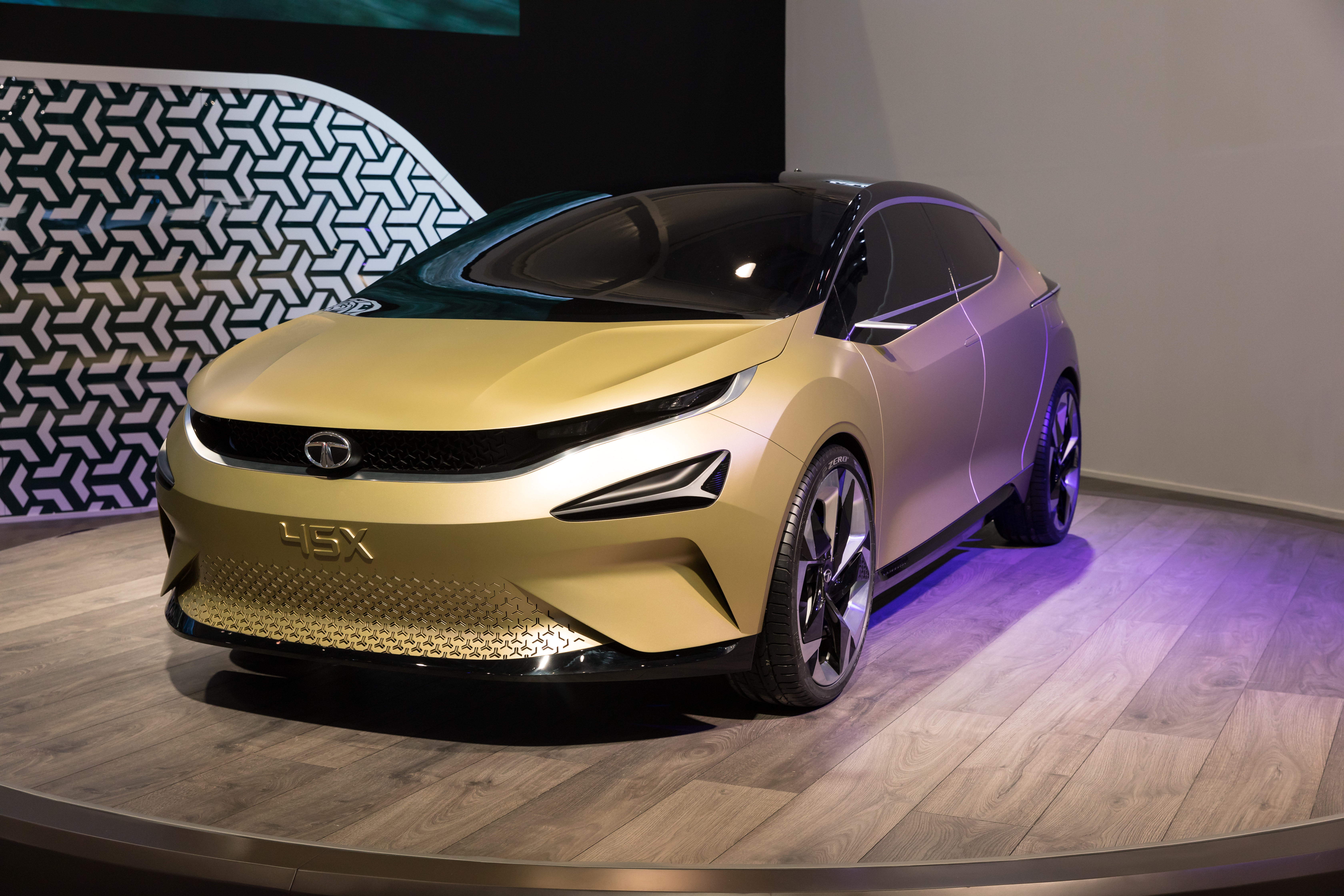
Carro conceito da Tata Motors, parte do Grupo Tata

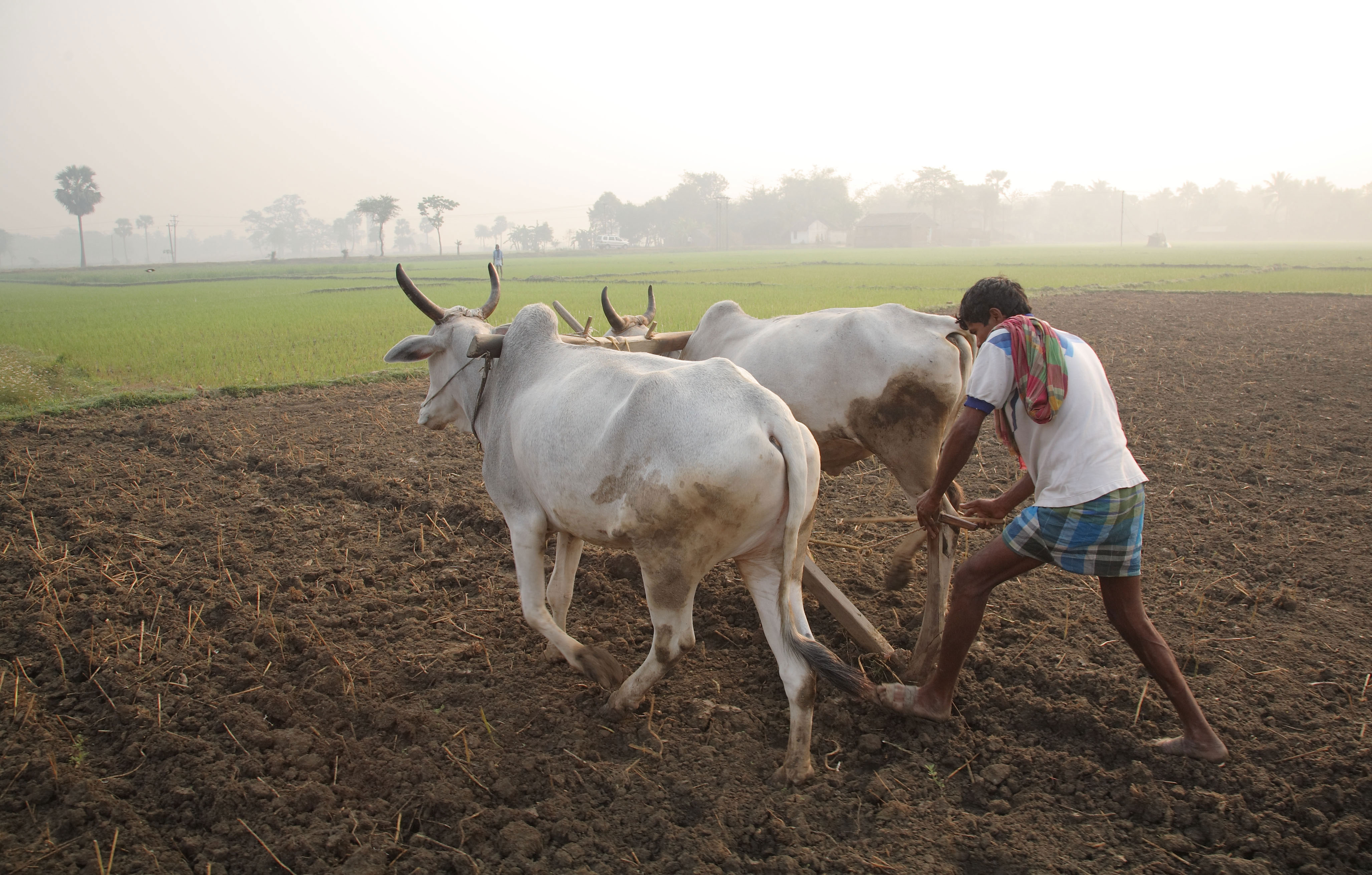
A agricultura indiana começou no entre 7000 e, emprega a maior parte da força de trabalho nacional e o país é o segundo produtor agrícola mundial. Acima, um agricultor trabalha um arado puxado por bois em Kadmati, Bengala Ocidental

Um relatório em 2007 da Goldman Sachs previa que entre 2007 e 2020 o PIB indiano quadruplicaria e que poderia superar o PIB dos Estados Unidos antes de 2050, mas que a Índia continuaria sendo um dos países com habitantes mais pobres do mundo durante várias décadas, com renda per capita abaixo dos seus companheiros "BRIC" (Brasil, Rússia, Índia e China).
As principais indústrias são a têxtil, maquinaria, produtos químicos, aço, transportes, cimento, mineração e software. Em 2006, o comércio indiano havia alcançado uma proporção relativamente moderada de 24% do PIB, crescendo à taxa de 6% desde 1985. O comércio da Índia representa um pouco mais de 1% do comércio mundial. As principais exportações incluem os derivados de petróleo, alguns produtos têxteis, pedras preciosas, software, engenharia de bens, produtos químicos, peles e couros. Entre as principais importações estão o petróleo cru, maquinarias, joias, fertilizantes e alguns produtos químicos.
Apesar de seu notável crescimento econômico nas últimas décadas, a Índia contém a maior concentração de pessoas pobres do mundo e tem uma alta taxa de subnutrição em crianças menores de três anos (46% em 2007). A porcentagem de pessoas vivendo abaixo da linha de pobreza segundo o Banco Mundial, vivendo com menos de um dólar por dia (PPA, em termos nominais Rs. 21,6 ao dia nas zonas urbanas e Rs. 14,3 nas zonas rurais) diminuiu de 60% em 1981 para 42% em 2005. Apesar de nas últimas décadas a Índia ter evitado a carestia, a metade das crianças tem um peso inferior à média mundial, uma das taxas mais altas do mundo e quase o dobro da taxa da África subsaariana.
Apesar de nos últimos decênios a economia indiana ter aumentado de forma constante, este crescimento tem ocorrido de maneira desigual, em especial quando se compara à qualidade de vida nos diferentes grupos sociais, econômicos, em diversas regiões geográficas, zonas rurais e urbanas. Em 2008, o Banco Mundial afirmava que as prioridades mais importantes para o governo indiano deveriam ser a reforma do setor público, a construção de infraestruturas básicas, o desenvolvimento agrícola e rural sustentável, a eliminação das normas de trabalho, a reforma nos estados mais atrasados e a luta contra a AIDS.

## Infraestrutura

### Ciência e tecnologia

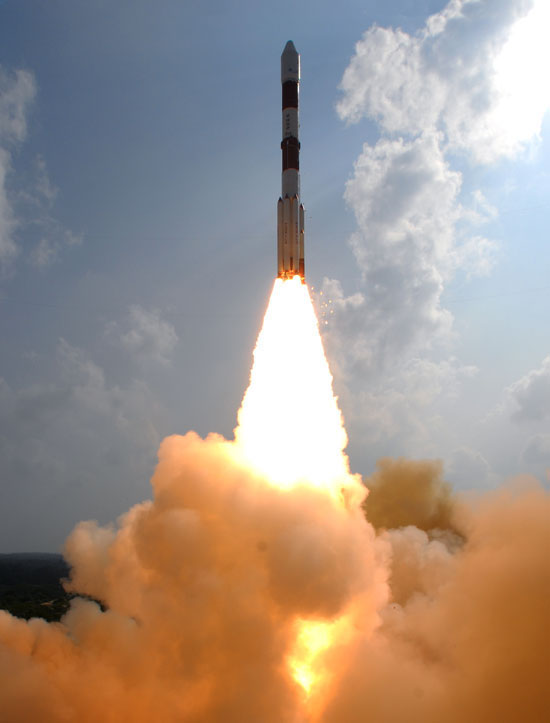
Lançamento de um PSLV com a Mars Orbiter Mission, da ISRO, a partir do Centro Espacial Satish Dhawan. A sonda espacial orbita Marte desde 2014

Jawaharlal Nehru, o primeiro primeiro-ministro da Índia, que governou de 15 de agosto de 1947 a 27 de maio de 1964, iniciou reformas para promover a educação superior e a ciência e tecnologia no país. O Instituto Indiano de Tecnologia — concebido por uma comissão de 22 membros de estudiosos e empresários com o objetivo de promover o ensino técnico — foi inaugurado em 18 de agosto de 1951, em Kharagpur, Bengala Ocidental, pelo então ministro da educação, Abul Kalam Azad. Nos anos 1960, laços mais estreitos com a União Soviética permitiram à Organização Indiana de Pesquisa Espacial desenvolver rapidamente o seu programa espacial e avançar em energia nuclear, mesmo após o primeiro teste nuclear da Índia ter sido realizado em 18 de maio de 1974, em Pokharan.
A Índia responde por cerca de 2,9% de todas as despesas em pesquisa e desenvolvimento do mundo em 2012 e o número de publicações científicas do país é crescente. No entanto, de acordo com o ministro de ciência e tecnologia indiano, Kapil Sibal, o país está ficando para trás em ciência e tecnologia em comparação aos países desenvolvidos. A Índia tem apenas 140 pesquisadores para cada milhão de habitantes, em comparação com 4 651 nos Estados Unidos. O país investiu 3,7 bilhões de dólares em ciência e tecnologia entre 2002 e 2003. Em comparação, a China investiu cerca de quatro vezes mais, enquanto os Estados Unidos investiram cerca de 75 vezes mais do que os indianos em ciência e tecnologia. Apesar disso, cinco Institutos Indianos de Tecnologia foram listados entre as dez melhores escolas de ciência e tecnologia da Ásia, pela Asiaweek. O número de publicações de cientistas indianos é caracterizado por algumas das taxas de crescimento mais rápidas entre os principais países. A Índia, juntamente com China, Irã e Brasil são os únicos países em desenvolvimento que fazem parte dos 31 países que juntos são responsáveis por 97,5% da produção científica do mundo.

### Educação

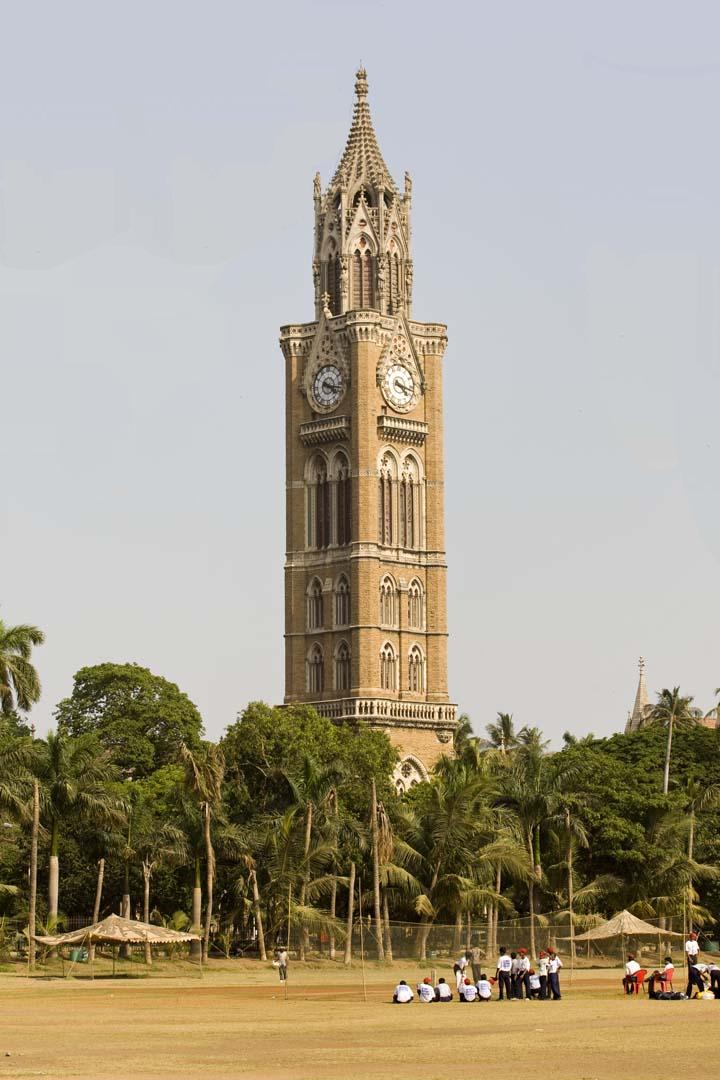
Torre do relógio do campus da Universidade de Bombaim, fundada em 1857

A educação no país é fornecida e mantida pelos setores público e privado, com controle e financiamento proveniente de três níveis de governo: central, estadual e local. Na cidade antiga de Taxila foi encontrado o primeiro centro de ensino superior registrado da Índia, datado do século V a.C., mas é discutível se ele pode ser considerado uma universidade. A Universidade de Nalanda, fundada em 470, foi o mais antigo sistema educacional universitário de todo o mundo, no sentido moderno de "universidade".
A educação ocidental enraizou-se na sociedade indiana com o estabelecimento do Raj britânico. O sistema educacional indiano está sob o controle do Governo da União e, com alguma autonomia, dos estados. Vários artigos da constituição indiana classificam a educação como um direito fundamental. A maioria das universidades no país é controlada pela União ou pelos governos dos estados. O país tem feito progressos em aumentar a taxa de frequência no ensino primário e na expansão da alfabetização para cerca de três quartos da população. A melhora no sistema de ensino indiano é frequentemente citada como um dos principais contribuintes para o crescimento econômico do país nos últimos anos. Grande parte do progresso, especialmente na educação superior e na pesquisa científica, foi atribuído a várias instituições públicas. O mercado educacional privado indiano movimentou 40 bilhões de dólares em 2008 e aumentou esse valor para 70 bilhões em 2012.
No entanto, o país continua a enfrentar severos desafios nessa área. Apesar do crescente investimento educacional, 25% de sua população ainda é analfabeta, apenas 15% dos estudantes indianos chegam à escola secundária e apenas 7% à pós-graduação. A qualidade da educação, seja no ensino fundamental ou no superior, é significativamente baixa em comparação com a das principais nações em desenvolvimento. Em 2008, as instituições de ensino superior ofereciam vagas suficientes para apenas 7% da população em idade universitária do país, 25% dos cargos de ensino em todo a Índia estão vagos e 57% dos professores universitários indianos não tinham mestrado ou doutorado. Em 2011, existiam 1 522 faculdades de engenharia, com um total anual de 582 mil estudantes, além de 1 244 politécnicos, com um total anual de 265 mil estudantes. No entanto, estas instituições enfrentam problemas, como a escassez de professores e preocupações têm sido levantadas sobre a qualidade do ensino oferecido.

### Saúde

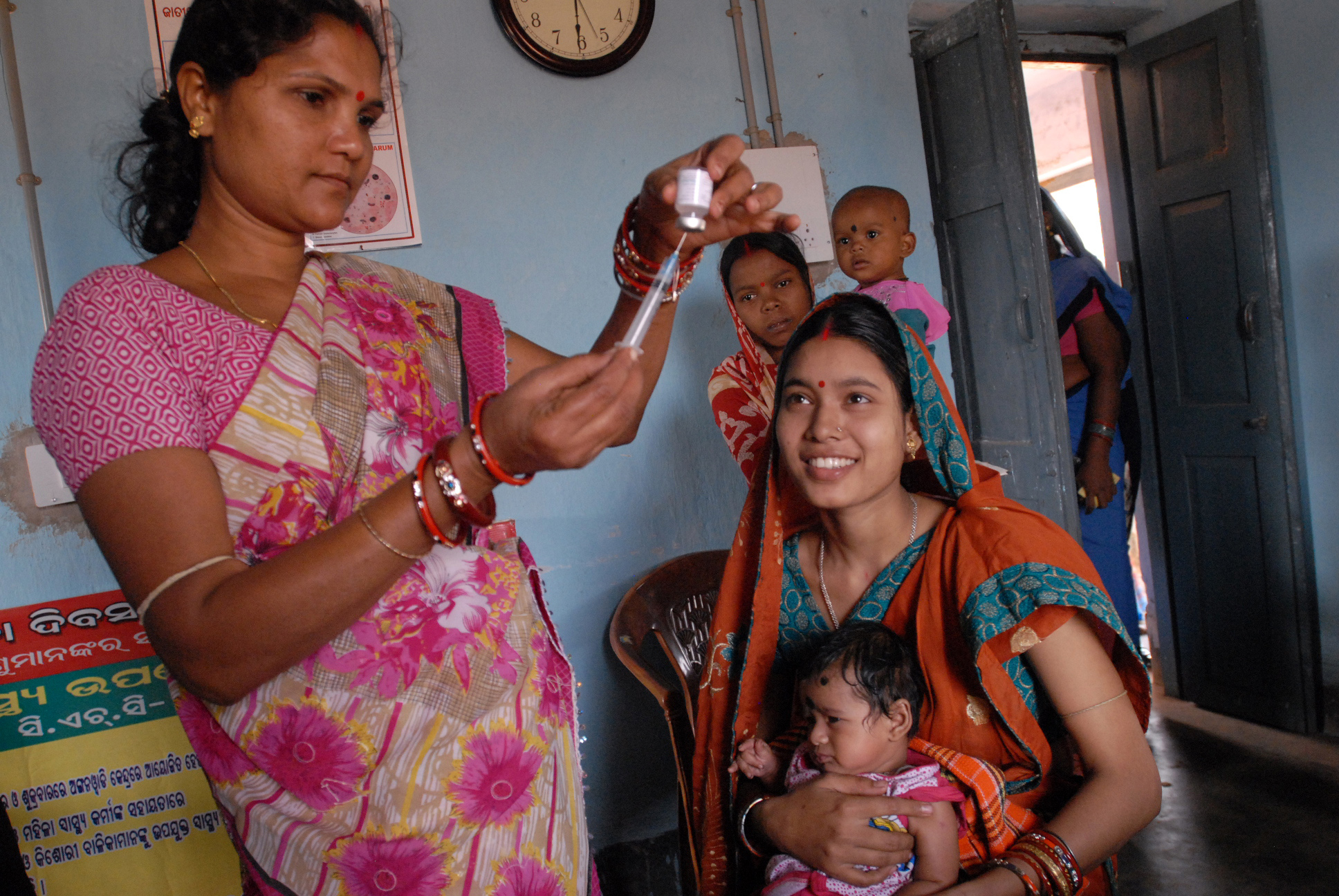
Voluntários vacinam moradores contra a poliomielite no estado de Orissa

A Índia tem um sistema de saúde universal mantido pelos seus estados e territórios constituintes. A constituição cobra de cada estado "elevar o nível da nutrição e da qualidade de vida de seu povo e da melhoria da saúde pública como entre suas funções primárias". A Política Nacional de Saúde foi aprovada pelo Parlamento da Índia em 1983 e atualizada em 2002. Paralelo ao setor de saúde pública, e de fato mais popular, é o setor médico privado. Famílias indianas urbanas e rurais tendem a utilizar o setor médico privado com mais frequência do que o setor público, como refletido em pesquisas.
Em 2013, a expectativa de vida na Índia era 64 anos para os homens e 67 anos para as mulheres, e a taxa de mortalidade infantil era 61 por mil nascidos vivos. Em 2009, 42% das crianças indianas abaixo de três anos de idade eram desnutridas, taxa maior que a encontrada em estatísticas da região subsaariana da África, que era 28%. Embora a economia do país tenha crescido 50% entre 2001 e 2006, a taxa de desnutrição infantil caiu apenas 1%, ficando atrás de países com taxas de crescimento similares. A desnutrição impede o desenvolvimento social e cognitivo das crianças, além de reduzir seus níveis de escolaridade e renda quando adultas. Estes danos irreversíveis resultam em uma menor produtividade para o país. Como mais de 122 milhões de famílias sem banheiros e 33% sem acesso à latrinas, mais de 50% da população do país (638 milhões de pessoas) defecavam ao ar livre todos os dias em 2009. Esta taxa é consideravelmente maior do que as de Bangladexe e Brasil (7%) e da China (4%). Apesar de 211 milhões de pessoas terem ganho acesso a sistemas de saneamento básico entre 1990 e 2008, apenas 31% utilizavam os recursos oferecidos.

### Transportes

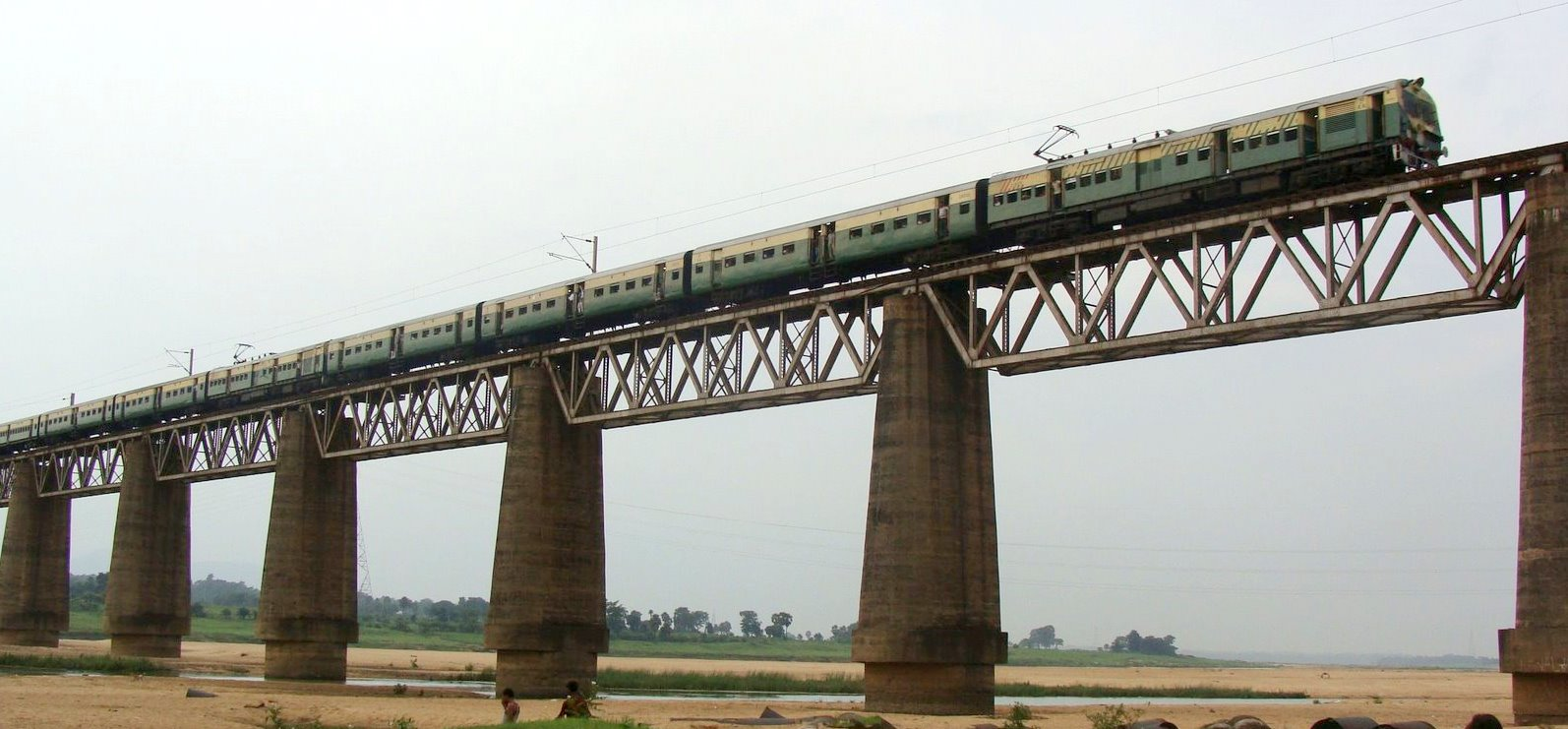
Trem da Indian Railways cruzando uma ponte sobre o rio Damodar, em Bengala Ocidental

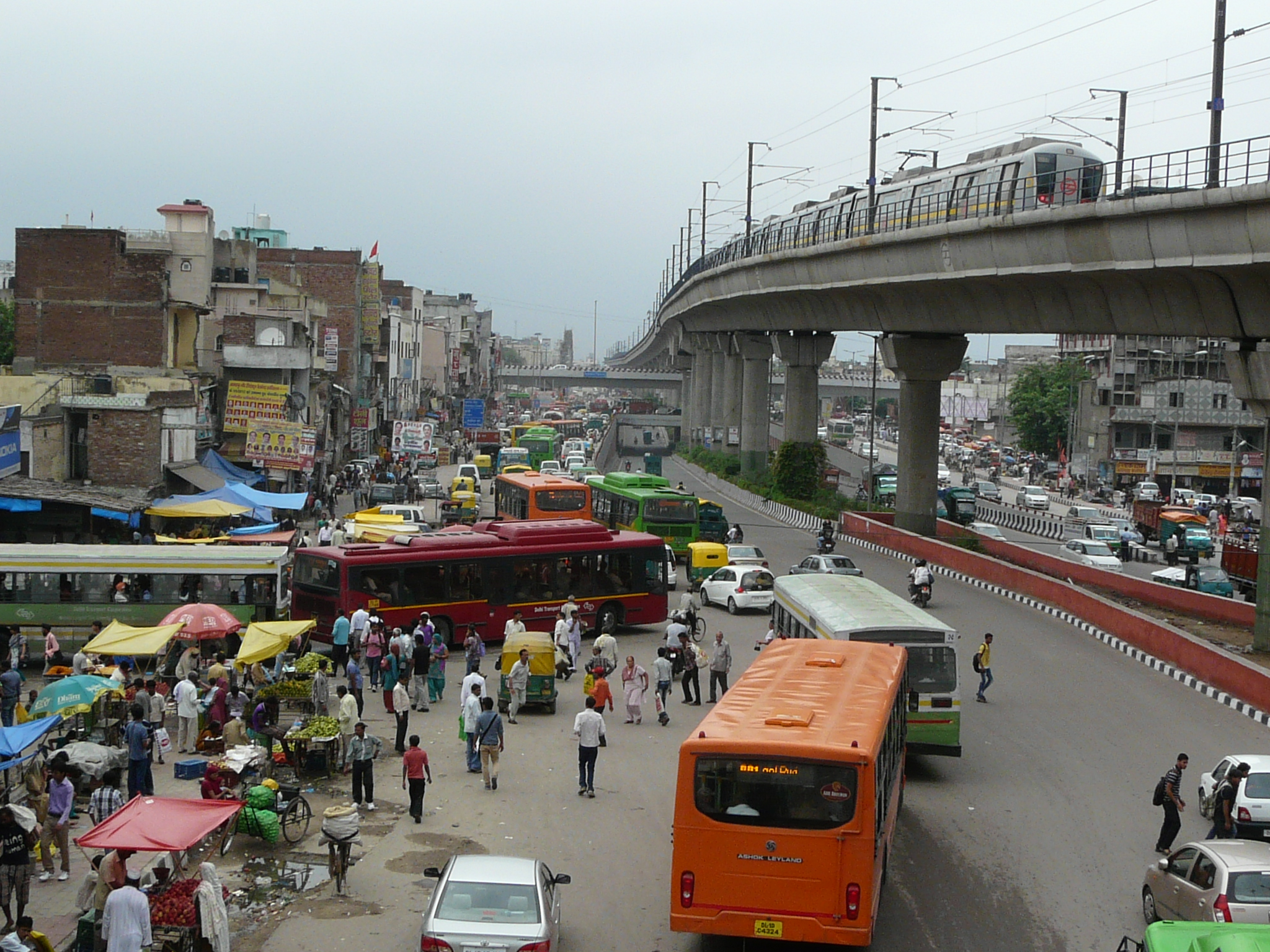
Comboio do Metrô de Deli passando ao lado de uma avenida movimentada

Desde a liberalização econômica dos anos 1990, o desenvolvimento da infraestrutura no país progrediu a um ritmo rápido e hoje há uma grande variedade de meios de transporte por terra, água e ar. No entanto, o PIB per capita relativamente baixo da Índia fez com que o acesso a estes modos de transporte não tenha sido homogêneo. A penetração de veículos motorizados é baixa para os padrões internacionais, com apenas 103 milhões de carros nas estradas indianas em 2008. Além disso, apenas cerca de 10% dos lares do país possuíam uma motocicleta. Ao mesmo tempo, a indústria automobilística indiana está crescendo rapidamente, com uma produção anual de mais de 4,6 milhões de veículos em 2009 e em 2004 previa-se que o volume de veículos deveria aumentar significativamente no futuro. Nesse contexto, porém, o transporte público continua a ser o principal meio de locomoção da maioria da população e os sistemas de transporte públicos do país estão entre os mais utilizados no mundo.
Apesar das melhorias em curso na área, vários aspectos do setor de transportes ainda estão cheios de problemas devido à infraestrutura precária e à falta de investimento em regiões menos economicamente ativas do país. A demanda por infraestrutura e serviços de transportes tem vindo a aumentar em cerca de 10% ao ano, já que a infraestrutura atual é incapaz de atender às demandas econômicas crescentes. De acordo com estimativas de 2008 da Goldman Sachs, a Índia teria que gastar 1,7 trilhão de dólares em projetos de infraestrutura ao longo da década seguinte para impulsionar seu crescimento econômico, do qual 500 bilhões de dólares estão orçados para serem gastos durante o Décimo Primeiro Plano Quinquenal.
A rede ferroviária indiana é uma das maiores do mundo (com 63 465 km de extensão em 2007) e é o sistema mais utilizado do planeta, transportando 651 milhões de passageiros e mais de 921 milhões de toneladas de carga em 2010. O sistema ferroviário indiano, introduzido em 1853 pelos britânicos, é administrado e mantido pela empresa estatal Indian Railways, sob a supervisão do Ministério das Ferrovias.
A Índia tem uma rede de estradas nacionais que ligam todas as principais cidades e capitais estaduais, formando a espinha dorsal econômica do país. Em 2010, o país tinha um total de 79 443 km de estradas nacionais, das quais 200 km eram classificadas como autoestradas. A rede de estradas estaduais totalizava no mesmo ano 131 899 km e o total da rede rodoviária indiana cerca de 3 300 000 km.

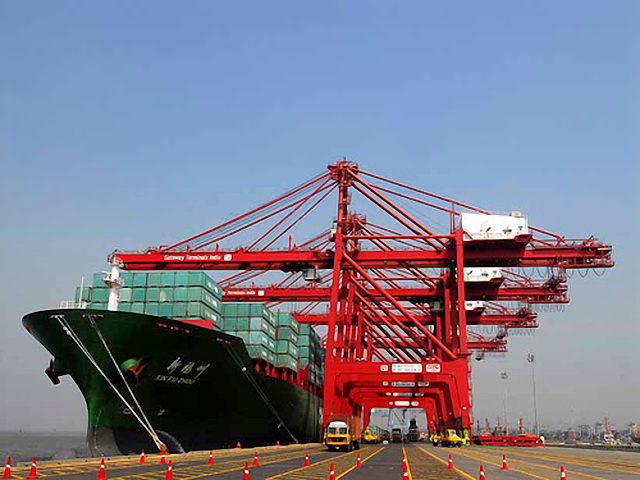
O Porto Jawaharlal Nehru, em Nova Bombaim, está classificado no 25º lugar no mundo por movimentação de contêineres

De acordo com Projeto de Desenvolvimento Rodoviário Nacional (PNDS), em 2008 a intenção era equipar algumas das principais estradas nacionais com quatro pistas de rodagem, além de também existir um plano de converter alguns trechos dessas estradas em seis pistas. Em meados da década de 2010, a Autoridade Nacional de Estradas estimava que cerca de 65% da carga e 80% do tráfego de passageiros do país era transportado por rodovias. As estradas nacionais indianas transportavam cerca de 40% do total do tráfego rodoviário, embora apenas cerca de 1,7% da rede de estradas estivesse coberta por essas estradas principais. O crescimento médio do número de veículos foi 10,16% ao ano nos primeiros anos da década de 2010.
Em 2008 havia 352 aeroportos civis na Índia, dos quais 251 com pistas pavimentadas. Há mais de 20 aeroportos internacionais. Em 2008, o Aeroporto Internacional Indira Gandhi, em Nova Déli, e o Aeroporto Internacional de Chhatrapati Shivaji, em Bombaim, lidavam com mais de metade do tráfego aéreo do sul da Ásia.
Os portos são os principais centros para o comércio. Na década de 2010, cerca de 95% do comércio exterior em quantidade e 70% em valor ocorria através de portos marítimos. Em 2010, 70% do comércio marítimo da Índia passava pelos dois principais portos da área de Bombaim. Há doze portos principais nas seguintes cidades: Nova Bombaim, Bombaim, Cochim, Calcutá (incluindo Haldia), Paradipe, Visagapatão, Ennore, Chenai, Tuticorim, Panambur, Mormugão e Kandla. Além destes, existem 187 portos menores e intermediários, 43 dos quais lidam com cargas.

### Energia

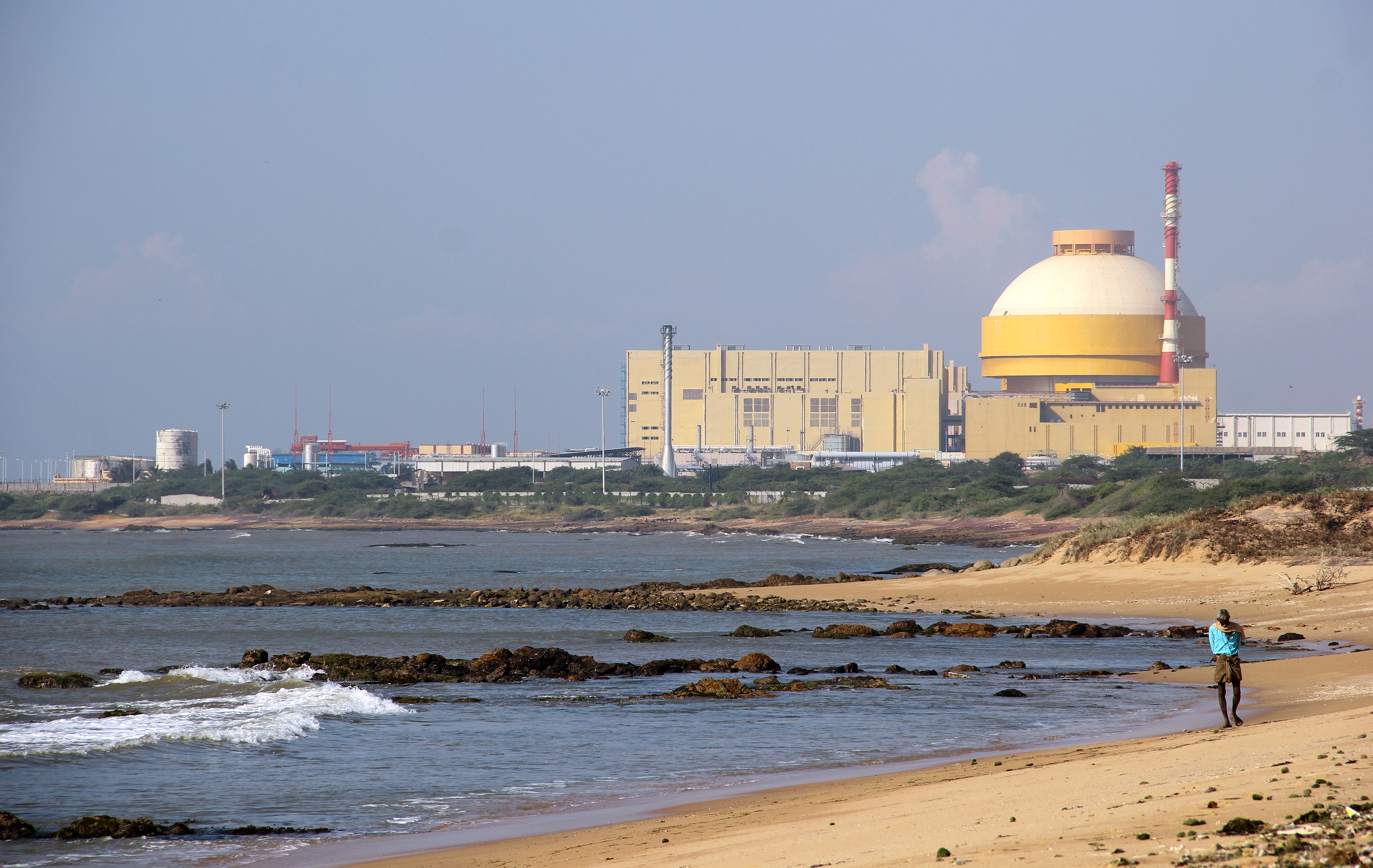
Usina nuclear de Cudanculam, em Tâmil Nadu, com capacidade para produzir de eletricidade

Em 2011, a política energética da Índia estava em grande parte definida pelo crescente déficit energético do país e pelo maior foco no desenvolvimento de fontes alternativas de energia, particularmente energia nuclear, solar e eólica. Cerca de 70% da capacidade de geração de energia do país provém de combustíveis fósseis, sendo o carvão o responsável por 40% do consumo total de energia indiano, seguido pelo petróleo bruto e pelo gás natural com 24% e 6%, respectivamente. O país é em grande parte dependente de importações de combustíveis fósseis para atender suas demandas de energéticas; em 2030, a dependência da Índia de importações de energia deverá ultrapassar 53% do consumo total do país. Em 2009–10, o país importou 159,26 milhões de toneladas de petróleo bruto, que equivale a 80% do seu consumo interno, e 31% do total das importações indianas são provenientes do petróleo. O crescimento da geração da eletricidade na Índia tem sido dificultado pela escassez de carvão nacional e, como consequência, as importações de carvão para a produção de eletricidade aumentaram 18% em 2010.
Devido à sua rápida expansão econômica, em 2010 o país era um dos mercados de energia que cresciam mais rapidamente no mundo e esperava-se que se tornasse o segundo maior contribuinte no aumento da demanda energética global até 2035, sendo responsável por 18% do aumento do consumo mundial. Dada a crescente demanda de energia e as limitadas reservas de combustíveis fósseis no mercado interno, o país tem planos ambiciosos para expandir suas indústrias de energia renovável e nuclear. Em 2011, a Índia tinha o quinto maior mercado de energia eólica do mundo e tinha planos de adicionar cerca de 20 gigawatts de capacidade de energia solar até 2022, além de também prever aumentar a contribuição da energia nuclear para a capacidade total de geração de eletricidade de 4,2% para 9% em 25 anos. O país tinha cinco usinas nucleares em construção e planejava construir outros dezoito até 2025. A Índia possui uma importante reserva do elemento tório e objetiva usá-la na geração de energia. O KAMINI (Kalpakkam Mini reactor) é o reator de tório indiano, que opera em caráter experimental.
Em 2021, a Índia tinha, em energia elétrica renovável instalada, 51 565 MW em energia hidroelétrica (6.º maior do mundo), 40 067 MW em energia eólica (4.º maior do mundo), 49 684 MW em energia solar (5º maior do mundo), e 10 578 MW em biomassa.

## Cultura

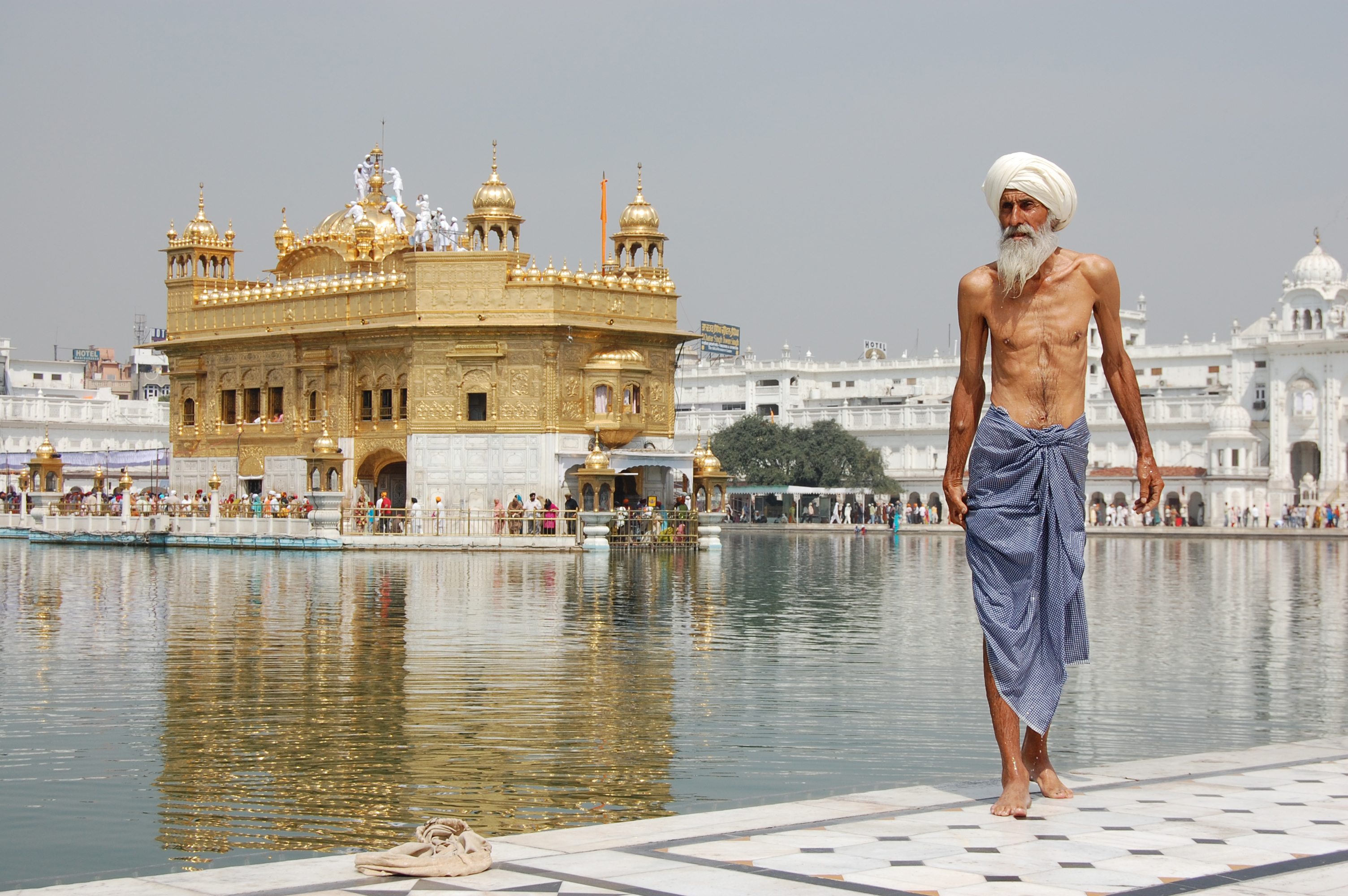
Um peregrino siquista com o Harmandir Sahib (Templo Dourado) ao fundo em Amritsar, Punjabe

A história cultural indiana se estende por mais de 4 500 anos de história. Durante o período védico (c. 1 700−500 a.C.), os fundamentos da filosofia, mitologia e literatura hindu foram estabelecidos e muitas crenças e práticas que ainda existem atualmente, tais como darma, carma, ioga e moksha, foram consolidadas. A Índia é notável por sua diversidade religiosa, sendo hinduísmo, siquismo, islamismo, cristianismo e jainismo as principais e mais populares religiões do país. A religião predominante, o hinduísmo, foi moldada por várias escolas históricas de pensamento, como os upanixades, os Iogassutras, o movimento bhakti e a filosofia budista.
A cultura indiana está marcada por um alto grau de sincretismo e pluralismo. Os indianos têm conseguido conservar suas tradições previamente estabelecidas, enquanto absorvem novos costumes, tradições e ideias de invasores e imigrantes, ao mesmo tempo que estendem a sua influência cultural a outras partes da Ásia, principalmente Indochina e Extremo Oriente.
As práticas religiosas são parte integral da vida cotidiana e são um assunto de interesse público. A roupa tradicional varia de acordo com as cores e estilos segundo a região e depende de certos fatores, incluindo o clima. Os estilos de vestir incluem prendas simples como o sári para as mulheres e o dhoti para os homens; calças e camisas de estilo europeu também são populares entre os homens. O uso de joias delicadas, modeladas em flores reais usados durante a Índia antiga, faz parte de uma tradição que remonta a cerca de 5 000 anos; pedras preciosas também são usadas na Índia como talismãs.

### Festivais

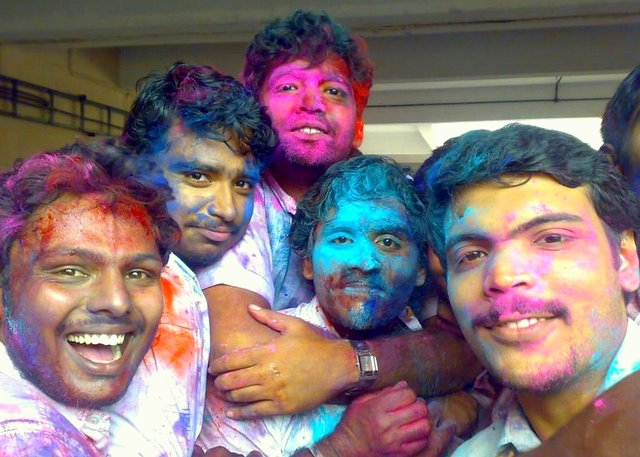
Indianos celebrando o Holi, conhecido como Festival das Cores, em Adoor, no estado de Querala

Muitas celebrações indianas são de origem religiosa, ainda que algumas independam da casta ou credo. Alguns dos festivais mais populares do país são: Diwali, Holi, Durga Puja, Eid ul-Fitr, Eid al-Adha, Natal e Vesak. Além destas, a nação tem três festas nacionais: o dia da República, o dia da independência e o Gandhi Jayanti, em homenagem a Mahatma Gandhi. Uma outra série de dias festivos, variando entre nove e doze dias, são oficialmente celebrados em cada estado nacional.

### Culinária

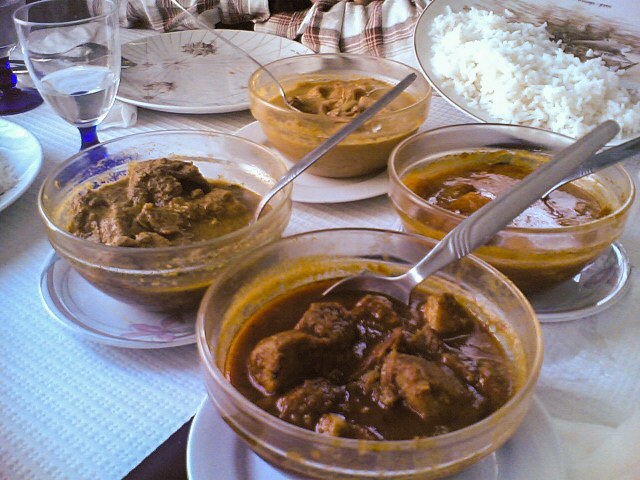
Vindalho, prato típico de Goa

A culinária indiana apresenta uma forte dependência de ervas e especiarias, com pratos muitas vezes apelando para o uso sutil de uma dúzia ou mais de condimentos diferentes; a gastronomia do país também é conhecida por suas preparações tanduri. No tandur, um forno de argila usado na Índia há quase 5 000 anos, as carnes ficam com uma "suculência incomum" e é possível produzir o pão sírio inchado conhecido como naan. Os alimentos básicos são o trigo (principalmente no norte do país), arroz (especialmente no sul e no leste) e lentilhas. Muitas especiarias populares no mundo todo são nativas do subcontinente indiano, enquanto o pimentão, que é nativo das Américas e foi introduzido pelos portugueses, é amplamente utilizado pela população local. O aiurveda, um sistema de medicina tradicional, usa seis rasas e três gunas para ajudar a descrever os comestíveis.
Ao longo do tempo, conforme os sacrifícios de animais feitos pelos védicos foram suplantados pela noção de sacralidade inviolável da vaca, o vegetarianismo foi associado a um alto nível religioso e tornou-se cada vez mais popular, uma tendência auxiliada pelo aumento de normas budistas, jainistas e bhaktis hindus. A Índia tem a maior concentração de vegetarianos do mundo: uma pesquisa realizada em 2006 constatou que 31% dos indianos eram lactovegetarianos e outros 9% eram ovovegetarianos. Entre os costumes alimentares mais tradicionais e comuns estão refeições feitas perto ou no próprio chão, refeições segregadas por casta e gênero e uso da mão direita ou de um pedaço de roti (tipo de pão) no lugar dos talheres.

### Artes e arquitetura

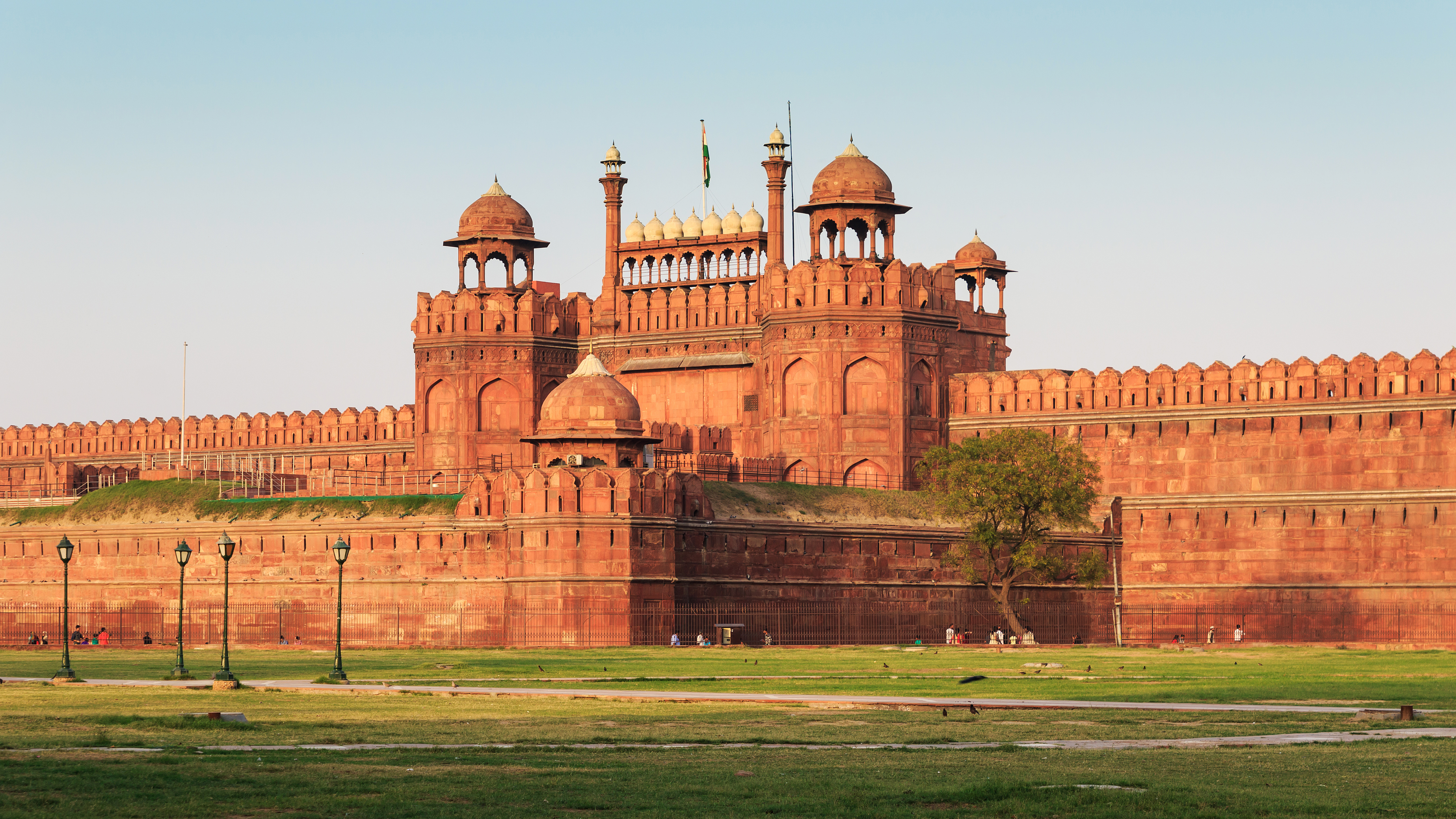
O Forte Vermelho, em Déli, a principal residência dos imperadores mogóis por 200 anos

Grande parte da arquitetura indiana, incluindo o Taj Mahal e outras obras da arquitetura mogol e do sul da Índia, combina antigas tradições locais com estilos importados de outras nações. A arquitetura vernacular, no entanto, é altamente regionalizada. A Vastu Shastra, literalmente "ciência da construção" ou "arquitetura" e atribuída a Mamuni Maia, explora como as leis da natureza afetam as habitações humanas, além de empregar geometria precisa e alinhamentos direcionais para refletir construções cósmicas.
A arquitetura dos templos hindus é influenciada pelos Shastras Shilpa, uma série de textos fundamentais cuja forma mitológica básica é a mandala Vastu-Purusha, uma praça que encarna o conceito de "absoluto".
O Taj Mahal, construído na cidade de Agra entre 1631 e 1648 por ordem do imperador Shah Jahan e em memória de sua esposa, é descrito na lista do Patrimônio Mundial da UNESCO como "a joia da arte muçulmana na Índia e uma das obras-primas universalmente admiradas da herança do mundo". A arquitetura neo-indo-sarracena, desenvolvida pelos britânicos no final do século XIX, baseou-se em arquitetura indo-islâmica.

### Artes cênicas

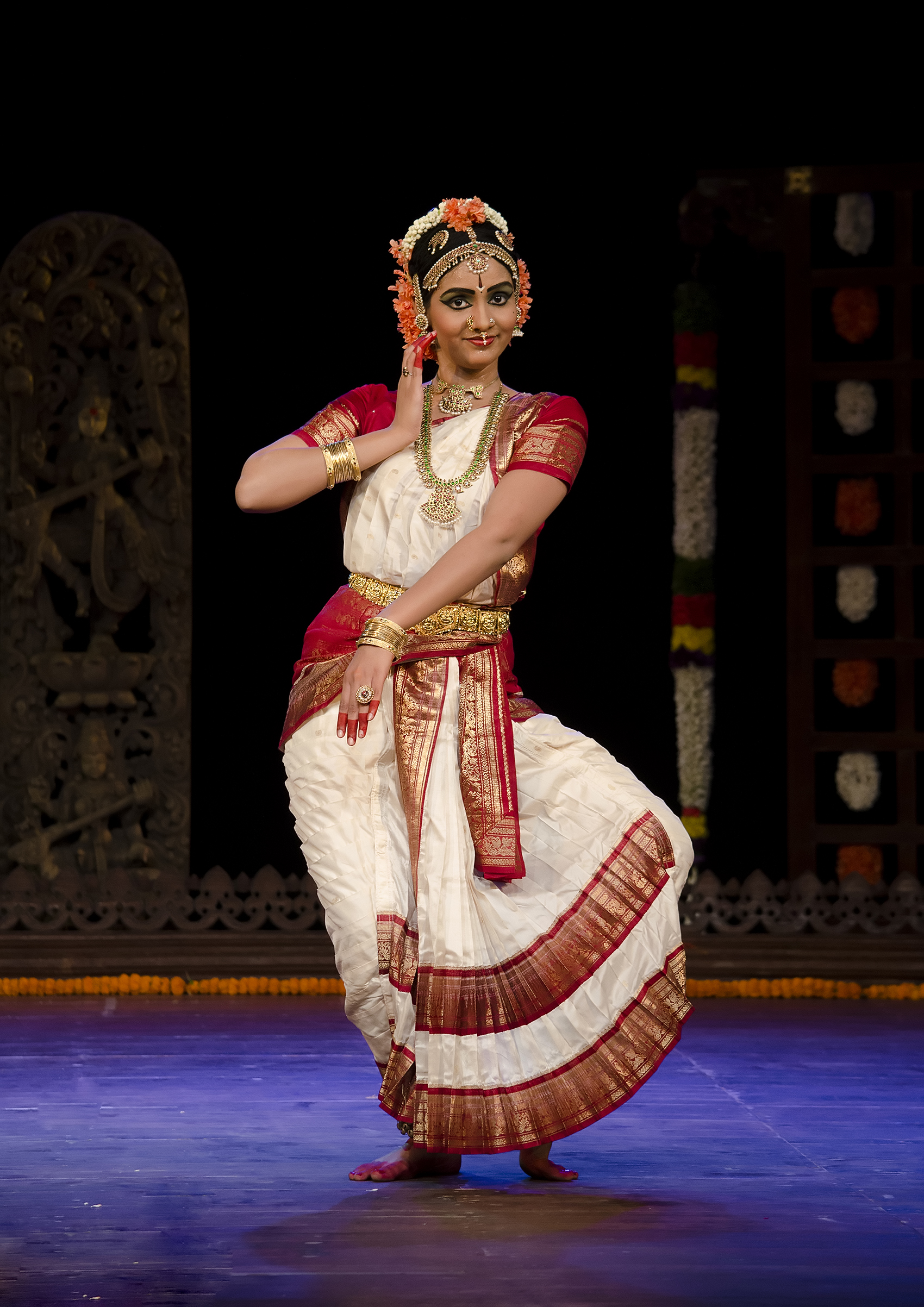
A Academia Nacional de Artes Cênicas da Índia reconheceu oito estilos de dança indianos como clássicos. Um deles é o kuchipudi mostrado aqui

A música indiana varia através de várias tradições e estilos regionais. A música clássica abrange dois gêneros e suas diversas ramificações populares: o hindustai, do norte, e escolas carnáticas, do sul. Entre as formas populares regionalizadas incluem-se o filmi e músicas folclóricas; a tradição sincrética dos bauls é uma forma bem conhecida desta última.
A dança indiana também tem formas clássicas e diversas. Entre as danças folclóricas mais conhecidas estão o bhangra do Punjabe, o bihu de Assão, o chhau de Bengala Ocidental e Jharkhand, o sambalpuri de Odisha, o ghoomar do Rajastão e o lavani, de Maarastra. Oito formas de dança, muitas com formas narrativas e elementos mitológicos, têm sido reconhecidas como danças clássicas pela Academia Nacional de Música, Dança e Teatro da Índia. São elas: bharatanatyam, do estado de Tâmil Nadu, kathak,de Utar Pradexe, kathakali e mohiniyattam, de Querala, kuchipudi, de Andra Pradexe, manipuri, de Manipur, odissi, de Orissa, e o sattriya, de Assão.
O teatro indiano mescla música, dança e diálogos improvisados ou escritos. Muitas vezes baseado na mitologia hindu, mas também inspirado em romances medievais ou eventos sociais e políticos, o teatro indiano inclui o bhavai de Gujarat, o jatra de Bengala Ocidental, o nautanki e o ramlila do Norte da Índia, o tamasha de Maarastra, o burrakatha de Andra Pradexe, o terukkuttu de Tâmil Nadu e o yakshagana de Carnataca.

### Literatura

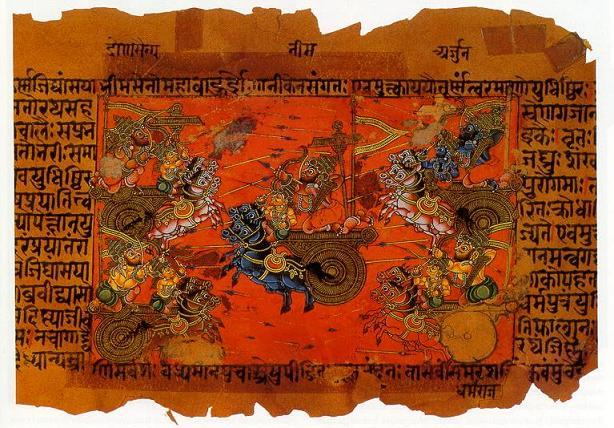
Representação da batalha de Kurukshetra em uma página Mahabharata

As primeiras obras literárias da Índia, compostas entre 1 400 a.C. e 1200 d.C., foram escritas no idioma sânscrito. Obras proeminentes desta literatura sânscrita incluem épicos, como o Mahābhārata e o Ramayana, e dramas de Kālidāsa, como o Abhijñānaśākuntalam (O Reconhecimento de Sakuntala), e poesias, como o Mahākāvya. O Kamasutra, o famoso livro sobre relações sexuais, também se originou no país. Desenvolvida entre 600 a.C. e 300 d.C. no sul da Índia, a literatura sangam compôs 2 381 poemas e é considerada como uma antecessora da literatura tâmil.
Do século XIV ao XVIII, as tradições literárias indianas passaram por um período de drástica mudança por causa do surgimento de poetas devocionais (movimento bhakti) como Kabir, Tulsidas e Guru Nanak. Este período foi caracterizado por um espectro variado e amplo de expressão e correntes de pensamento e, como consequência, obras literárias medievais indianas diferem significativamente da tradição clássica. No século XIX, os escritores indianos tomaram um novo interesse pelas questões sociais e descrições psicológicas. No século XX, a literatura indiana foi influenciada pelas obras do poeta e romancista bengali Rabindranath Tagore.

### Cinema e mídia

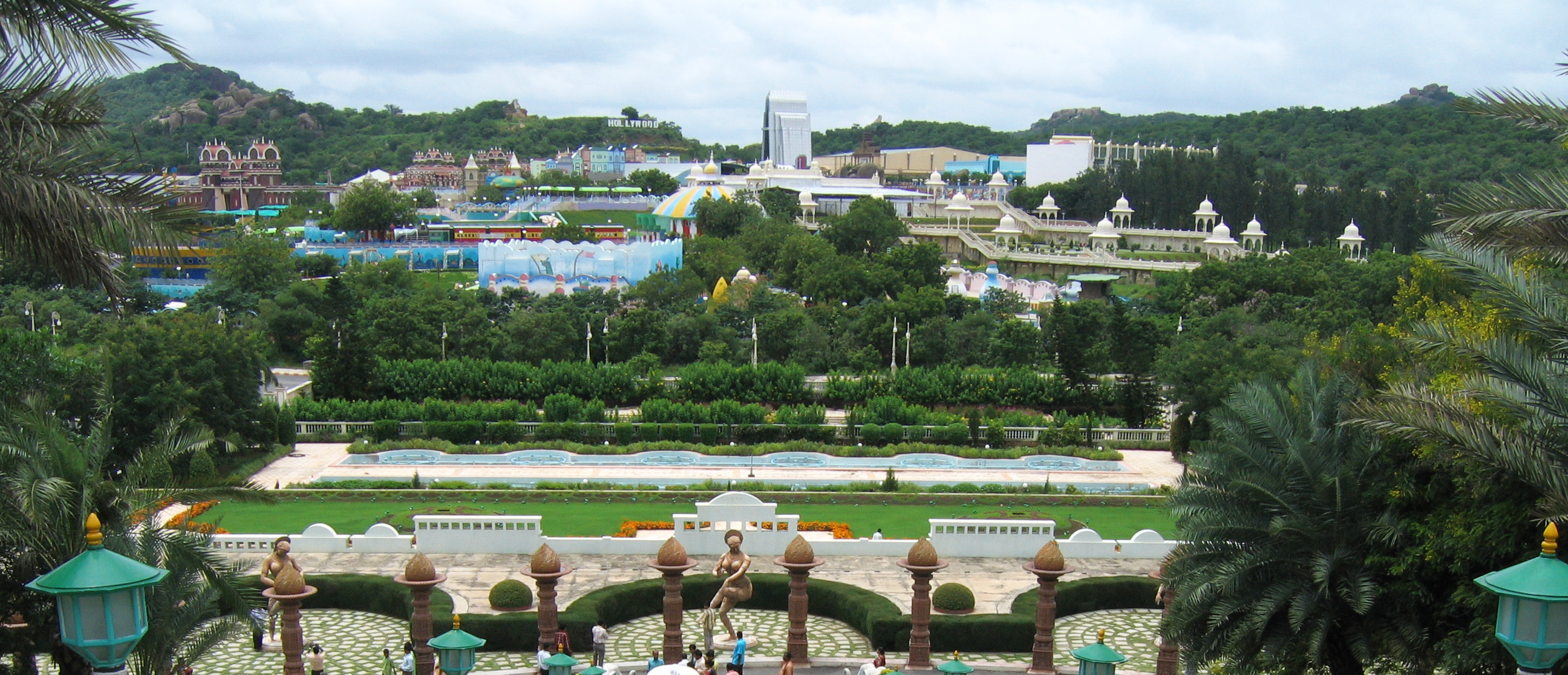
Cidade Cinematográfica de Ramoji, em Haiderabade, considerada pelo Guinness World Records o maior complexo de estúdios de cinema do mundo

A indústria cinematográfica indiana é a maior do mundo. Bollywood, bairro localizado na cidade de Bombaim onde são feitos os filmes e comerciais em hindi, foi recentemente convertido no centro da indústria cinematográfica mais prolífica do mundo, igualando sua importância com Hollywood. Também são feitos filmes tradicionais e comerciais em zonas onde o bengali, canarês, malaiala, marata, tâmil e telugo são idiomas oficiais. O cinema do sul da Índia atrai mais de 75% da receita do cinema nacional.
A radiodifusão televisiva começou na Índia, em 1959, como um meio estatal de comunicação e teve expansão lenta por mais de duas décadas. O monopólio estatal na transmissão da televisão terminou em 1990 e, desde então, canais por satélite têm se tornado cada vez mais populares na cultura popular da sociedade indiana. Hoje, a televisão é a mídia com maior alcance na Índia; estimativas da indústria indicam que em 2012 havia mais de 554 milhões de consumidores de TV, 462 milhões de satélite e/ou conexões por cabos, em comparação com outras formas de mídia de massa, como a imprensa (350 milhões), o rádio (156 milhões) ou a internet (37 milhões).

### Esportes

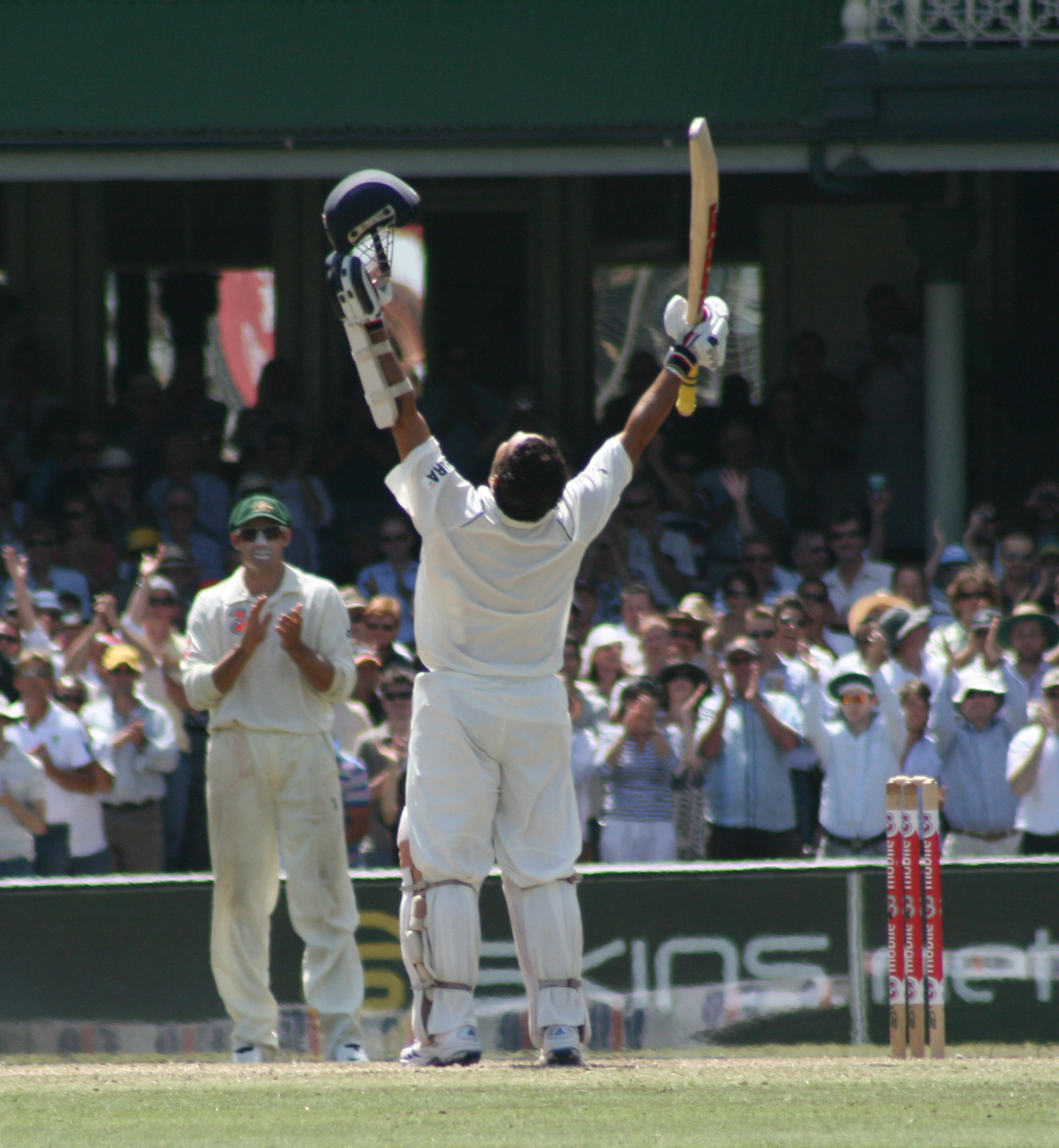
Sachin Tendulkar celebra seu 38º test century durante um jogo de críquete contra a Austrália em 2008. Tendulkar já alcançou diversos recordes mundiais no esporte

Na Índia, vários esportes tradicionais permanecem bastante populares, como o kabaddi, kho kho, pehlwani e gilli-danda. Algumas das primeiras formas de artes marciais asiáticas, como kalari payattu, mushti yuddha, silambam e marma adi, se originaram na Índia. O Rajiv Gandhi Khel Ratna e o Prêmio Arjuna são as mais altas formas de reconhecimento do governo para a realização atlética; o Prêmio Dronacharya é concedido pela excelência em treinamento. O xadrez, que acredita-se que originou-se na Índia como chaturanga, está a recuperar popularidade com o aumento do número de mestres indianos nesse esporte. O tradicional jogo de tabuleiro indiano chamado pachisi foi jogado em uma quadra gigante de mármore pelo imperador Akbar.
Os bons resultados conquistados pela equipe indiana de Copa Davis e outros tenistas indianos no início de 2010 fizeram o tênis se tornar cada vez mais popular no país. A Índia tem uma presença relativamente forte no tiro esportivo e já ganhou várias medalhas no Jogos Olímpicos, nos Campeonatos do Mundo de tiro e nos Jogos da Commonwealth. Outros esportes em que os indianos têm sido bem-sucedidos internacionalmente incluem o badminton, o boxe e o wrestling. O futebol é popular em Bengala Ocidental, Goa, Tâmil Nadu, Querala e em estados do nordeste.

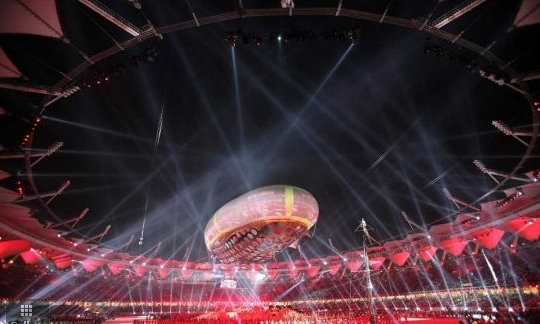
Cerimônia de abertura dos Jogos da Commonwealth de 2010 no Estádio Jawaharlal Nehru, em Nova Déli

O hóquei em campo na Índia é administrado pelo Hockey India. A seleção nacional de hóquei venceu a Copa do Mundo de Hóquei sobre a Grama de 1975 e, até 2012, tinha oito medalhas olímpicas de ouro, uma de prata e duas de bronze, o que a torna a equipe mais bem sucedida dessa prática. A Índia também tem desempenhado um papel importante na popularização do críquete, sendo o esporte mais popular do país. O críquete indiano ganhou a Copa do Mundo de Críquete de 1983 e de 2011, ICC Mundial Twenty20 de 2007 e dividiu o troféu do ICC Champions de 2002 com o Seri Lanca. O Conselho Nacional de Controle do Críquete na Índia (BCCI) realiza uma competição Twenty20 conhecida como Indian Premier League. A Índia já hospedou ou coorganizou vários eventos esportivos internacionais; os Jogos Asiáticos de 1951 e de1982, as Copas do Mundo de Críquete de 1987, 1996 e 2011, os Jogos Afro-Asiáticos de 2003, o ICC Champions Trophy de 2006, a Copa de Hóquei Masculino de 2010 e os Jogos da Commonwealth de 2010. Grandes eventos esportivos internacionais realizados anualmente na Índia incluem o Chennai Open (tênis), a Maratona de Bombaim, a Meia Maratona de Déli e o Indian Masters (golfe). O primeiro Grande Prêmio da Índia aconteceu no final de 2011. O país tem sido, tradicionalmente, dominante nos Jogos Sul-Asiáticos. Um exemplo dessa dominação é a competição de basquete, onde seleção nacional indiana de basquete venceu três dos quatro torneios até a data.

### Feriados
| Data             | Nome em português             | Nome local      | Observações |
| ---------------- | ----------------------------- | --------------- | ----------- |
| Fevereiro-março  | Holi — Festival das cores     |                 |             |
| 26 de janeiro    | Dia da República              | भारतीय प्रजासत्ताक दिन |             |
| 15 de agosto     | Dia da Independência          |                 |             |
| Agosto-setembro  | Festival de Ganexa            |                 |             |
| 2 de outubro     | Aniversário de Mahatma Gandhi |                 |             |
| Outubro-novembro | Diwali — Festival das Luzes   |                 |             |

#### Visão geral
- «India», Central Intelligence Agency, The World Factbook, consultado em 4 de outubro de 2011
- «Country Profile: India» (PDF) 5th ed. , Biblioteca do Congresso dos Estados Unidos, Library of Congress Country Studies, Dezembro de 2004, consultado em 30 de setembro de 2011
- Heitzman, J.; Worden, R. L. (Agosto de 1996), India: A Country Study, ISBN 978-0-8444-0833-0, Area Handbook Series, Washington, D.C.: Biblioteca do Congresso
- India, Fundo Monetário Internacional (FMI), consultado em 14 de outubro de 2011
- «Provisional Population Totals – Census 2011», Ministro de Assunto Internos, Governo da Índia, Office of the Registrar General and Census Commissioner, 2011, consultado em 29 de março de 2011
- «Constituent Assembly of India—Volume XII», National Informatics Centre (NIC), Governo da Índia, Constituent Assembly of India: Debates, 24 de janeiro de 1950, consultado em 17 de julho de 2011
- There's No National Language in India: Gujarat High Court, The Times Of India, 6 de janeiro de 2007, consultado em 17 de julho de 2011
- «Table 1: Human Development Index and its Components» (PDF). Relatório do Desenvolvimento Humano de 2011. [S.l.]: Nações Unidas. 2011

#### Etimologia
- Hindustan, Encyclopædia Britannica, consultado em 17 de julho de 2011
- Kaye, A. S. (1 de setembro de 1997), Phonologies of Asia and Africa, ISBN 978-1-57506-019-4, Eisenbrauns
- Kuiper, K., ed. (Julho de 2010), Culture of India, ISBN 978-1-61530-203-1, Rosen Publishing Group
- Constitution of India (PDF), Ministério da Lei e da Justiça, Governo da Índia, 29 de julho de 2008, consultado em 3 de março de 2012, Artigo 1(1): "India, that is Bharat, shall be a Union of States."
- «India», Oxford English Dictionary 🔗, Universidade de Oxford, consultado em 17 de julho de 2011

#### História
- Asher, C. B.; Talbot, C (1 de janeiro de 2008), India Before Europe, ISBN 978-0-521-51750-8 1st ed. , Universidade de Cambridge
- Bose, S.; Jalal, A. (11 de março de 2011), Modern South Asia: History, Culture, Political Economy, ISBN 978-0-415-77942-5 3ª ed. , Routledge
- Brown, J. M. (26 de maio de 1994), Modern India: The Origins of an Asian Democracy, ISBN 978-0-19-873113-9, The Short Oxford History of the Modern World 2ª ed. , Universidade de Oxford
- Copland, I. (8 de outubro de 2001), India 1885–1947: The Unmaking of an Empire, ISBN 978-0-582-38173-5 1st ed. , Longman
- Kulke, H.; Rothermund, D. (1 de agosto de 2004), A History of India, ISBN 978-0-415-32920-0, 4ª, Routledge
- Ludden, D. (13 de junho de 2002), India and South Asia: A Short History, ISBN 978-1-85168-237-9, One World Media
- Metcalf, B.; Metcalf, T. R. (9 de outubro de 2006), A Concise History of Modern India, ISBN 978-0-521-68225-1 2ª ed. , Universidade de Cambridge
- Peers, D. M. (3 de agosto de 2006), India under Colonial Rule 1700–1885, ISBN 978-0-582-31738-3 1ª ed. , Pearson Longman
- Possehl, G. (Janeiro de 2003), The Indus Civilization: A Contemporary Perspective, ISBN 978-0-7591-0172-2, Rowman & Littlefield
- Robb, P. (2001), A History of India, ISBN 978-0-333-69129-8, London: Palgrave
- Sarkar, S. (1983), Modern India: 1885–1947, ISBN 978-0-333-90425-1, Déli: Macmillan India
- Singh, U. (2009), A History of Ancient and Medieval India: From the Stone Age to the 12th Century, ISBN 978-81-317-1677-9, Déli: Longman
- Sripati, V. (1998), «Toward Fifty Years of Constitutionalism and Fundamental Rights in India: Looking Back to See Ahead (1950–2000)», American University International Law Review, 14 (2): 413–496
- Stein, B. (16 de junho de 1998), A History of India, ISBN 978-0-631-20546-3 1ª ed. , Oxford: Wiley-Blackwell
- Stein, B. (27 de abril de 2010),  Arnold, D., ed., A History of India, ISBN 978-1-4051-9509-6 2nd ed. , Oxford: Wiley-Blackwell
- «Briefing Rooms: India», Departamento de Agricultura dos Estados Unidos, Economic Research Service, 17 de dezembro de 2009, consultado em 17 de julho de 2011
- Thapar, Romila (2003), Penguin history of early India: from the origins to A.D.1300, Penguin Books, consultado em 13 de fevereiro de 2012
- Witzel, Michael (2003), «Vedas and Upanișads», in:  Gavin D. Flood, The Blackwell companion to Hinduism, ISBN 978-0-631-21535-6, John Wiley & Sons, consultado em 15 de março de 2012
- Wolpert, S. (25 de dezembro de 2003), A New History of India, ISBN 978-0-19-516678-1 7th ed. , Universidade de Oxford

#### Geografia
- Ali, J. R.; Aitchison, J. C. (2005), «Greater India», Earth-Science Reviews, 72 (3–4): 170–173, doi:10.1016/j.earscirev.2005.07.005
- Chang, J. H. (1967), «The Indian Summer Monsoon», Geographical Review, 57 (3), pp. 373–396, doi:10.2307/212640
- Forest (Conservation) Act, 1980 with Amendments Made in 1988 (PDF), Departamento do Meio-Ambiente e de Florestas, Governo das Ilhas de Andamão e Nicobar, 1988, consultado em 25 de julho de 2011
- Dikshit, K. R.; Schwartzberg, Joseph E. «Land». India. Encyclopædia Britannica. [S.l.: s.n.] pp. 1–29
- Duff, D. (29 de outubro de 1993), Holmes Principles of Physical Geology, ISBN 978-0-7487-4381-0 4th ed. , Routledge
- Kumar, V. S.; Pathak, K. C.; Pednekar, P.; Raju, N. S. N. (2006), «Coastal processes along the Indian coastline» (PDF), Current Science, 91 (4), pp. 530–536
- India Yearbook 2007, ISBN 978-81-230-1423-4, Nova Déli: Ministério de Informação e Mídia, Governo da Índia, 2007
- Posey, C. A. (1 de novembro de 1994), The Living Earth Book of Wind and Weather, ISBN 978-0-89577-625-9, Reader's Digest
- Prakash, B.; Kumar, S.; Rao, M. S.; Giri, S. C. (2000), «Holocene Tectonic Movements and Stress Field in the Western Gangetic Plains» (PDF), Current Science, 79 (4): 438–449

#### Biodiversidade
- Ali, S.; Ripley, S. D.; Dick, J. H. (15 de agosto de 1996), A Pictorial Guide to the Birds of the Indian Subcontinent, ISBN 978-0-19-563732-8 2nd ed. , Mumbai: Universidade de Oxford
- Animal Discoveries 2011: New Species and New Records (PDF), Zoological Survey of India, 2012, consultado em 20 de julho de 2012
- Basak, R. K. (1983), Botanical Survey of India: Account of Its Establishment, Development, and Activities, consultado em 20 de julho de 2011
- «Hotspots by Region», Conservation International, Biodiversity Hotspots, 2007, consultado em 28 de fevereiro de 2011
- Crame, J. A.; Owen, A. W. (1 de agosto de 2002), Palaeobiogeography and Biodiversity Change: The Ordovician and Mesozoic–Cenozoic Radiations, ISBN 978-1-86239-106-2, Geological Society Special Publication (194), Geological Society of London, consultado em 8 de dezembro de 2011
- Fisher, W. F. (Janeiro de 1995), Toward Sustainable Development?: Struggling over India's Narmada River, ISBN 978-1-56324-341-7, Columbia University Seminars, M. E. Sharpe
- Griffiths, M. (6 de julho de 2010), The Lotus Quest: In Search of the Sacred Flower, ISBN 978-0-312-64148-1, St. Martin's Press
- Karanth, K. P. (25 de março de 2006), «Out-of-India Gondwanan Origin of Some Tropical Asian Biota» (PDF), Academia Indiana de Ciências, Current Science, 90 (6): 789–792, consultado em 18 de maio de 2011
- Mace, G. M. (Março de 1994), «1994 IUCN Red List of Threatened Animals», ISBN 978-2-8317-0194-3, União Internacional para a Conservação da Natureza e dos Recursos Naturais, World Conservation Monitoring Centre
- «Biosphere Reserves of India», Ministério do Meio-Ambiente e Florestas, Governo da Índia, C. P. R. Environment Education Centre, consultado em 17 de julho de 2011
- Indian Wildlife (Protection) Act, 1972, Ministério do Meio-Ambiente e Florestas, Governo da Índia, 9 de setembro de 1972, consultado em 25 de julho de 2011
- Puri, S. K., Biodiversity Profile of India, consultado em 20 de junho de 2007
- The List of Wetlands of International Importance (PDF), The Secretariat of the Convention on Wetlands, 4 de junho de 2007, p. 18, consultado em 20 de junho de 2007, cópia arquivada (PDF) em 21 de junho de 2007
- Tritsch, M. F. (3 de setembro de 2001), Wildlife of India, ISBN 978-0-00-711062-9, Londres: HarperCollins

#### Política
- Bhambhri, C. P. (1 de maio de 1992), Politics in India, 1991–1992, ISBN 978-81-85402-17-8, Shipra, consultado em 20 de julho de 2011
- Burnell, P. J.; Calvert, P. (1 de maio de 1999), The Resilience of Democracy: Persistent Practice, Durable Idea, ISBN 978-0-7146-8026-2 1ª ed. , Taylor & Francis, consultado em 20 de julho de 2011
- Second UPA Win, A Crowning Glory for Sonia's Ascendancy, Business Standard, 16 de maio de 2009, consultado em 13 de junho de 2009
- Chander, N. J. (1 de janeiro de 2004), Coalition Politics: The Indian Experience, ISBN 978-81-8069-092-1, Concept Publishing Company, consultado em 20 de julho de 2011
- Dunleavy, P.; Diwakar, R.; Dunleavy, C. (2007), The Effective Space of Party Competition (PDF) (5), London School of Economics and Political Science, consultado em 27 de setembro de 2011
- Dutt, S. (1998), «Identities and the Indian State: An Overview», Third World Quarterly, 19 (3): 411–434, doi:10.1080/01436599814325
- Echeverri-Gent, J. (Janeiro de 2002), «Politics in India's Decentred Polity», in:  Ayres, A.; Oldenburg, P., Quickening the Pace of Change, ISBN 978-0-7656-0812-3, India Briefing, Londres: M. E. Sharpe, pp. 19–53
- «Current Recognised Parties» (PDF), Election Commission of India, 14 de março de 2009, consultado em 5 de julho de 2010
- Gledhill, A. (30 de março de 1970), The Republic of India: The Development of its Laws and Constitution, ISBN 978-0-8371-2813-9, Greenwood, consultado em 21 de julho de 2011
- Narasimha Rao Passes Away, The Hindu, 24 de dezembro de 2004, consultado em 2 de novembro de 2008
- Mathew, K. M. (1 de janeiro de 2003), Manorama Yearbook, ISBN 978-81-900461-8-3, Malayala Manorama, consultado em 21 de julho de 2011
- «National Symbols of India», National Informatics Centre (NIC), Governo da Índia, Know India, consultado em 27 de setembro de 2009
- Neuborne, B. (2003), «The Supreme Court of India», International Journal of Constitutional Law, 1 (1): 476–510, doi:10.1093/icon/1.3.476
- Pylee, M. V. (2003), «The Longest Constitutional Document», Constitutional Government in India, ISBN 978-81-219-2203-6 2nd ed. , S. Chand
- Pylee, M. V. (2003), «The Union Judiciary: The Supreme Court», Constitutional Government in India, ISBN 978-81-219-2203-6 2nd ed. , S. Chand, consultado em 2 de novembro de 2007
- Sarkar, N. I. (1 de janeiro de 2007), Sonia Gandhi: Tryst with India, ISBN 978-81-269-0744-1, Atlantic, consultado em 20 de julho de 2011
- Sharma, R. (1950), «Cabinet Government in India», Parliamentary Affairs, 4 (1): 116–126
- Sharma, B. K. (Agosto de 2007), Introduction to the Constitution of India, ISBN 978-81-203-3246-1 4th ed. , Prentice Hall
- Sinha, A. (2004), «The Changing Political Economy of Federalism in India», India Review, 3 (1): 25–63, doi:10.1080/14736480490443085
- World's Largest Democracy to Reach One Billion Persons on Independence Day, Nações Unidas, consultado em 5 de outubro de 2011
- Wheare, K. C. (Junho de 1980), Federal Government, ISBN 978-0-313-22702-8 4ª ed. , Universidade de Oxford

#### Relações exteriores e forças armadas
- Alford, P. (7 de julho de 2008), G8 Plus 5 Equals Power Shift, The Australian, consultado em 21 de novembro de 2009
- Behera, L. K. (7 de março de 2011), Budgeting for India's Defence: An Analysis of Defence Budget 2011–2012, Institute for Defence Studies and Analyses, consultado em 4 de abril de 2011
- Behera, L. K. (20 de março de 2012), India’s Defence Budget 2012–13, Institute for Defence Studies and Analyses, consultado em 26 de março de 2012
- «Russia Agrees India Nuclear Deal», British Broadcasting Corporation, BBC News, 11 de fevereiro de 2009, consultado em 22 de agosto de 2010
- Curry, B. (27 de junho de 2010), Canada Signs Nuclear Deal with India, The Globe and Mail, consultado em 13 de maio de 2011
- «India, Europe Strategic Relations», União Europeia, Europa: Summaries of EU Legislation, 8 de abril de 2008, consultado em 14 de janeiro de 2011
- Ghosh, A. (1 de setembro de 2009), India's Foreign Policy, ISBN 978-81-317-1025-8, Pearson PLC
- Gilbert, M. (17 de dezembro de 2002), A History of the Twentieth Century, ISBN 978-0-06-050594-3, William Morrow and Company, consultado em 22 de julho de 2011
- India, Russia Review Defence Ties, The Hindu, 5 de outubro de 2009, consultado em 8 de outubro de 2011
- Kumar, A. V. (1 de maio de 2010), «Reforming the NPT to Include India», Bulletin of Atomic Scientists, consultado em 1 de novembro de 2010
- Miglani, S. (28 de fevereiro de 2011), With An Eye on China, India Steps Up Defence Spending, Reuters, consultado em 6 de julho de 2011
- Nair, V. K. (2007), No More Ambiguity: India's Nuclear Policy (PDF), consultado em 7 de junho de  2007, cópia arquivada (PDF) em 27 de setembro de  2007
- Pandit, R. (27 de julho de 2009), N-Submarine to Give India Crucial Third Leg of Nuke Triad, The Times of India, consultado em 10 de março de 2010
- Perkovich, G. (5 de novembro de 2001), India's Nuclear Bomb: The Impact on Global Proliferation, ISBN 978-0-520-23210-5, Universidade da Califórnia, consultado em 22 de julho de 2011
- India, France Agree on Civil Nuclear Cooperation, Rediff.com, 25 de janeiro de 2008, consultado em 22 de agosto de 2010
- UK, India Sign Civil Nuclear Accord, Reuters, 13 de fevereiro de 2010, consultado em 22 de agosto de 2010
- Ripsman, N. M.; Paul, T. V. (18 de março de 2010), Globalization and the National Security State, ISBN 978-0-19-539390-3, Universidade de Oxford, consultado em 22 de julho de 2011
- Rothermund, D. (17 de outubro de 2000), The Routledge Companion to Decolonization, ISBN 978-0-415-35632-9, Routledge Companions to History 1ª ed. , Routledge
- India Gets Its First Homegrown Fighter Jet, RIA Novosti, 10 de janeiro de 2011, consultado em 1 de abril de 2009
- Sharma, S. R. (1 de janeiro de 1999), India–USSR Relations 1947–1971: From Ambivalence to Steadfastness, ISBN 978-81-7141-486-4, 1, Discovery
- Shukla, A. (5 de março de 2011), China Matches India's Expansion in Military Spending, Business Standard, consultado em 6 de julho de 2011
- Sisodia, N. S.; Naidu, G. V. C. (2005), Changing Security Dynamic in Eastern Asia: Focus on Japan, ISBN 978-81-86019-52-8, Promilla
- «SIPRI Yearbook 2008: Armaments, Disarmament, and International Security», ISBN 978-0-19-954895-8, Oxford University Press, Stockholm International Peace Research Institute, 8 de agosto de 2008, consultado em 22 de julho de 2011
- «Rise in international arms transfers is driven by Asian demand, says SIPRI», Stockholm International Peace Research Initiative, 19 de março de 2012, consultado em 26 de março de 2012
- India, US Sign 123 Agreement, The Times of India, 11 de outubro de 2008, consultado em 21 de julho de 2011

#### Economia
- Alamgir, J. (24 de dezembro de 2008), India's Open-Economy Policy: Globalism, Rivalry, Continuity, ISBN 978-0-415-77684-4, Taylor & Francis, consultado em 23 de julho de 2011
- Bonner, B (20 de março de 2010), Make Way, World. India Is on the Move, Christian Science Monitor, consultado em 23 de julho de 2011
- «India Lost $462bn in Illegal Capital Flows, Says Report», British Broadcasting Corporation, BBC News, 18 de novembro de 2010, consultado em 23 de julho de 2011
- «India Second Fastest Growing Auto Market After China», Business Line, 9 de abril de 2010, consultado em 23 de julho de 2011
- India's Economy: Not Just Rubies and Polyester Shirts, The Economist, 8 de outubro de 2011, consultado em 9 de outubro de 2011
- «Indian Car Exports Surge 36%», Express India, 13 de outubro de 2009, consultado em 23 de julho de 2011
- Report for Selected Countries and Subjects: India, Indonesia, Islamic Republic of Iran, Malaysia, Philippines, Sri Lanka, Thailand, Fundo Monetário Internacional (FMI), Abril de 2011, consultado em 23 de julho de 2011
- Farrell, D.; Beinhocker, E. (19 de maio de 2007), Next Big Spenders: India's Middle Class, McKinsey & Company, consultado em 17 de setembro de 2011
- Gargan, E. A. (15 de agosto de 1992), India Stumbles in Rush to a Free Market Economy, The New York Times, consultado em 22 de julho de 2011
- World Economic Outlook Update (PDF), Fundo Monetário Internacional (FMI), Junho de 2011, consultado em 22 de julho de 2011
- Nayak, P. B.; Goldar, B.; Agrawal, P. (10 de novembro de 2010), India's Economy and Growth: Essays in Honour of V. K. R. V. Rao, ISBN 978-81-321-0452-0, SAGE Publications
- Olson, R. G. (21 de dezembro de 2009), «Technology and Science in Ancient Civilizations», ISBN 978-0-275-98936-1, Greenwood Publishing Group, Praeger Series on the Ancient World, consultado em 27 de setembro de 2011
- Economic Survey of India 2007: Policy Brief (PDF), Organização para a Cooperação e Desenvolvimento Econômico (OCDE), Outubro de 2007, consultado em 22 de julho de 2011
- Pal, P.; Ghosh, J (Julho de 2007), «Inequality in India: A Survey of Recent Trends» (PDF), Nações Unidas, Economic and Social Affairs: DESA Working Paper No. 45, consultado em 23 de julho de 2011
- The World in 2050: The Accelerating Shift of Global Economic Power: Challenges and Opportunities (PDF), PricewaterhouseCoopers, Janeiro de 2011, consultado em 23 de julho de 2011
- Schwab, K. (2010), The Global Competitiveness Report 2010–2011 (PDF), Fórum Econômico Mundial, consultado em 10 de maio de 2011
- Sheth, N. (28 de maio de 2009), «Outlook for Outsourcing Spending Brightens», The Wall Street Journal, consultado em 3 de outubro de 2010
- Information Note to the Press (Press Release No.29 /2011) (PDF), Telecom Regulatory Authority of India, 6 de abril de 2011, consultado em 23 de julho de 2011
- Exporters Get Wider Market Reach, The Times of India, 28 de agosto de 2009, consultado em 23 de julho de 2011
- Corruption Perception Index 2010—India Continues to be Corrupt (PDF), Transparência Internacional, 26 de outubro de 2011, consultado em 23 de julho de 2011
- New Global Poverty Estimates—What It Means for India, Banco Mundial, consultado em 23 de julho de 2011
- «India: Undernourished Children—A Call for Reform and Action», Banco Mundial, consultado em 23 de julho de 2011
- Inclusive Growth and Service Delivery: Building on India's Success (PDF), Banco Mundial, 29 de maio de 2006, consultado em 7 de maio de 2009
- India Country Overview September 2010, Banco Mundial, setembro de 2010, consultado em 23 de julho de 2011
- Trade to Expand by 9.5% in 2010 After a Dismal 2009, WTO Reports, Organização Mundial do Comércio (OMC), 26 de março de 2010, consultado em 23 de julho de 2011
- Yep, E. (27 de setembro de 2011), ReNew Wind Power Gets $201 Million Goldman Investment, The Wall Street Journal, consultado em 27 de setembro de 2011
- Indian IT-BPO Industry, NASSCOM, 2011–2012, consultado em 22 de junho de 2012
- UNDERSTANDING THE WTO: THE ORGANIZATION Members and Observers, OMC, 1995, consultado em 23 de junho de 2012

#### Demografia
- Bonner, A. (1990), Averting the Apocalypse: Social Movements in India Today, ISBN 978-0-8223-1048-8, Duke University Press, consultado em 24 de julho de 2011
- Healthcare in India: Report Highlights (PDF), Boston Analytics, Janeiro de 2009, consultado em 23 de julho de 2011
- Dev, S. M.; Rao, N. C. (2009), India: Perspectives on Equitable Development, ISBN 978-81-7188-685-2, Academic Foundation
- Dharwadker, A. (28 de outubro de 2010), «Representing India's Pasts: Time, Culture, and Problems of Performance Historiography», in:  Canning, C. M.; Postlewait, T., Representing the Past: Essays in Performance Historiography, ISBN 978-1-58729-905-6, Universidade de Iowa, consultado em 24 de julho de 2011
- Drèze, J.; Goyal, A. (9 de fevereiro de 2009), «The Future of Mid-Day Meals», in:  Baru, R. V., School Health Services in India: The Social and Economic Contexts, ISBN 978-81-7829-873-3, SAGE Publications
- Dyson, T.; Visaria, P. (7 de julho de 2005), «Migration and Urbanisation: Retrospect and Prospects», in:  Dyson, T.; Casses, R.; Visaria, L., Twenty-First Century India: Population, Economy, Human Development, and the Environment, ISBN 978-0-19-928382-8, Oxford University Press
- Garg, S. C. (19 de abril de 2005), Mobilizing Urban Infrastructure Finance in India (PDF), Banco Mundial, consultado em 27 de janeiro de 2010
- Mallikarjun, B (novembro de 2004), «Fifty Years of Language Planning for Modern Hindi—The Official Language of India», Language in India, ISSN 1930-2940, 4 (11), consultado em 24 de julho de 2011
- Notification No. 2/8/60-O.L, Governo da Índia, 27 de abril de 1960, consultado em 13 de maio de 2011
- «Religious Composition», Governo da Índia, Office of the Registrar General and Census Commissioner, 2010–2011, consultado em 23 de julho de 2011
- «Census Data 2001», Governo da Índia, Office of the Registrar General and Census Commissioner, 2010–2011, consultado em 22 de julho de 2011
- Ottenheimer, H. J. (2008), The Anthropology of Language: An Introduction to Linguistic Anthropology, ISBN 978-0-495-50884-7, Cengage
- Ratna, U. (2007), «Interface Between Urban and Rural Development in India», in:  Dutt, A. K.; Thakur, B, City, Society, and Planning, ISBN 978-81-8069-459-2, 1, Concept
- Robinson, S. (1 de maio de 2008), «India's Medical Emergency», Time, consultado em 23 de julho de 2011
- Rorabacher, J. A. (2010), Hunger and Poverty in South Asia, ISBN 978-81-212-1027-0, Gyan
- Singh, S. (2004), Library and Literacy Movement for National Development, ISBN 978-81-8069-065-5, Concept
- Skolnik, R. L. (2008), Essentials of Global Health, ISBN 978-0-7637-3421-3, Jones & Bartlett Learning
- Country Cooperation Strategy: India (PDF), Organização Mundial da Saúde (OMS), Novembro de 2006, consultado em 23 de julho de 2011

#### Cultura
- Binmore, K. G. (27 de março de 2007), Playing for Real: A Text on Game Theory, ISBN 978-0-19-530057-4, Oxford University Press
- Bladholm, L. (12 de agosto de 2000), The Indian Grocery Store Demystified, ISBN 978-1-58063-143-3 1ª ed. , Macmillan Publishers
- «Saina Nehwal: India's Badminton Star and "New Woman"», BBC News, 1 de agosto de 2010, consultado em 5 de outubro de 2010
- «Jogos da Commonwealth de 2010: India Dominate Shooting Medals» 🔗, BBC News, 7 de outubro de 2010, consultado em 3 de junho de 2011
- Chopra, P. (18 de março de 2011), A Joint Enterprise: Indian Elites and the Making of British Bombay, ISBN 978-0-8166-7037-6, Universidade de Minnesota
- Cullen-Dupont, K. (Julho de 2009), Human Trafficking, ISBN 978-0-8160-7545-4 1ª ed. , Infobase Publishing
- Das, S. K. (1 de janeiro de 2005), A History of Indian Literature, 500–1399: From Courtly to the Popular, ISBN 978-81-260-2171-0, Sahitya Akademi
- Datta, A. (2006), The Encyclopaedia of Indian Literature, ISBN 978-81-260-1194-0, 2, Sahitya Akademi
- Dehejia, R. S. (7 de novembro de 2011), «Indian Grand Prix Vs. Encephalitis?», The Wall Street Journal, consultado em 20 de dezembro de 2011
- Deutsch, E. (30 de abril de 1969), Advaita Vedānta: A Philosophical Reconstruction, ISBN 978-0-8248-0271-4, Universidade do Havaí
- Dissanayake, W. K.; Gokulsing, M. (Maio de 2004), Indian Popular Cinema: A Narrative of Cultural Change, ISBN 978-1-85856-329-9 2ª ed. , Trentham Books
- Southern Movies Account for over 75% of Film Revenues, The Economic Times, 18 de novembro de 2009, consultado em 18 de junho de 2011
- «South Asian Arts», Encyclopædia Britannica, consultado em 17 de julho de 2011
- «Tamil Literature», Encyclopædia Britannica, 2008, consultado em 24 de julho de 2011
- Eraly, A. (2008), India, ISBN 978-0-7566-4952-4, Penguin Books, consultado em 24 de julho de 2011
- Hart, G. L. (Agosto de 1975), Poems of Ancient Tamil: Their Milieu and Their Sanskrit Counterparts, ISBN 978-0-520-02672-8 1st ed. , Universidade da Califórnia
- Heehs, P., ed. (1 de setembro de 2002), Indian Religions: A Historical Reader of Spiritual Expression and Experience, ISBN 978-0-8147-3650-0, Universidade de Nova York, consultado em 24 de julho de 2011
- Henderson, C. E. (2002), Culture and Customs of India, ISBN 978-0-313-30513-9, Greenwood Publishing Group
- Hoiberg, D.; Ramchandani, I. (2000), Students' Britannica India: Select Essays, ISBN 978-0-85229-762-9, Popular Prakashan
- Johnson, W. J., ed. (1 de setembro de 2008), The Sauptikaparvan of the Mahabharata: The Massacre at Night, ISBN 978-0-19-282361-8, Oxford World's Classics 2ª ed. , Oxford University Press
- Jones, G.; Ramdas, K. (2005), (Un)tying the Knot: Ideal and Reality in Asian Marriage, ISBN 978-981-05-1428-0, Universidade Nacional de Singapura
- Kālidāsa; Johnson, W. J. (15 de novembro de 2001), The Recognition of Śakuntalā: A Play in Seven Acts, ISBN 978-0-19-283911-4, Oxford University Press
- Kaminsky, Arnold P.; Long, Roger D. (30 de setembro de 2011), India Today: An Encyclopedia of Life in the Republic: An Encyclopedia of Life in the Republic, ISBN 978-0-313-37462-3, ABC-CLIO, consultado em 12 de setembro de 2012
- Karanth, S. K. (Outubro de 2002), Yakṣagāna, ISBN 978-81-7017-357-1, Abhinav Publications
- Kiple, K. F.; Ornelas, K. C., eds. (2000), The Cambridge World History of Food, ISBN 978-0-521-40216-3, Cambridge: Cambridge University Press
- Kuiper, K., ed. (1 de julho de 2010), The Culture of India, ISBN 978-1-61530-203-1, Britannica Educational Publishing, consultado em 24 de julho de 2011
- Kumar, V. (Janeiro de 2000), Vastushastra, ISBN 978-81-207-2199-9, All You Wanted to Know About Series 2nd ed. , Sterling Publishing
- Lal, A. (2004), The Oxford Companion to Indian Theatre, ISBN 978-0-19-564446-3, Oxford University Press, consultado em 24 de julho de 2011
- Lang, J.; Moleski, W. (1 de dezembro de 2010), Functionalism Revisited, ISBN 978-1-4094-0701-0, Ashgate Publishing
- MacDonell, A. A. (2004), A History of Sanskrit Literature, ISBN 978-1-4179-0619-2, Kessinger Publishing
- Majumdar, B.; Bandyopadhyay, K. (2006), A Social History of Indian Football: Striving To Score, ISBN 978-0-415-34835-5, Routledge
- Makar, E. M. (2007), An American's Guide to Doing Business in India, ISBN 978-1-59869-211-2, Adams
- Massey, R.; Massey, J. (1998), The Music of India, ISBN 978-81-7017-332-8, Abhinav Publications
- Mayo, Katherine (1935), The Face of Mother India, New York: Harper Brothers, 41 p. of text + larger unpaged section of ill., mostly numbered, from 1 to 393. N.B.: Provides a portrait, copiously ill., of late British colonial India, its art and cultures.
- Medora, N. (2003), «Mate Selection in Contemporary India: Love Marriages Versus Arranged Marriages», in:  Hamon, R. R.; Ingoldsby, B. B., Mate Selection Across Cultures, ISBN 978-0-7619-2592-7, SAGE Publications, pp. 209–230
- Messner, W. (2009), Working with India. The Softer Aspects of a Successful Collaboration with the Indian IT & BPO Industry, ISBN 978-3-540-89077-5, Springer Publishing
- Messner, W. (2012), Engaging with India. How to Manage the Softer Aspects of a Global Collaboration, ISBN 978-1-466244900, Createspace
- «Indian Readership Survey 2012 Q1 : Topline Findings» (PDF). Media Research Users Council. Growth: Literacy & Media Consumption. Consultado em 12 de setembro de 2012
- Mehta, Nalin (30 de julho de 2008), Television in India: Satellites, Politics and Cultural Change, ISBN 978-0-415-44759-1, Taylor & Francis US, consultado em 12 de setembro de 2012
- Is Boxing the New Cricket?, Mint, 24 de setembro de 2010, consultado em 5 de outubro de 2010
- Nakamura, H. (1 de abril de 1999), Indian Buddhism: A Survey with Bibliographical Notes, ISBN 978-81-208-0272-8, Buddhist Tradition Series 12th ed. , Motilal Banarsidass
- Puskar-Pasewicz, M. (16 de setembro de 2010), Cultural Encyclopedia of Vegetarianism, ISBN 978-0-313-37556-9, Greenwood Publishing Group
- Raghavan, S. (23 de outubro de 2006), Handbook of Spices, Seasonings, and Flavorings, ISBN 978-0-8493-2842-8 2nd ed. , CRC Press
- Raichlen, S. (10 de maio de 2011), A Tandoor Oven Brings India's Heat to the Backyard, The New York Times, consultado em 14 de junho de 2011
- Rajadhyaksha, A.; Willemen, P., eds. (22 de janeiro de 1999), Encyclopaedia of Indian Cinema, ISBN 978-0-85170-669-6 2nd ed. , British Film Institute
- Ramanujan, A. K. (15 de outubro de 1985), Poems of Love and War: From the Eight Anthologies and the Ten Long Poems of Classical Tamil, ISBN 978-0-231-05107-1, New York: Universidade de Colúmbia, pp. ix–x
- Rawat, Ramnarayan S (23 de março de 2011), Reconsidering Untouchability: Chamars and Dalit History in North India, ISBN 978-0-253-22262-6, Universidade de Indiana
- Anand Crowned World Champion, Rediff.com, 29 de outubro de 2008, consultado em 29 de outubro de 2008
- Roberts, N. W. (12 de julho de 2004), Building Type Basics for Places of Worship, ISBN 978-0-471-22568-3 1st ed. , John Wiley & Sons
- Sarma, S. (1 de janeiro de 2009), A History of Indian Literature, ISBN 978-81-208-0264-3, 1 2ª ed. , Motilal Banarsidass
- Schoenhals, M. (22 de novembro de 2003), Intimate Exclusion: Race and Caste Turned Inside Out, ISBN 978-0-7618-2697-2, University Press of America
- Schwartzberg, J. (2011), «India», Encyclopædia Britannica, consultado em 17 de julho de 2011
- Sen, A. (5 de setembro de 2006), The Argumentative Indian: Writings on Indian History, Culture, and Identity, ISBN 978-0-312-42602-6 1st ed. , Picador
- Seymour, S.C. (28 de janeiro de 1999), Women, Family, and Child Care in India: A World in Transition, ISBN 978-0-521-59884-2, Cambridge University Press
- Silverman, S. (10 de outubro de 2007), Vastu: Transcendental Home Design in Harmony with Nature, ISBN 978-1-4236-0132-6, Gibbs Smith
- Tarlo, E. (1 de setembro de 1996), Clothing Matters: Dress and Identity in India, ISBN 978-0-226-78976-7 1st ed. , University of Chicago Press, consultado em 24 de julho de 2011
- Sawant Shoots Historic Gold at World Championships, The Times of India, 9 de agosto de 2010, consultado em 25 de maio de 2011
- Taj Mahal, Organização das Nações Unidas para a Educação, a Ciência e a Cultura (UNESCO), consultado em 3 de março de 2012
- India Aims for Center Court, The Wall Street Journal, 11 de setembro de 2009, consultado em 29 de setembro de 2010
- Wengell, D. L.; Gabriel, N. (1 de setembro de 2008), Educational Opportunities in Integrative Medicine: The A-to-Z Healing Arts Guide and Professional Resource Directory, ISBN 978-0-9776552-4-3 1st ed. , The Hunter Press
- «Intergenerational Mobility for Dalits Is Visible, Albeit Limited» (PDF). World Bank Report 2011. doi:10.1596/978-0-8213-8689-7. Consultado em 6 de setembro de 2012
- Xavier, L. (12 de setembro de 2010), Sushil Kumar Wins Gold in World Wrestling Championship, The Times of India, consultado em 5 de outubro de 2010
- Yadav, S. S.; McNeil, D.; Stevenson, P. C. (23 de outubro de 2007), Lentil: An Ancient Crop for Modern Times, ISBN 978-1-4020-6312-1, Springer
- Zvelebil, K. V. (1 de agosto de 1997), Companion Studies to the History of Tamil Literature, ISBN 978-90-04-09365-2, Brill Publishers